# Mystères d'Osiris
Vous lisez un « article de qualité » labellisé en 2014.
Les Mystères d'Osiris sont des festivités religieuses célébrées en Égypte antique en commémoration du meurtre et de la régénération d'Osiris. Le déroulement des cérémonies est attesté par des sources écrites variées, mais le document majeur est le Rituel des mystères d'Osiris au mois de Khoiak, une compilation de textes du Moyen Empire gravés durant la période ptolémaïque dans une chapelle haute du temple de Dendérah. Dans la religion égyptienne, sacré et secret sont intimement liés. De ce fait, les pratiques rituelles sont hors d'atteinte des profanes, car réservées aux prêtres, seuls habilités à pénétrer dans les sanctuaires divins. Le mystère théologique le plus insondable, le plus empreint de précautions solennelles, est la dépouille d'Osiris. D'après le mythe osirien, cette momie est conservée au plus profond de la Douât, le monde souterrain des morts. Chaque nuit, durant son voyage nocturne, Rê le dieu solaire vient s'y régénérer en s'unissant momentanément à Osiris sous la forme d'une âme unique.
Après l'effondrement de l'Ancien Empire, la ville d'Abydos devient le haut-lieu de la croyance osirienne. Chaque année s'y tient alors un ensemble de processions publiques et de rituels secrets mimant la passion d'Osiris et ordonnés selon les rituels funéraires royaux memphites. Durant le premier millénaire avant notre ère, les pratiques d'Abydos se diffusent dans les principales villes du pays (Thèbes, Memphis, Saïs, Coptos, Dendérah, etc.) Sous les Lagides, chaque ville réclame de posséder un lambeau de la sainte dépouille ou, à défaut, les lymphes qui s'en sont écoulées. Les Mystères se fondent sur la légende du dépiècement du cadavre d'Osiris par Seth et sur la dissémination de ses membres à travers toutes les régions du territoire égyptien. Retrouvés un à un par Isis, les membres disjoints sont rassemblés en une momie dotée d'une puissante force vitale.
La régénération de la dépouille osirienne par Isis-Chentayt, la « veuve éplorée », est pratiquée chaque année durant le mois de Khoiak, le quatrième du calendrier nilotique (situé à cheval sur nos mois d'octobre et de novembre). Au sein des temples, les officiants s’attellent à fabriquer de petites figurines momiformes, appelées « Osiris végétants », destinées à être pieusement conservées durant toute une année. Ces substituts du corps osirien sont ensuite inhumés dans des nécropoles spécialement dédiées, les Osiréions ou « Tombeaux d'Osiris ». Les Mystères sont observés durant l'amorce de la décrue du Nil, quelques semaines avant que les champs puissent à nouveau être ensemencés par les paysans. Chaque ingrédient entrant dans la composition des figurines (orge, terre, eau, dattes, minéraux, aromates) est doté d'un fort symbolisme, en relation avec les principaux cycles cosmiques (révolution solaire, phases lunaires, crue nilotique, germination). Leur mélange et leur moulage sous la forme du corps d'Osiris ont pour but d'invoquer les forces divines assurant le renouvellement de la vie, la renaissance de la végétation ainsi que la résurrection des morts.

## L’égyptosophie européenne

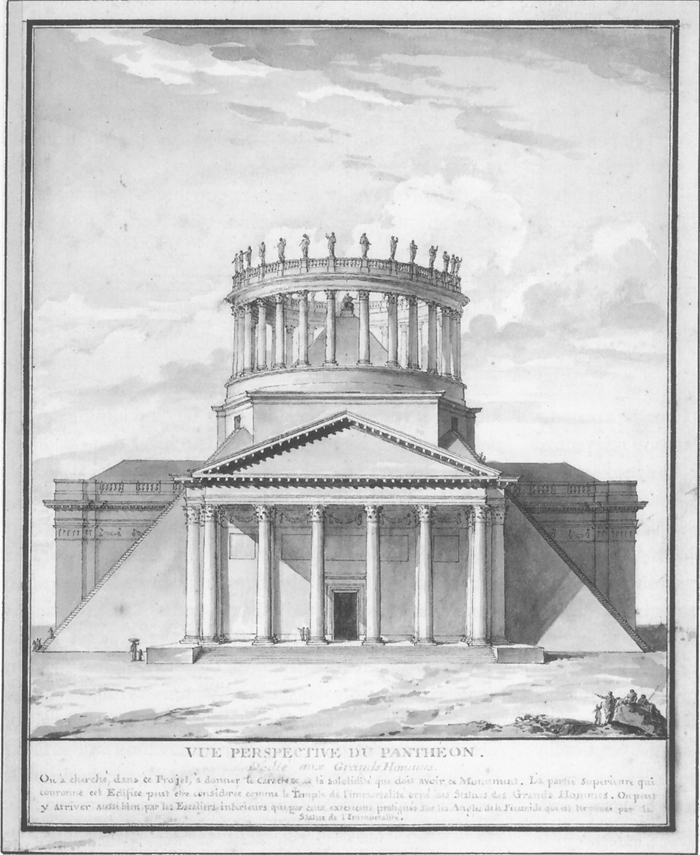
Projet de modification du panthéon parisien en pyramide, vers 1798.

Durant l'Antiquité, des auteurs de culture grecque tels Hérodote, Diodore de Sicile, Plutarque et Jamblique ont développé l'idée que l'Égypte, du fait de l'ancienneté de sa civilisation, est le berceau originel de tous les savoirs théologiques, mythologiques et rituéliques. Cette vision est parfois qualifiée d'« égyptosophie », un mot-valise forgé à partir des termes « Égypte » et « philosophie ». Depuis la Renaissance, cette manière d'appréhender l'histoire des religions a grandement marqué la culture occidentale. Son influence est plus particulièrement manifeste auprès d'individus engagés dans les voies de l'hermétisme, de l'ésotérisme et de la pseudo-science. L'égyptosophie a ainsi influencé des courants spirituels plus ou moins occultes comme l'alchimie, la Rose-Croix, la Franc-maçonnerie, ou la théosophie. Depuis la décolonisation de l'Afrique, cette idée est aussi devenue la pierre d'angle des théoriciens afrocentristes et kémitistes ; ces derniers étant en quête d'une « renaissance africaine » basée sur un retour aux antiques enseignements égyptiens.
À partir de la seconde moitié du XVIIe siècle, le cliché de « l'Égypte, pays des mystères » se diffuse dans l'Europe des Lumières. Ce lieu commun s'expose le plus parfaitement dans l'opéra La Flûte enchantée de W. Mozart et E. Schikaneder, créé en 1791. Au milieu de l'œuvre, les initiés Tamino et Pamina voient leur vision du monde bouleversée par leur initiation aux Secrets par Sarastro, grand-prêtre du Royaume de la Lumière et adorateur des dieux Isis et Osiris. À la même époque, les francs-maçons croient déceler dans les « mystères égyptiens » l'existence d'une religion double. Au sein d'une fausse religion polythéiste réservée au peuple, aurait existé une vraie religion monothéiste réservée à un cercle restreint d'initiés. Pour la masse des incultes, la religion est axée sur la piété, les fêtes et les sacrifices aux divinités. Il ne s'agirait là que de simples coutumes destinées à maintenir la paix sociale et la pérennité de l'État. En parallèle, dans la pénombre souterraine des cryptes, sous les temples et les pyramides, les prêtres égyptiens auraient dispensé aux élites en quête de vérité, des formations morales, intellectuelles et spirituelles, lors de cérémonies initiatiques,.

## Les Mystères face à la science égyptologique

### Sources textuelles

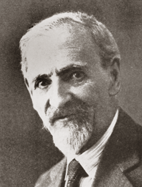
Portrait d'Émile Chassinat (1868-1948), égyptologue français.

Depuis les années 1960, la connaissance scientifique des mystères égyptiens a considérablement progressé grâce à l'étude attentive d'inscriptions laissées sur des papyrus ou sur des parois de temples et tombeaux. De nombreux apports philologiques et archéologiques ont mis à mal les clichés européens sur les « Mystères d'Osiris », en révélant la nature véritable des rituels et les pratiques effectives des prêtres égyptiens. Dans les années 1960, la communauté égyptologique a porté à la connaissance générale plusieurs textes majeurs ; d'abord, la traduction en langue française, par Émile Chassinat, du Rituel des mystères d'Osiris au mois de Khoiak, une compilation d'inscriptions tentyrites (ce travail remonte aux années 1940 mais n'est paru à titre posthume qu'en 1966 et 1968, en deux volumes, sous les presses de l'IFAO) ; ensuite les importantes publications du Papyrus N.3176 du Louvre par Paul Barguet en 1962, du Papyrus Salt 825 par Philippe Derchain en 1964-1965 et du Cérémonial de glorification (Louvre I.3079) par Jean-Claude Goyon en 1967. Ces travaux ont depuis été augmentés d'ouvrages plus récents comme la publication exhaustive des textes des chapelles osiriennes de Dendérah par Sylvie Cauville en 1997, par la thèse de Catherine Graindorge sur le dieu Sokaris à Thèbes en 1994 et les apports de Laure Pantalacci (1981), de Horst Beinlich (1984) et de Jan Assmann (2000) sur les reliques osiriennes.
Parallèlement, l'archéologie des vestiges liés au culte d'Osiris a enrichi la connaissance des espaces dédiés aux rituels des mystères telles les catacombes de Karnak et d'Oxyrhynque.

### Rituel des mystères de l’Osiréionde Dendérah

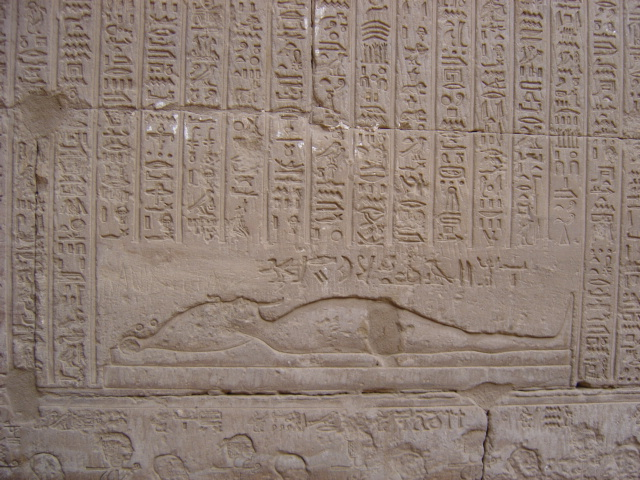
Texte et illustration du Rituel des mystères (colonnes 106 à 121), temple de Dendérah.

Dans le milieu académique de l'égyptologie, la connaissance des « Mystères d'Osiris » s'appuie principalement sur les inscriptions tardives des temples de la période gréco-romaine. Parmi ces données, les textes des six chapelles de l’Osiréion de Dendérah (situées sur le toit du temple d'Hathor) constituent la source majeure. La compréhension du rituel, de ses variantes locales et de son contexte religieux, s'appuie surtout sur le Rituel des mystères d'Osiris gravé à l'extrême fin de la période ptolémaïque. Cette source est riche en détails, mais se montre souvent confuse, car il s'agit d'une compilation de sept livres d'origines diverses (Busiris et Abydos) et d'époques différentes (Moyen Empire et période ptolémaïque). L'inscription se présente comme une succession de cent cinquante-neuf colonnes de hiéroglyphes disposées sur trois des quatre parois d'une cour à ciel ouvert (première chapelle orientale). La première traduction d'envergure en langue française est donnée en 1882 par Victor Loret, sous le titre Les fêtes d'Osiris au mois de Khoiak. Cependant, la traduction commentée d'Émile Chassinat, Le Mystère d'Osiris au mois de Khoiak (834 pages), publiée tardivement en 1966 et 1968, demeure l'ouvrage de référence. En 1997, cette traduction est modernisée, quoique presque inchangée, par Sylvie Cauville dans sa publication exhaustive et commentée des textes des chapelles osiriennes de Dendérah.

## Nature des mystères égyptiens

### Rites secrets

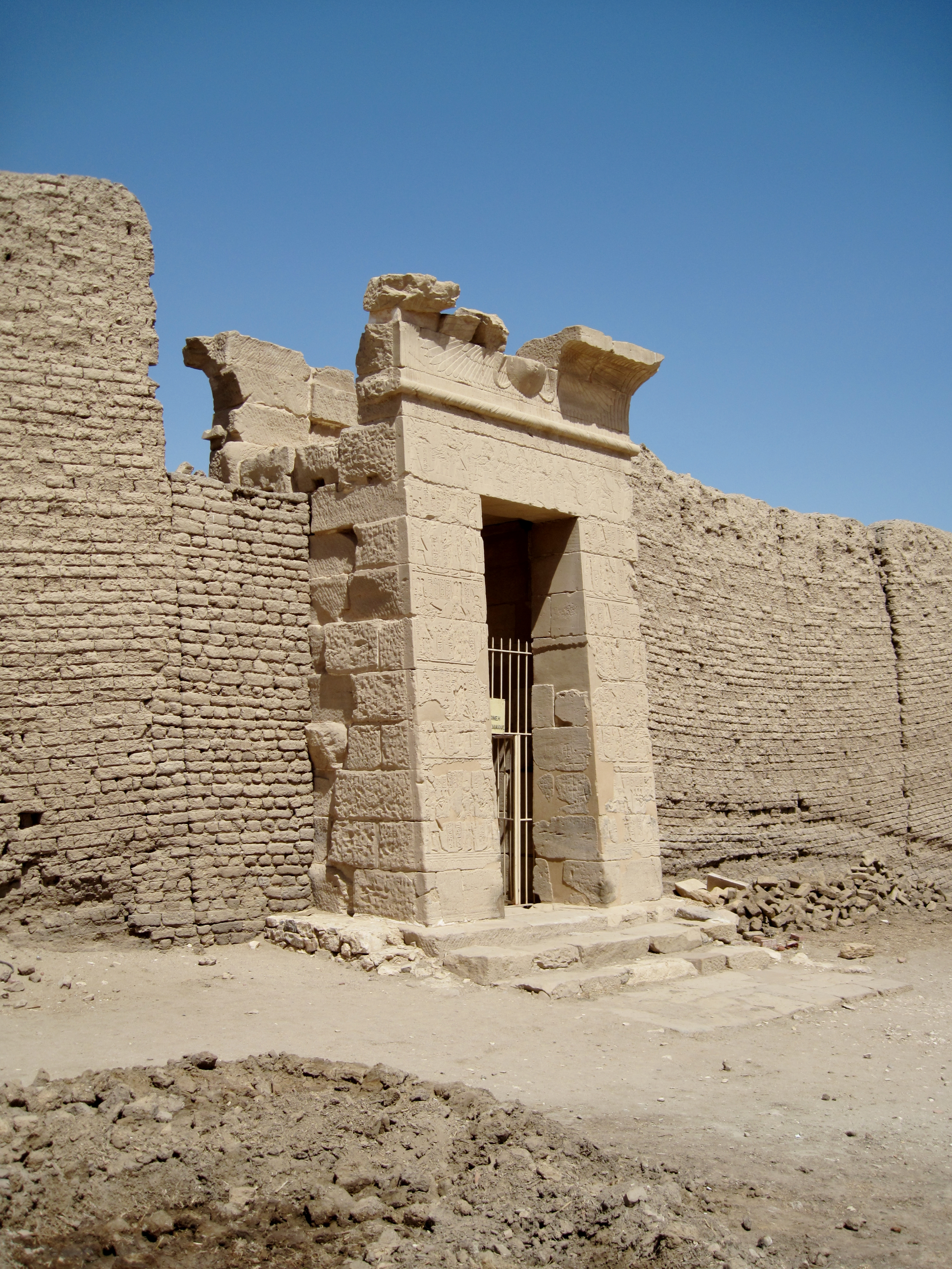
Porte et mur d'enceinte du temple de Deir el-Médineh.

La civilisation égyptienne a indéniablement connu des rites secrets. La majeure partie des gestes cultuels exécutés par les prêtres sont accomplis derrière les murs des temples, en absence de tout public. Le peuple n'a généralement pas accès au temple. Les jours de fêtes, la foule est admise à entrer dans les avant-cours, mais jamais dans le saint des saints du sanctuaire. Dans la mentalité égyptienne, djeser le « sacré » et seshta le « secret » sont deux notions qui vont de pair. Le terme « sacré » signifie aussi « séparer » ou « tenir à l'écart ». Le sacré est donc, par essence, quelque chose que l'on doit tenir à l'écart du profane. La puissance divine n'est pas seulement cantonnée au Ciel ou à l'au-delà. Sa présence se manifeste aussi sur Terre parmi les humains. Les temples, pour les dieux, et les nécropoles, pour les ancêtres, sont des lieux où les prêtres exercent leurs rôles de médiateur entre le genre humain et les forces de l'invisible. Ce sont des lieux à part, tenus à l'écart de la majorité des vivants, leur accès étant soumis à des restrictions de toutes sortes comme la pureté corporelle, le jeûne, l'obligation de silence.
Cette nette distinction entre lieux sacrés et monde profane a conduit les anciens Égyptiens à doter la sacralité d'une forte obligation de secret. Les prêtres qui accomplissent les rites dans les temples sont donc soumis au silence. Ils ne doivent rien dire de ce qu'ils font. Dans le Livre des Morts, le prêtre défunt se félicite d'avoir participé aux cérémonies cultuelles dans les principales villes du pays et souligne qu'il n'a rien divulgué de ce qu'il a fait, vu et entendu.

« L'Osiris N ne dira rien de ce qu'il a vu, l'Osiris N. ne répétera pas ce qu'il a entendu de mystérieux »

— Livre des Morts, chap 133. Traduction de Paul Barguet.

### Secrets cosmiques

#### Parcours solaire
Les deux plus grandes puissances divines, les plus secrètes et les plus inaccessibles, sont Rê, le dieu Soleil et Osiris d'Abydos, le souverain des morts. Dans son traité Les mystères d'Égypte, consacré aux religions égyptienne et babylonienne, le philosophe néoplatonicien Jamblique, résume en une courte formule les deux plus grands mystères de la croyance égyptienne :

« Si toutes choses persévèrent dans l'immobilité et la perpétuité renouvelée, c'est que jamais ne s'arrête la course du soleil ; si toutes choses demeurent parfaites et intégrales, c'est parce que les mystères d'Abydos ne sont jamais dévoilés. »

— Jamblique, Les Mystères d'Égypte, VI, 7.

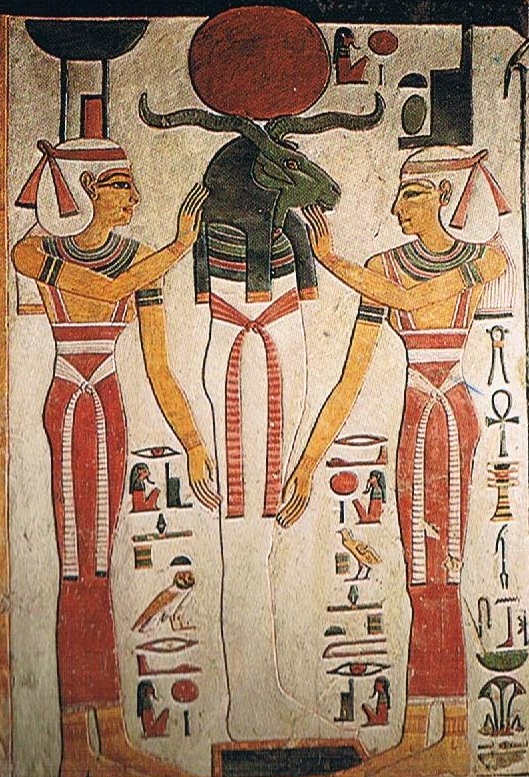
Union de Rê en Osiris sous la protection de Nephtys et Isis (tombe de Néfertari).

La course du Soleil a inspiré aux Égyptiens une littérature religieuse très abondante et développée. On peut cependant établir une nette distinction quant à leurs destinataires. Certains textes sont manifestement destinés au plus grand nombre. Il s'agit d'hymnes au Soleil, des prières adressées à l'astre à des moments particuliers de la journée, le matin quand l'astre apparaît hors des montagnes de l'horizon oriental, à mi-course pour célébrer sa culmination et le soir lorsqu'il disparaît à l'horizon occidental. Pour la plupart des hymnes, il s'agit d'inscriptions gravées à l'entrée des tombeaux, sur des stèles placées à l'intérieur ou à l'extérieur de chapelles ou, encore, sur les papyrus du Livre des morts. Accessibles à tous, ces textes ne prétendent pas transmettre ou passer sous silence un enseignement secret. L'autre groupe de textes codifie et transmet un savoir réservé au seul pharaon. Il s'agit des « Livres de l'au-delà » : le Livre de l'Amdouat, le Livre des Portes, le Livre des cavernes, etc. Leurs images et leurs textes ornent exclusivement les parois des tombeaux des souverains du Nouvel Empire. Ils présentent, heure par heure, le voyage nocturne du Soleil à travers les contrées de l'au-delà. Cette littérature secrète expose le plus occulte des savoirs, la régénération du Soleil au fond de la Terre, c'est-à-dire son renouveau nocturne dans un circuit qui relie la fin au début dans une existence libérée de la mortalité. Au milieu de la nuit, l'astre solaire s'unit passagèrement à la momie d'Osiris. De cette union, il tire la force de vie nécessaire à sa régénération. Contrairement aux autres morts, le Soleil ne devient pas Osiris mais repose en lui, un bref instant, en une âme unique connue sous le nom de « ba réuni », réunion de Rê et Osiris ou sous l'aspect d'une momie criocéphale dénommée « Celui à la tête de bélier » :

« Rê se couche dans la montagne de l'Occident et illumine le monde souterrain de ses rayons.
 C'est Rê qui repose en Osiris, c'est Osiris qui repose en Rê. »

— Livre des morts, chapitre 15 (extrait).

#### Cadavre osirien

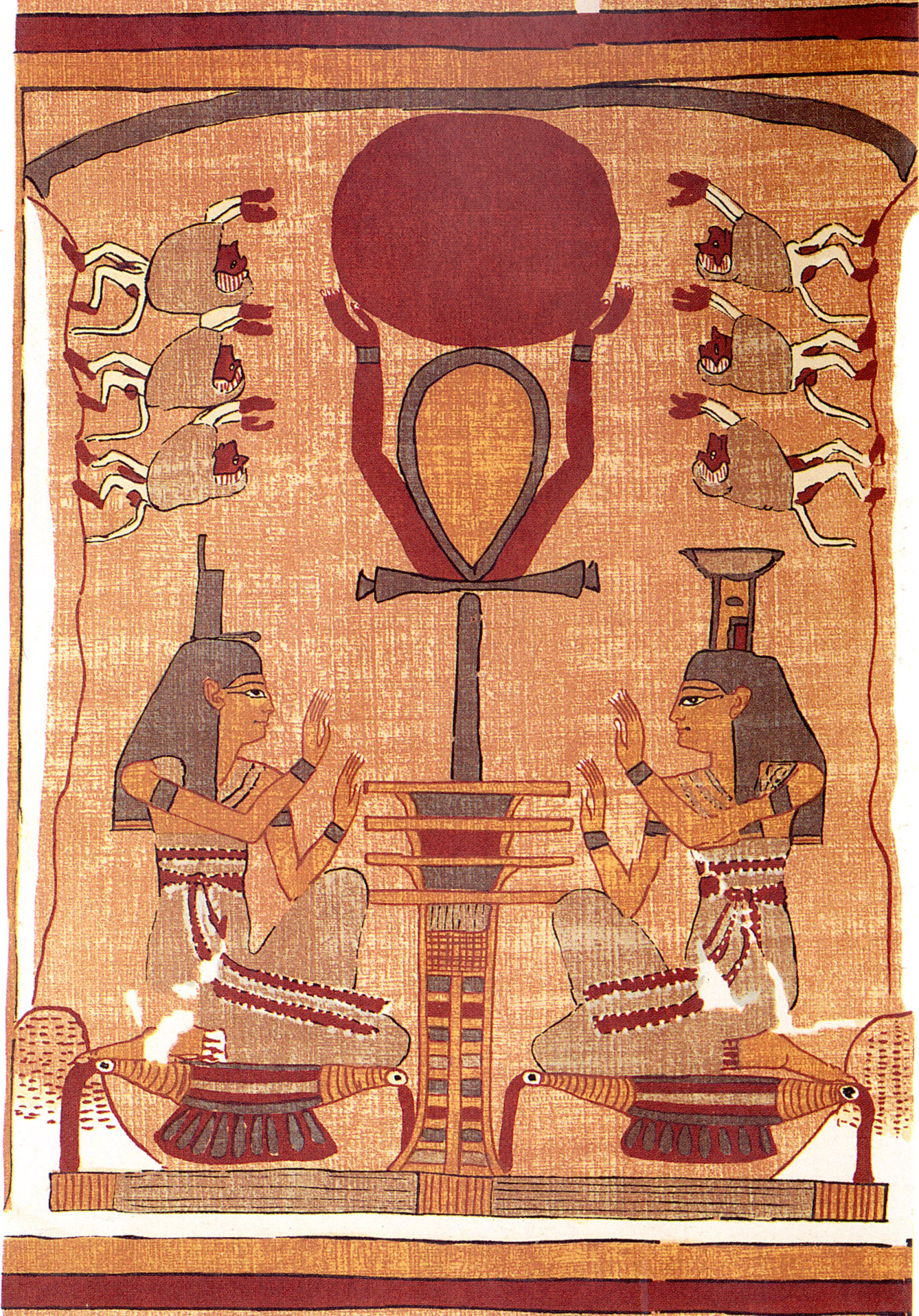
Renaissance du soleil après son union avec Osiris figuré sous la forme d'un pilier Djed surmonté d'un nœud Ânkh anthropomorphisé (Papyrus d'Ani).

D'après la littérature occulte des Livres de l'au-delà, le plus grand secret, le mystère le plus insondable des croyances égyptiennes, est la dépouille momifiée d'Osiris. Dans ces textes, le dieu soleil est « Celui dont le secret est caché », le monde souterrain étant le lieu « qui abrite le secret ». Le mot « secret » désigne ici le cadavre osirien sur lequel chaque nuit vient se poser l'astre fatigué :

« Ils gardent le secret du grand dieu, invisible de ceux qui sont dans la douât. […] Rê leur dit : Vous avez reçu mon image, vous avez embrassé mon secret, vous reposez dans le château de Benben, à l'endroit qui abrite ma dépouille, ce que je suis. »

— Livre des Portes
Les Égyptiens avaient pour usage de ne pas parler de la mort d'Osiris. D'une manière générale depuis les Textes des pyramides et jusqu'aux documents gréco-romains, le meurtre d'Osiris, son deuil et son tombeau ne sont évoqués que par des allusions ou par d'habiles périphrases. On peut ainsi lire « Quant à l'arbre-ârou de l'Occident, il se dresse pour Osiris pour l'affaire qui est arrivée sous lui. » (Papyrus Salt 825). L'affaire en question est, évidemment, l'inhumation d'Osiris, l'arbre étant planté sur l'emplacement du tombeau divin. Les Égyptiens usaient aussi d'euphémismes, surtout à l'époque tardive. Ainsi au lieu de dire « il est arrivé malheur à Osiris », le propos est inversé en disant « il est arrivé malheur à l'ennemi d'Osiris ». En postulant que la parole et l'écrit avaient en eux une puissance magique, les Égyptiens craignaient que le simple fait de parler d'un épisode mythique comme la mort d'Osiris risque de le faire advenir à nouveau par simple énonciation. Dans le Papyrus Jumilhac, le meurtre d'Osiris est ainsi éludé : au lieu d'écrire « Alors Seth renversa Osiris à terre », le scribe écrit « Alors il renversa les ennemis d'Osiris à terre ».

### Initiation aux mystères

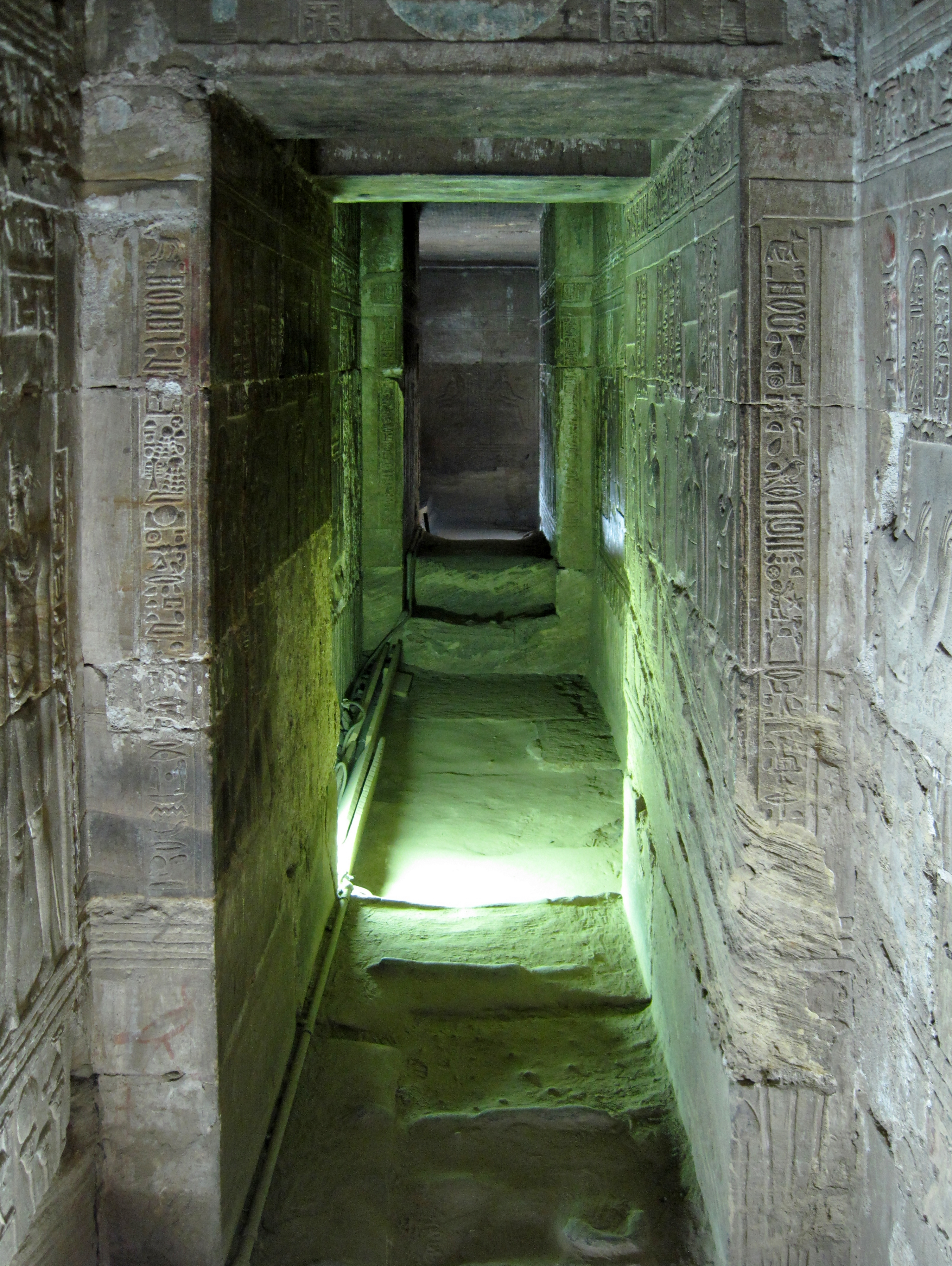
Crypte du temple de Dendérah aux décorations mystiques.

Les textes égyptiens ne disent rien de l'existence d'une cérémonie initiatique qui aurait permis à un nouveau prêtre d'accéder pour la première fois au temple et à ses secrets théologiques. Il faut attendre le IIe siècle, sous le règne de l'empereur romain Hadrien, pour rencontrer un texte de ce type. La source n'est pas égyptienne, mais le contexte est égyptisant. Il s'agit de l'initiation de Lucius, le personnage principal de L'Âne d'or, un roman rédigé au IIe siècle par Apulée de Madaure. La scène se passe non pas en Égypte, mais en Grèce, à Cenchrées, où se trouvait alors un temple d'Isis. Dans ce contexte grec, il semble que les adeptes hellènes des dieux égyptiens ont réinterprété les rites funéraires nilotiques, pour les mettre en scène en une initiation des vivants et non pas en tant qu'enterrement des morts. La cérémonie apparaît comme une mort anticipée et une descente aux enfers en vue d'approcher la divinité solaire lors de son union avec Osiris. La question de l'existence, en Égypte même, de rituels initiatiques reste largement controversée. Alors que l'idée de l'initiation est largement acceptée dans les cercles de l’égyptosophie, cette éventualité est majoritairement refusée par les tenants de l'égyptologie académique. À Alexandrie et en Grèce, dans une interprétation syncrétique, il est probable que les rituels osiriens aient fusionné avec les mystères grecs, tels ceux d'Éleusis où de jeunes impétrants étaient éprouvés psychologiquement lors de cérémonies nocturnes, avant de recevoir une révélation sur le monde divin.
Il n'y a donc pas de sources écrites égyptiennes évoquant une initiation des prêtres à l'époque pharaonique. Pour l'égyptologue allemand Jan Assmann, il n'est cependant pas aberrant de penser que les anciens Égyptiens ont acquis de leur vivant les secrets de l'au-delà, en vue de se préparer à la mort. On peut alors imaginer que le myste égyptien était conduit, lors d'un voyage symbolique, dans des salles souterraines, telles l’Osiréion d’Abydos, les cryptes des temples tardifs, ou dans d'autres lieux richement décorés d'illustrations mystiques et symboliques.

## Mystères d'Osiris en Abydos
À partir du Moyen Empire, un festival religieux annuel se met en place dans la ville d'Abydos, mettant en scène le martyre et la régénération du dieu Osiris. Lors d'opérations rituelles secrètes, des officiants façonnaient des figurines et des simulacres de reliques. Ces objets sacrés étaient conservés durant toute une année au sein du temple. Ils étaient ensuite inhumés après avoir été portés en procession vers une nécropole spécialement dédiée. Avec l'importance croissante du culte d'Osiris, ces mystères prirent une importance nationale en s'exécutant concomitamment dans toutes les villes du pays durant le mois de Khoiak.

### Historique

#### Abydos, ville sainte

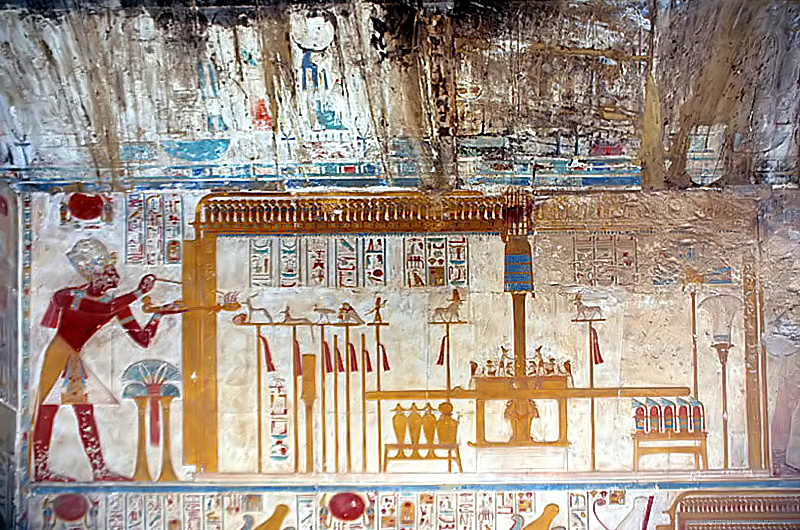
Pharaon encensant le reliquaire portatif d'Abydos (bas-relief du temple funéraire de Séthi Ier).

Chaque année, durant le mois de Khoiak, dans la ville d'Abydos, se tenaient des célébrations durant lesquelles la statue d'Osiris était portée en procession, hors de son temple, jusqu'à la tombe osirienne de Ro-Peker, probablement localisée dans la zone funéraire connue sous le nom moderne de Oumm el-Qa'ab. Durant le Moyen Empire, une période historique couvrant les XIe et XIIe dynasties, les anciens Égyptiens ont assimilé la tombe du roi Djer de la Ire dynastie au tombeau mythique d'Osiris. Cette identification trouve certainement son origine dans l'ancienneté du tombeau royal, car plus d'un millier d'années séparent les deux époques en question. Lors de fouilles menées en 1897-1898, l'archéologue français Émile Amélineau a découvert, dans le tombeau mythique, une statue d'Osiris gisant sur son lit funéraire. Cette découverte reste cependant controversée, la datation de cette œuvre n'étant pas formellement établie. Les pèlerins affluaient de tout le pays pour assister aux processions et commémoraient leur passage par des stèles disposées dans des chapelles édifiées le long de la route cérémonielle. Ces festivités ont été célébrées durant tout le Nouvel Empire, excepté toutefois durant la période amarnienne. Sous la XIXe dynastie, la munificence pharaonique dota la cité de nouveaux complexes cultuels, tels que le temple de Séthi Ier et l'Osiréion. À la fin de la période ramesside, les crises dynastiques interrompirent le succès d'Abydos, mais les festivités retrouvèrent leur lustre grâce à la stabilité politique de la période saïte, durant laquelle fleurirent à nouveau de nombreuses stèles mémorielles.

#### Origines de la prépondérance d'Abydos

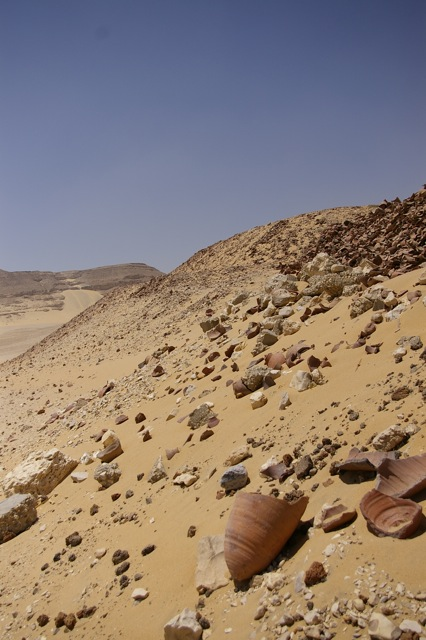
Vue sur les vestiges de la nécropole d'Abydos.

La renommée religieuse des Mystères osiriens d'Abydos remonte à la Première Période intermédiaire, une époque de troubles sociaux issue de la déliquescence des institutions étatiques de l'Ancien Empire. Auparavant, durant l'âge prospère de la monarchie pharaonique, de splendides nécropoles constituées de mastabas s'organisaient autour des pyramides memphites. Ces lieux d'éternité permettaient à tout notable décédé de bénéficier du voisinage immédiat du culte funéraire royal et de profiter de la généreuse redistribution des offrandes alimentaires. Avec la disparition de ces nécropoles, Abydos, l'antique cimetière des premiers pharaons (époque thinite), prend symboliquement le relais en devenant la nécropole idéale à laquelle tout dignitaire doit se référer pour espérer un salut post-mortem. Le dieu Osiris, le parangon mythique des pharaons morts, devient le grand dieu de la nécropole en évinçant le dieu chacal Khentymentiou. Les Mystères d'Abydos, centrés sur le martyre d'Osiris, ne sont en effet rien d'autre que la transposition du rituel funéraire royal du temps des pyramides en un rituel divin répété annuellement. À la même époque, à Memphis, se développe autour de Sokar, le dieu faucon momifié, une fête funéraire annuelle similaire. La structure de base est la même. À la place de la dépouille du pharaon mort, se met en place un rituel basé sur un simulacre de corps, une effigie momiforme façonnée durant huit jours, suivie d'une veillée liturgique durant une nuit sacrée (fête Haker à Abydos ; fête Netjeryt à Memphis) et d'une procession funèbre destinée à convoyer l'effigie vers son tombeau (grâce à la barque neshmet à Abydos et la barque henou à Memphis).

#### Sortir au jour

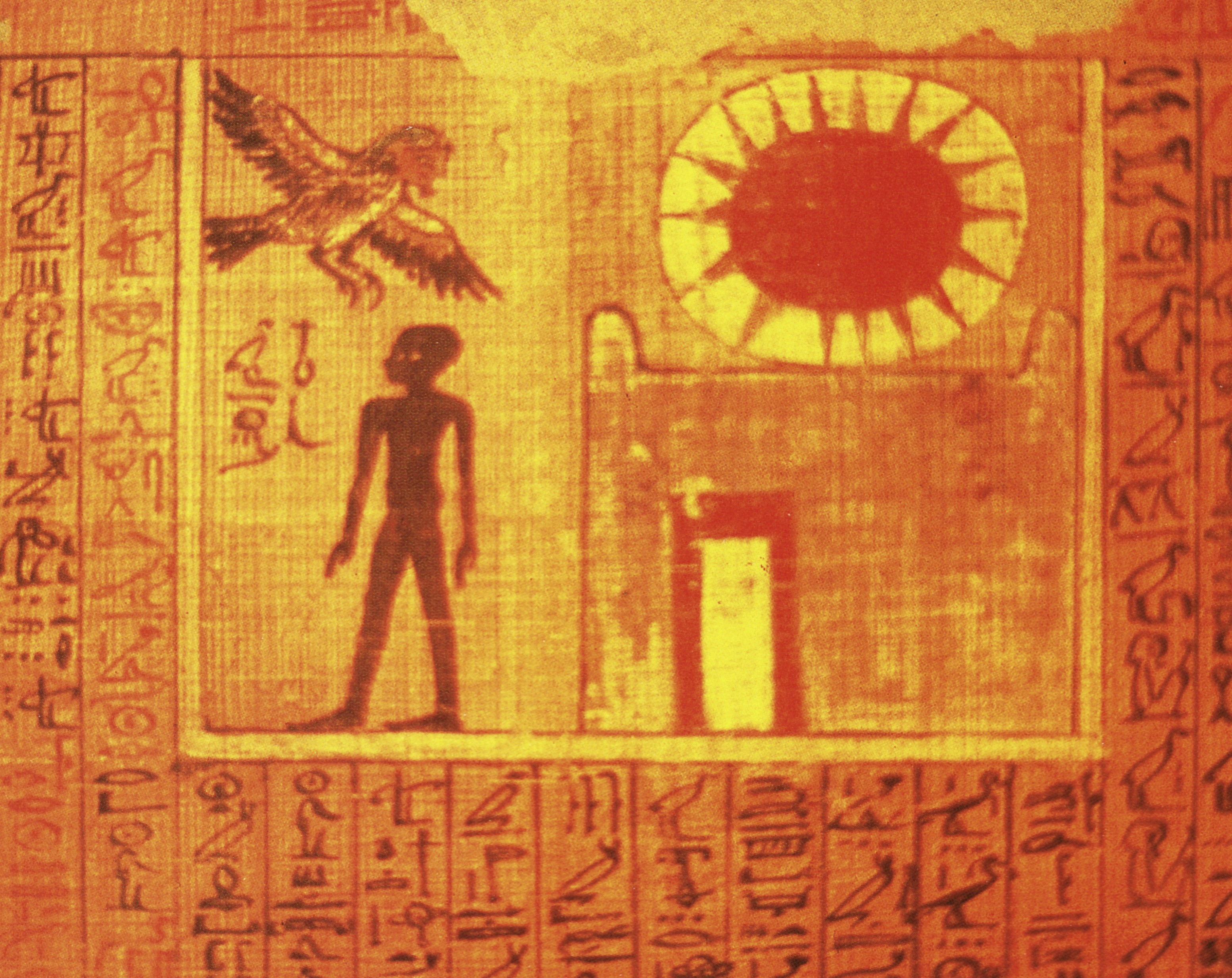
La sortie au jour du Bâ et de l'ombre de Néferoubenef hors du tombeau ; Livre des Morts, chap. 92 (Musée du Louvre).

À partir du Moyen Empire, s'impose auprès des anciens Égyptiens l'idée que la fête religieuse est une période sacrée durant laquelle les ancêtres peuvent « revenir au jour » (peret em herou) depuis le monde souterrain des morts afin de participer aux célébrations festives exécutées par les vivants, leurs descendants. Pour la durée de la fête, l'opposition entre l'ici-bas et l'au-delà est abolie ou, pour le moins, amoindrie. Les statues des divinités sortent de la solitude de leurs sanctuaires et apparaissent à la foule. Les vivants visitent leurs défunts dans les nécropoles. Les Akh (« esprits ancestraux »), grâce à leur Ba (« âme »), rendent la pareille aux humains en participant, en famille, aux banquets et aux réjouissances. Au Moyen Empire, des stèles mentionnent le souhait de participer post-mortem aux grandes fêtes religieuses des « Mystères d'Abydos » lesquelles sont la réitération annuelle du mythe d'Osiris par la grâce du rite. Le moment fort de cet événement mystique est la procession d'une statue d'Osiris dans une barque portative depuis son temple d'Abydos vers la butte sacrée de Ro-Peqer (le tombeau mythique du dieu), située à moins de deux kilomètres au sud de la ville sainte. Selon le mythe, le dieu a été assassiné par son frère Seth et régénéré par son épouse Isis sous la forme d'une momie éternelle déposée en ce lieu. Par la suite, durant le Nouvel Empire, ce désir de participer conjointement, vivants et ancêtres, à un moment festif, s'étend à d'autres célébrations (fêtes abydéennes, thébaines, memphites et autres) tout en laissant la prépondérance religieuse aux « Mystères d'Abydos ». Ce fait marque durablement la pensée funéraire égyptienne jusqu'à la fin de la civilisation antique et s'exprime, le plus parfaitement, dans le corpus du Livre des Morts ou « Livre pour sortir au jour », sorte de vade-mecum montrant la géographie, les dangers, les esquives et les chemins de l'au-delà aux défunts désireux d'aller et venir entre les deux mondes.

#### Culte national

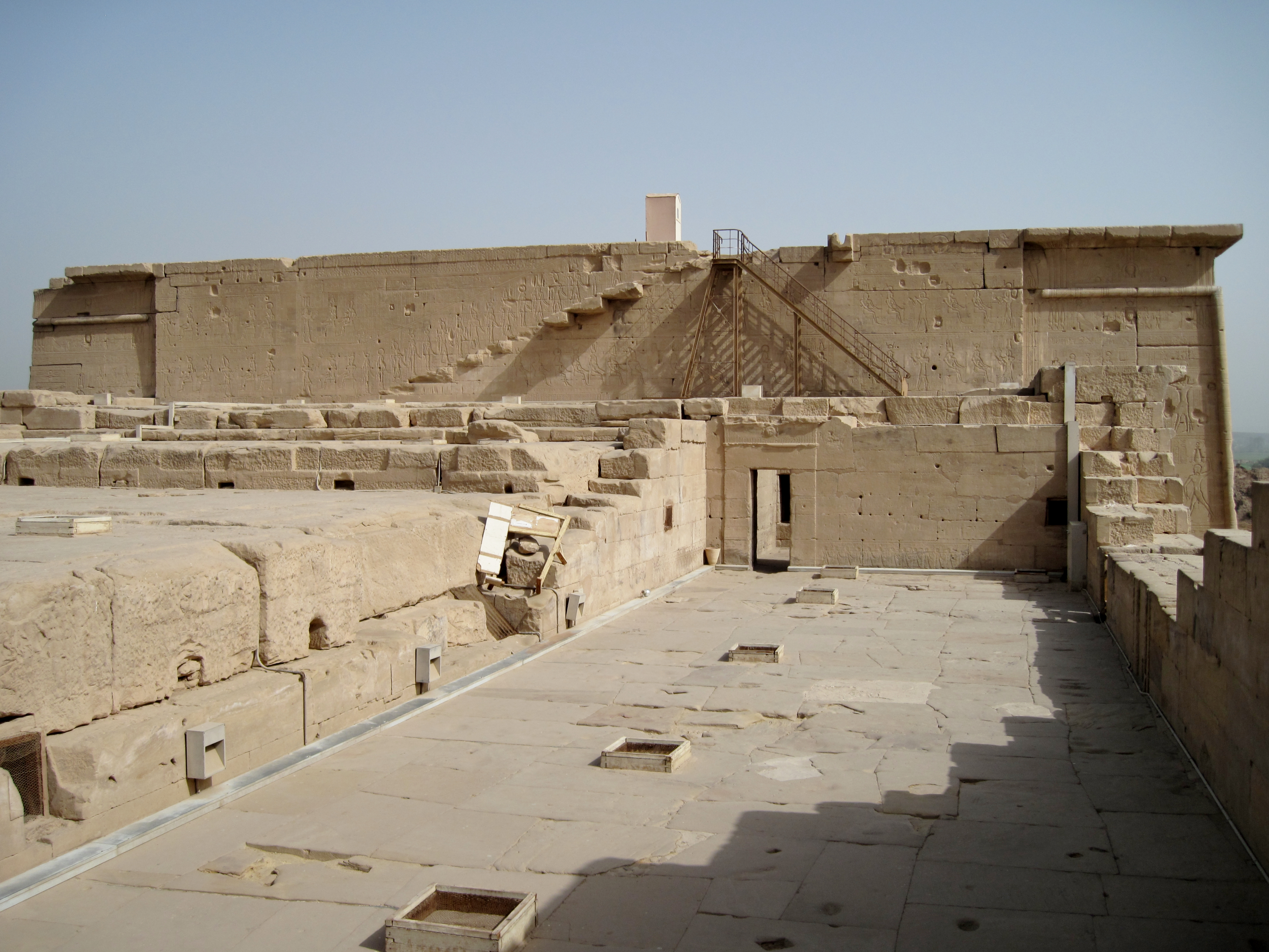
Vue sur la terrasse du temple de Dendérah où se trouvent les chapelles consacrées aux rites des mystères d'Osiris.

Durant le premier millénaire avant notre ère, bien que l'Égypte antique soit à son crépuscule, elle reste une civilisation vivante où les croyances religieuses connaissent de profondes mutations. À partir du VIe siècle, le pays du Nil perd peu à peu son indépendance politique en étant la victime d'une succession d'occupations étrangères (Perses, Nubiens, Macédoniens, Romains). Les élites égyptiennes, déclassées politiquement par ces autorités extérieures, se réfugient alors au sein des temples pour conserver leurs revenus, leur prestige et leur statut social. Cette cléricalisation de la culture conduit à la production d'intenses réflexions théologiques. Les anciennes traditions sont repensées et développées en un système symbolique très complexe, basé notamment sur le mythe du démembrement d'Osiris et la diabolisation du dieu Seth. La culture écrite des hiéroglyphes s'en trouve profondément modifiée, avec un nombre de signes multiplié par dix. L'apprentissage de l'écriture devient un art extrêmement difficile nécessitant une dizaine d'années d'études. Il est probable que cette complexification produisit une coupure entre la masse du peuple égyptien et les prêtres occupés à leurs spéculations magico-religieuses derrière les murs d'enceinte des temples. La mutation la plus importante est l'importance croissante du culte d'Osiris. La dévotion qu'on lui porte quitte le domaine funéraire, où il était strictement cantonné depuis l'Ancien Empire, pour atteindre des individus en quête d'une religion de salut. La croyance osirienne se diffuse hors de ses métropoles d'origine que sont Abydos, la méridionale et Busiris, la septentrionale, pour atteindre toutes les villes du pays où, au sein de chaque temple, se développent des chapelles dédiées spécifiquement aux Mystères. L'exemple le plus fameux est l’Osiréion de Dendérah, un complexe de six chapelles situées sur le toit du temple d'Hathor.

### Déroulement des festivités abydéennes

#### Stèle d'Ikhernofret
Durant le Moyen Empire, les pharaons Sésostris Ier, Sésostris III et Amenemhat Ier manifestent un grand intérêt envers la ville sainte d’Abydos et son temple dédié à Osiris-Khentymentyou. Ils envoient sur place des hommes de confiance ayant pour mission de combler de richesses le temple, d’entreprendre des rénovations et surtout de conduire, en y prenant une part active, les processions rejouant les mystères du martyre d’Osiris. Un des plus importants témoignages de cette époque est la stèle du trésorier Ikhernofret, découverte à Abydos et à présent exposée à l'Ägyptisches Museum de Berlin.

« Je jouai la sortie de « l'Ouvreur-de-chemins », lorsqu'il s'avance pour venger son père ; je chassai les ennemis de la barque Neshmet, je repoussai les ennemis d'Osiris. Je jouai ensuite une grande sortie, accompagnant les pas du dieu ; je permis à sa barque de voguer, tandis que Thot dirigeait droitement la navigation. J'avais équipé d'une belle chapelle la barque [appelée] « Celle qui apparaît en gloire grâce à la Vérité-Justice », et, ayant fixé ses belles couronnes, voilà le dieu qui s'avance vers Peker, je nettoyai le chemin qui mène à son tombeau face à Peker. Je vengeai Ounennéfer (= Osiris), en ce fameux jour du Grand Combat, et je terrassai tous ses ennemis sur la rive de Nedyt. Je fis qu'il s'avance à l'intérieur de la barque (appelée) « la Grande » et que celle-ci portât sa beauté. Je réjouis le cœur des collines du désert occidental, je créai l'exultation dans ces collines, lorsqu'« elles » virent la beauté de la barque Neshmet, tandis que j'abordai à Abydos, (la barque) qui ramenait Osiris, seigneur de la ville, vers son palais. Je suivis le dieu dans sa maison, fis qu'il se purifie et qu'il rejoigne son trône… »

— Stèle d'Ikhernofret (extrait). Traduction de Claire Lalouette.

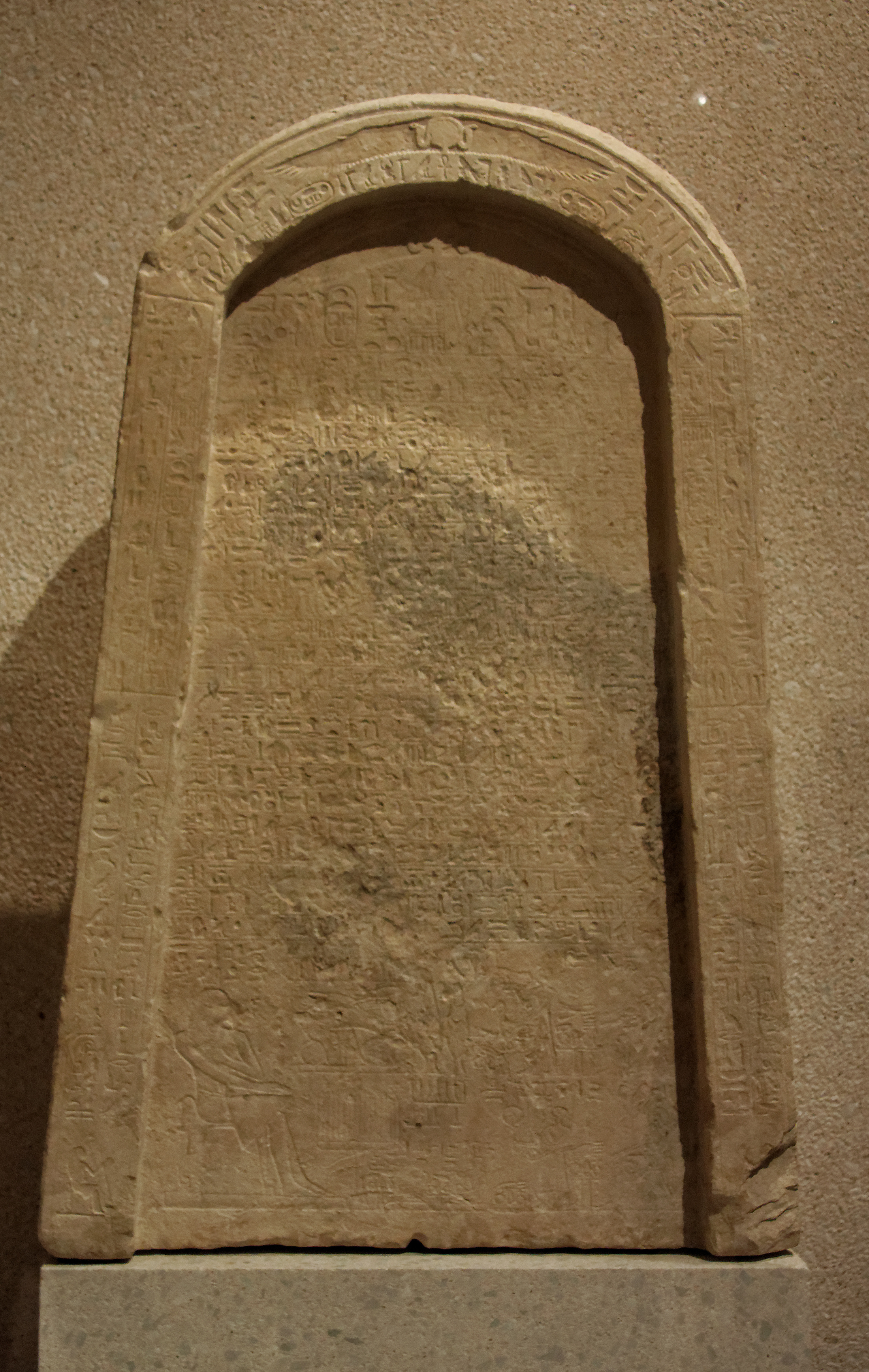
Stèle du trésorier Ikhernofret (Neues Museum de Berlin).

Les festivités se déroulent sous forme d'une succession de processions, chacune d'elles rappelant un épisode du mythe osirien. Les hauts personnages qui ont été amenés à y participer, s'ils ont témoigné de leur présence par la pose de stèles, ont toutefois placé leurs témoignages écrits sous la protection d'un pieux secret. Plusieurs procédés ont été mis en œuvre afin de garantir la plus grande discrétion possible aux « Mystères d'Abydos ». De nombreux écrits, dont celui d'Ikhernofret, citent dans le désordre les rites et les processions afin qu'ils soient moins compréhensibles. Ces rituels sont, de plus, décrits a minima à l'aide de phrases stéréotypées qui ne dévoilent en rien les détails. Un autre procédé est de rendre méconnaissable un objet sacré comme la barque portative en le camouflant sous une simplification graphique.

#### Processions publiques

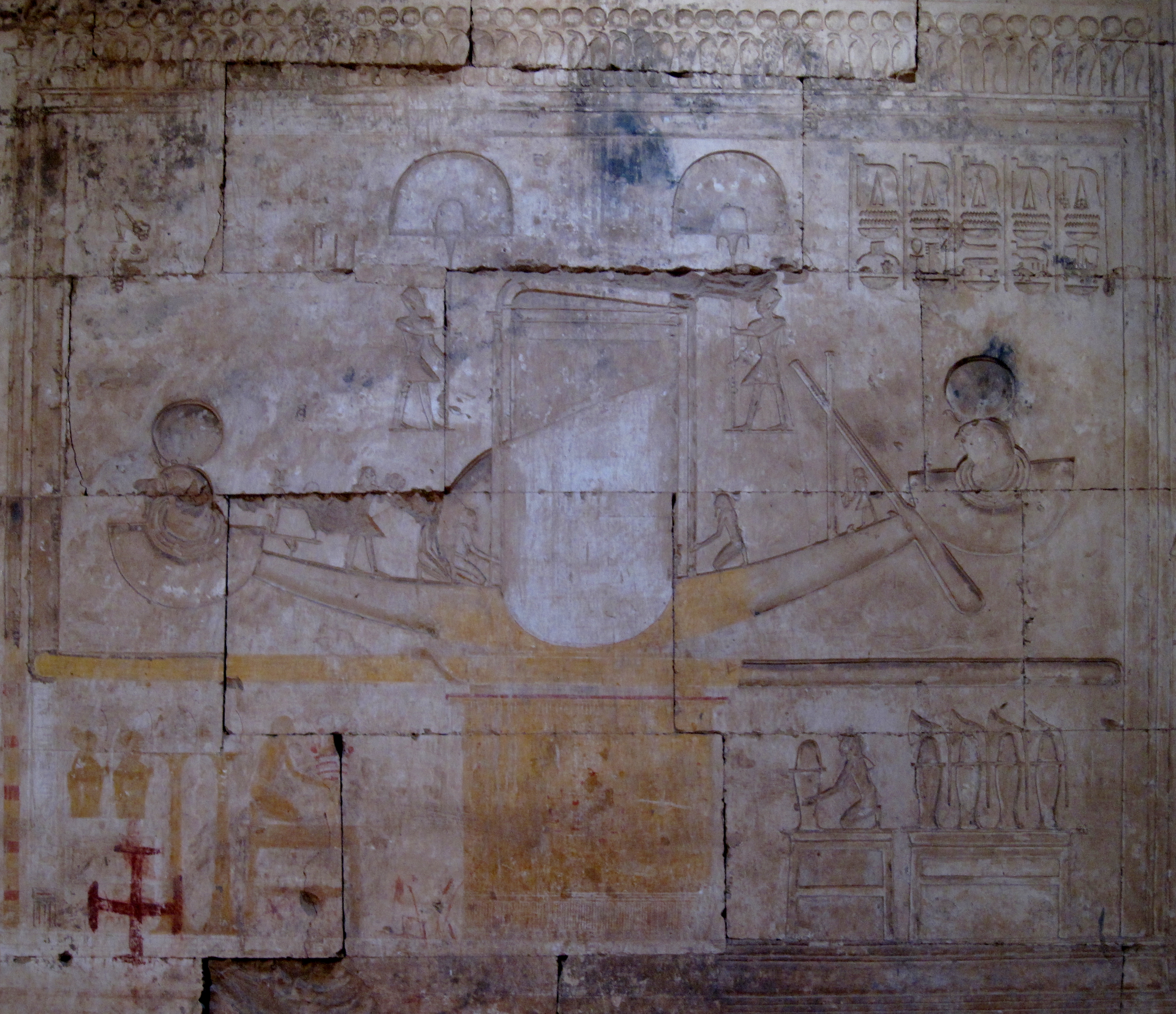
Représentation d'une barque processionnelle (bas-relief du temple funéraire de Séthi Ier).

Les stèles abydéennes ne mentionnent jamais l'assassinat d'Osiris, mais cet épisode devait probablement être joué lors d'une sortie de la statue hors du temple, où des assaillants, partisans de Seth, s'emparaient de la figuration afin de la jeter à terre et de l'y laisser, couchée sur le flanc. Après cet épisode tragique, les stèles mentionnent la sortie processionnelle du péret tepyt, aussi dénommée « Sortie d'Oupouaout » ou « Sortie du Sem ». Un haut personnage jouant le rôle du dieu canin Oupouaout, l'« Ouvreur de Chemins », vient sauver son père Osiris en éloignant les assaillants et en pratiquant, sur la statue, les rites de la momification. La divinité canine est ici une manifestation d'Horus qui combat, au nom de son père Osiris, ses ennemis séthiens. Les forces hostiles et ennemies sont, peut-être, symboliquement écrasées lors d'un rituel magique où des statuettes de cire et des vases les représentant sont malmenés, puis détruits. Il fallait ensuite procéder aux funérailles de la statue d'Osiris en la conduisant à son tombeau de Ro-Peker. Cela se déroulait en trois étapes. Lors de la « Grande Sortie » hors du temple, un cortège funèbre conduit par Oupouaout était acclamé par la foule des fidèles. Il fallait ensuite accomplir la traversée en barque d'une étendue d'eau - sans doute le lac sacré du temple - sous la protection de Thot, pour symboliser le passage vers l'au-delà. Pour la dernière partie du trajet, le dieu était déposé sur un traîneau funéraire afin de gagner la nécropole, accompagné par quelques officiants.
Le moment culminant des mystères est la mise en œuvre de la régénération d'Osiris dans la « Demeure de l'Or », probablement située près du tombeau. Selon les dires du roi Néferhotep Ier de la XIIIe dynastie, une nouvelle statue était confectionnée à partir d'or et d'électrum. Les textes ne précisent toutefois pas le moment de ce rite, qui devait avoir lieu durant les préparatifs des processions ou après les funérailles de la statue précédente. Durant la nuit de Haker, un officiant était censé capturer l'esprit d'Osiris afin que l'on puisse considérer la statue comme vivante et habitée par le dieu. Cette nuit correspond, dans le culte funéraire, à la nuit de la justification, où le jugement du mort est ritualisé pendant des veillées nocturnes. Cela réalisé, la nouvelle était annoncée aux vivants et aux morts, dans une exultation commune. La statue quittait alors Ro-Peqer dans une barque sacrée afin de gagner le temple.

#### Façonnage de statuettes osiriennes

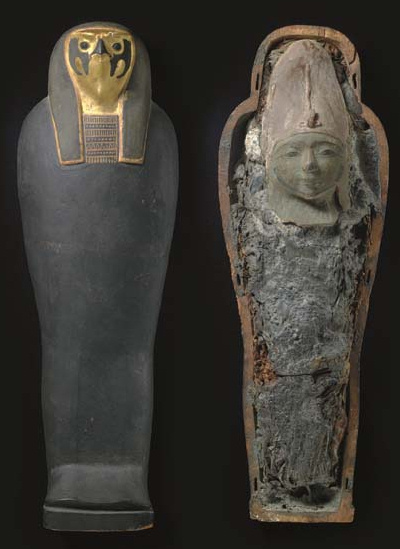
Statuette d'un « Osiris végétant » et son sarcophage (collection privée).

Si les sorties processionnelles des « Mystères d'Abydos » du mois de Khoiak se déroulaient en public, d'autres rites étaient accomplis loin des regards profanes par des officiants formant un cercle confidentiel. Chaque année, durant les journées qui précédaient les processions (ou d'une manière concomitante), de nouvelles statues d'Osiris étaient réalisées à partir d'un mélange de terre, de grains d'orge et d'autres composants précieux. Le façonnage rituel de ces représentations divines constituait le cœur des célébrations abydéennes. La stèle d'Ikhernofret ne livre aucune information quant à l'aspect de ces statues mais spécifie, tout de même, qu'elles étaient ornées d'or et de pierres précieuses :

« J'ornai la poitrine de la statue du seigneur d'Abydos au moyen de lapis-lazuli et de turquoise, d'électrum et de toutes sortes de pierres précieuses servant à la parure de ses membres divins. Je coiffai le dieu de ses couronnes, selon ma charge de préposé aux secrets et ma fonction de prêtre. Prêtre sem aux mains pures, mes mains étaient sans souillures pour parer le dieu. »

— Stèle d'Ikhernofret (extrait). Traduction de Claire Lalouette.
Aucune de ces statuettes n'a été découverte à Abydos lors de fouilles archéologiques. Cette description concorde toutefois avec des artéfacts plus tardifs découverts sur d'autres sites et connus sous la dénomination savante d'« Osiris végétant » (en anglais : Corn mummy ; en allemand : Kornosiris / Kornmumie). Ces derniers, hauts d'une cinquantaine de centimètres, sont fréquemment ornés de feuilles d'or ou placés dans de petits sarcophages dorés à tête de faucon.

## Reliques d'Osiris
Les anciens Égyptiens n'adoraient pas des reliques (parties d'un corps ou effets personnels) qu'aurait laissées derrière lui un saint ou un héros après sa mort. À l'instar des divinités du panthéon, la vénération des ancêtres s'est préférentiellement exercée par la médiation de statues cultuelles. La notion de relique n'est cependant pas absente de la religion. Elle s'appuie principalement sur le mythe du démembrement d'Osiris par Seth. Des traditions attestent ainsi de la présence de telle ou telle partie du corps osirien dans certaines villes du pays. La matérialité de ces reliques s'est manifestée par la fabrication annuelle de figurines du corps d'Osiris et de simulacres de reliques.

### Mythe du démembrement d'Osiris

#### Commémoration des actions d’Isis

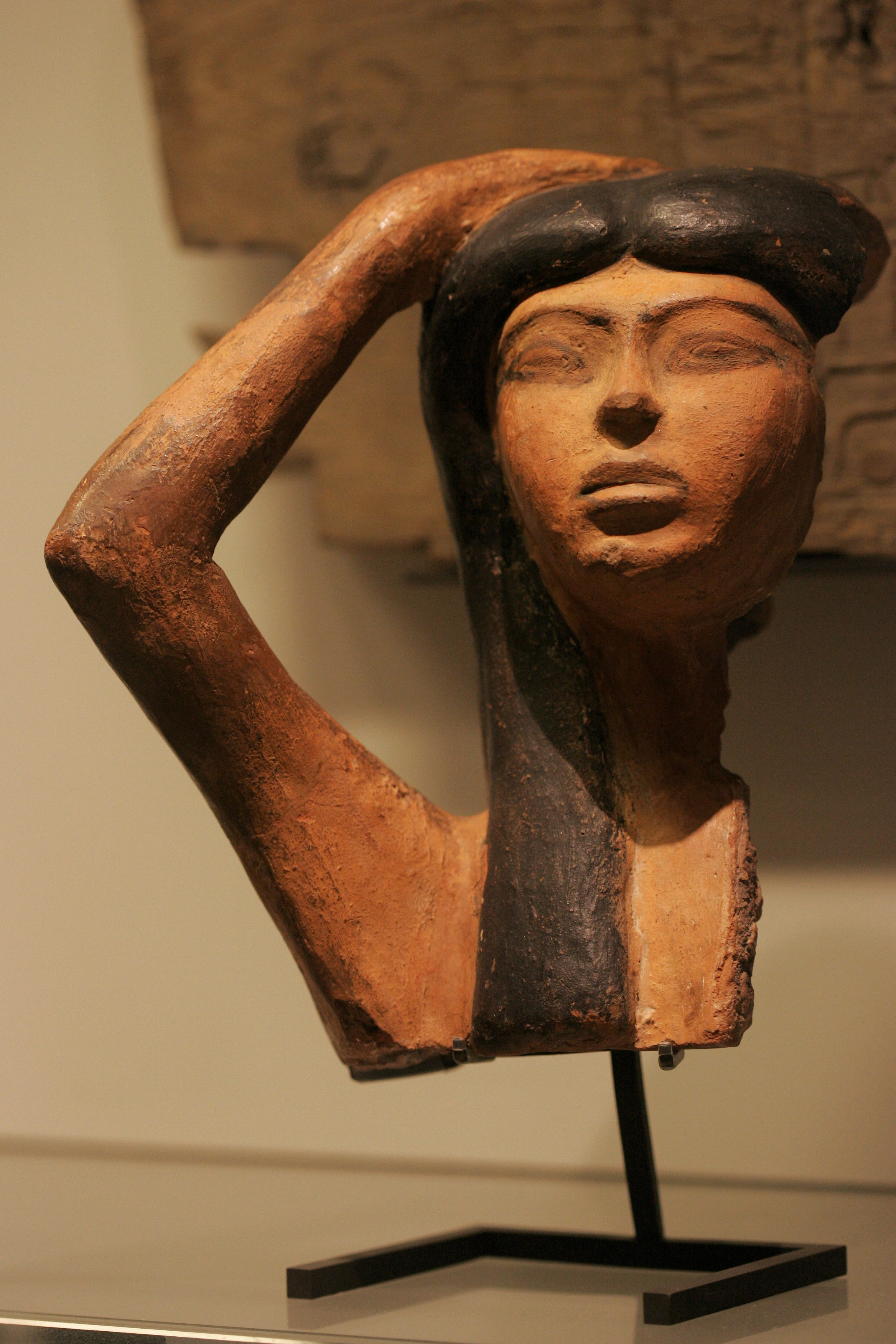
Isis en deuil d'Osiris (Musée du Louvre).

La plus large part des cérémonies des « Mystères d'Osiris », exécutées durant le mois de Khoiak, se déroulait au sein des temples à l'abri des yeux profanes. Seul le « Rituel des mystères de Dendérah », gravé sur les murs de l'une des six chapelles osiriennes du temple d'Hathor (époque gréco-romaine), consigne l'essentiel de ces gestes rituels. Ce recueil est une compilation tardive de sept livres qui expose, d'une manière parfois confuse, la confection et l'inhumation de trois figurines sacrées façonnées à l'image du dieu Osiris. Au tournant des XIXe et XXe siècles, des savants tels qu'Alexandre Moret et James George Frazer, ont attribué aux rites des « Mystères d'Osiris » un caractère purement agraire en surinterprétant le texte de Dendérah. L'écriture hiéroglyphique ptolémaïque étant d'un abord difficile, ces deux commentateurs, égarés par des erreurs de traduction dues à Victor Loret, ont doté le « Rituel des mystères » d'un symbolisme excessif qu'il ne comporte pas. Depuis les travaux d’Émile Chassinat, au milieu du XXe siècle, il est maintenant clairement établi que les mystères sont la commémoration du martyre d'Osiris : son démembrement par Seth et ses funérailles après sa reconstitution par Isis et Anubis. Lors du mois de Khoiak, les prêtres reconstituaient (ou rejouaient), au sein des temples, les principaux faits et gestes accomplis par la déesse Isis après le meurtre de son époux. Grâce à de fragiles figurines sacrées, les prêtres renouvelaient chaque année la reconstitution du corps démembré d'Osiris, ainsi que ses somptueuses funérailles. La divinité centrale du rituel est la déesse Isis, mentionnée principalement sous son nom de Chentayt, « Celle qui souffre », un vocable qui désigne la veuve. Par endroits, les textes la dédoublent en parlant d'une « Chentayt de Busiris » et d'une « Chentayt d'Abydos ». C'est ainsi que la confection des figurines osiriennes se déroulait dans une salle du temple dénommée la « Demeure de Chentayt » en présence d'une statue la montrant en train de se lamenter.

#### Quête d'Isis
Au début du IIe siècle, le grec Plutarque rapporte une tradition égyptienne qui place l'institution des « Mystères d'Osiris » aux temps mythiques des divinités :

« Quant [Isis] eut étouffé la folie de Typhon et mis fin à sa rage, elle ne voulut pas que tant de combats et que tant de luttes soutenues par elle, que tant de courses errantes, que tant de traits de sagesse et de courage restassent ensevelis dans le silence et dans l'oubli. Mais, par des figurations, des allégories et des représentations, elle unit aux initiations les plus saintes le souvenir des maux qu'elle avait alors endurés, consacrant ainsi tout à la fois une leçon de piété et d'encouragement pour les hommes et les femmes qui tomberaient sous le coup d'adversités pareilles. »

— Plutarque, Sur Isis et Osiris, § 27. Traduction de Mario Meunier.

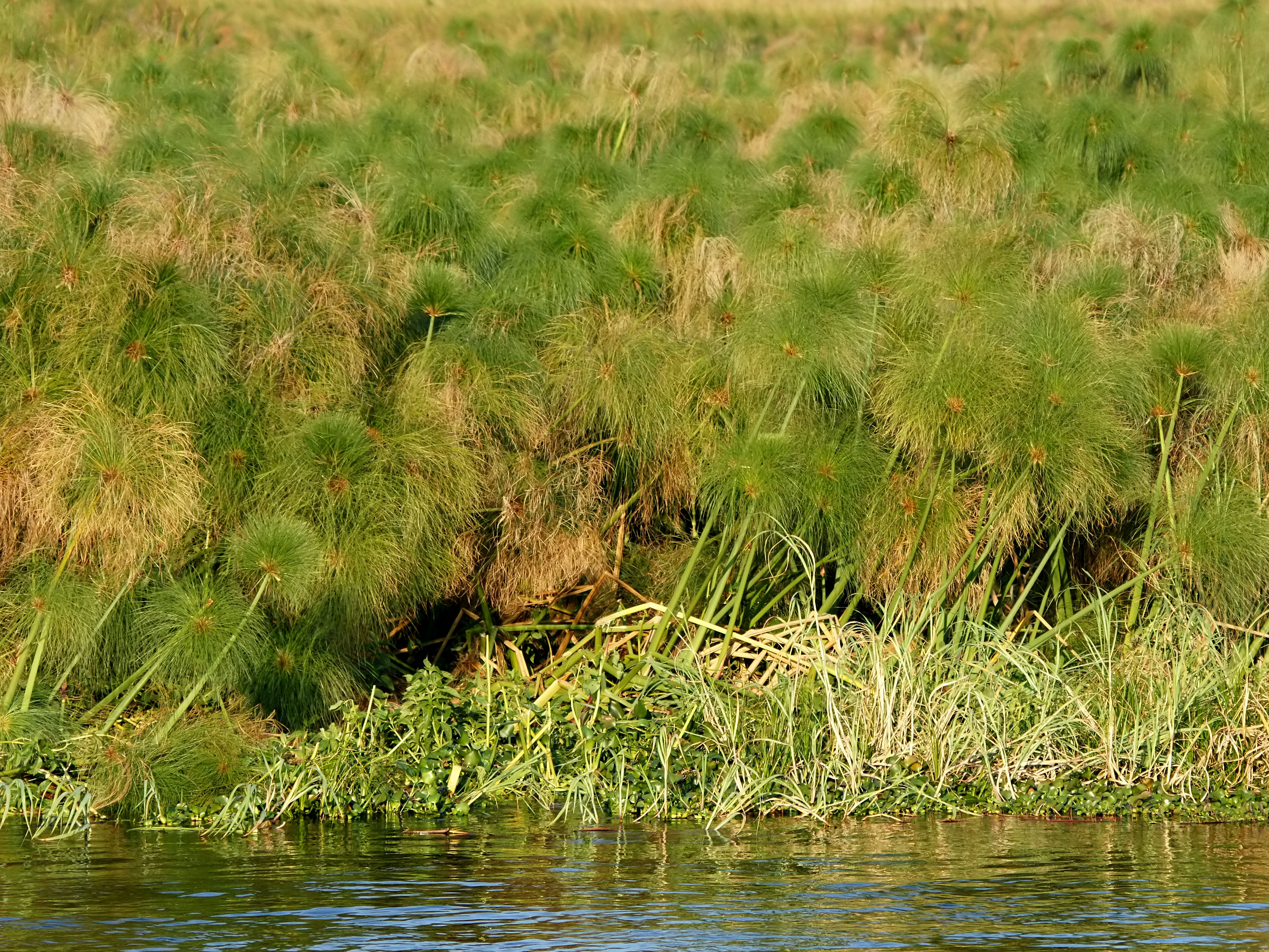
Seth dispersant les membres d'Osiris à travers les marais égyptiens.

Plutarque offre dans son traité philosophique, Sur Isis et Osiris, la première version narrative du mythe osirien, une histoire seulement évoquée par des allusions disparates dans les sources égyptiennes.
Alors qu'Osiris régnait sur le peuple égyptien, son frère Seth, jaloux, décida de l'assassiner afin de pouvoir monter sur le trône royal. Lors d'un banquet, Seth, aidé de soixante-douze comparses, réussit par ruse à enfermer Osiris dans un magnifique coffre qu'il jeta ensuite dans les eaux du Nil. La déesse Isis, l'épouse d'Osiris, rechercha le corps de son mari et cette quête l'amena jusqu'à la ville de Byblos située en Phénicie. Isis récupéra le coffre auprès du roi Malcandre et le ramena en Égypte. À partir de là, le récit entre dans la phase cruciale quant à l'institution des Mystères :

« Isis, avant de se mettre en route pour se rendre auprès de son fils Horus, qui était élevé à Bouto, avait déposé le coffre où était Osiris dans un endroit retiré. Mais Typhon, une nuit qu'il chassait au clair de Lune, le trouva, reconnut le corps, le coupa en quatorze morceaux et de tous côtés les dispersa. Informée de ce qui s'était passé, Isis se mit à leur recherche, monta sur une barque faite de papyrus et parcourut les marais. […] De là provient aussi que plusieurs tombeaux passent pour être en Égypte la sépulture d'Osiris, car Isis, dit-on, élevait un tombeau chaque fois qu'elle découvrait un tronçon du cadavre »

— Plutarque, Sur Isis et Osiris, § 18. Traduction de Mario Meunier.

#### Reliques sacrées
Le mythe du démembrement d'Osiris par Seth est attesté à travers les textes égyptiens depuis l'époque des Textes des pyramides. Les sources sont toutefois disparates et discordantes selon les lieux et les époques considérés. Le nombre des reliques (12, 14, 16, 26 ou 42) récoltées par Isis ou Anubis, tout comme la répartition des membres à travers le territoire, leur nature même — parties du corps ou régalia (sceptre, couronne) —, sont sujets à d'importantes variations. Les divergences se trouvent parfois même au sein d'une même source s'il s'agit d'une compilation de traditions variées. En l'état des connaissances, la plus ancienne liste de reliques date du Nouvel Empire et se présente sous la forme d'une formule magique où le praticien menace de révéler les secrets des sépultures d'Osiris (Papyrus Chester Beaty VIII). Ce texte cite les villes d'Athribis, d'Héliopolis, de Létopolis, de Mendès et d'Héracléopolis et leur attribue un lot de reliques qui peut aller jusqu'à cinq pour une même ville. Le Papyrus Jumilhac (époque ptolémaïque), qui rapporte les traditions se limitant à la région cynopolitaine (17e et 18e nomes de Haute-Égypte), présente deux listes divergentes de douze et quatorze reliques trouvées à travers le pays grâce aux efforts d'Anubis. Les temples d'Edfou et de Dendérah présentent, quant à eux, le mythe du remembrement d'Osiris sous la forme d'une procession de quarante-deux génies, symboles des quarante-deux nomes du pays, amenant les saintes reliques sous la conduite de pharaon, afin de les réunir.
| Jour de la découverte | Membre disjoint (Relique)   | Lieu de la découverte                                 |
| --------------------- | --------------------------- | ----------------------------------------------------- |
| 19 Khoiak             | 1 - 2/ Tête                 | 1 - 2/ Abydos                                         |
| 20 Khoiak             | 1 - 2/ Yeux                 | 1/ Ghebel de l'est                                    |
| 21 Khoiak             | 1 - 2/ Mâchoires            | 2/ 3e nome de Haute-Égypte                            |
| 22 Khoiak             | 1/ Cou 2/ bras              | 1/ Ghebel de l'ouest 2/ ?                             |
| 23 Khoiak             | 1/ Cœur 2/ Intestins        | 1/ Athribis 2/ Pithom                                 |
| 24 Khoiak             | 1/ Intestins 2/ Poumons     | 1/ Pithom 2/ Béhédet du Delta                         |
| 25 Khoiak             | 1/ Poumons 2/ Phallus       | 1/ Marais du delta 2/ Mendès                          |
| 26 Khoiak             | 1/ Mâchoires 2/ Deux jambes | 1/ dans une plante-gejet 2/ Iakémet                   |
| 27 Khoiak             | 1/ Jambe 2/ Doigts          | 1/ Région de l'est 2/ 13 et 14e Nomes de Haute-Égypte |
| 28 Khoiak             | 1/ Phallus 2/ Bras          | 1/ Région du milieu 2/ 22e Nome de Haute-Égypte       |
| 29 Khoiak             | 1/ Viscères 2/ Cœur         | 1/ ? 2/ Athribis du delta                             |
| 30 Khoiak             | 1/ Bras 2/ Quatre Canopes   | 1/ ? 2/ ?                                             |
| ? Khoiak              | 2/ Flagellum                | 2/ Létopolis                                          |
| ? Khoiak              | 2/ Sceptre-héka             | 2/ Héliopolis                                         |

#### Simulacres de reliques
Lorsque Plutarque parle de la quête d'Isis et des membres disjoints d'Osiris, il rend compte de deux explications différentes. La première, évoquée plus haut, affirme que chaque membre trouvé par Isis est bien enterré dans la ville sainte où il fut découvert. La seconde explication considère toutefois que les tombeaux ne contiennent que des simulacres destinés à tromper et à dérouter Seth dans sa folie destructrice :

« Isis fit des images de tout ce qu'elle découvrait, et elle les donna successivement à chaque ville, comme si elle eût donné le corps entier. Elle voulait ainsi qu'Osiris reçut le plus d'honneurs possibles, et que Typhon, s'il venait à l'emporter sur Horus, fût dans sa recherche du vrai tombeau d'Osiris, égaré et trompé par la diversité de tout ce qu'on pourrait lui montrer. La seule partie du corps d'Osiris qu'Isis ne parvint pas à trouver, ce fut le membre viril. Aussitôt arraché Typhon en effet l'avait jeté dans le fleuve, et le lépidote, le pagre et l'oxyrrynque l'avaient mangé : de là l'horreur sacré qu'inspirent ces poissons. Pour remplacer ce membre, Isis en fit une imitation, et la Déesse, ainsi, consacra le Phallus dont aujourd'hui encore les Égyptiens célèbrent la fête. »

— Plutarque, Sur Isis et Osiris, § 18. Traduction de Mario Meunier
Selon l'historien Diodore de Sicile (Ier siècle), la déesse Isis mit au point une ruse pour tromper les prêtres afin de les encourager à célébrer la mémoire d'Osiris. Chaque fois qu'elle trouvait un membre, elle le momifiait en le plaçant dans un simulacre à forme humaine à la ressemblance d'Osiris :

« Isis y trouva toutes les parties du corps d'Osiris, excepté les parties sexuelles. Pour cacher le tombeau de son mari, et le faire vénérer par tous les habitants de l'Égypte, elle s'y prit de la manière suivante : elle enveloppa chaque partie dans une figure faite de cire et d'aromates, et semblable en grandeur à Osiris, et convoquant toutes les classes de prêtres les unes après les autres, elle leur fit jurer le secret de la confidence qu'elle allait leur faire. Elle annonça à chacune des classes qu'elle lui avait confié, de préférence aux autres, la sépulture d'Osiris […] »

— Diodore de Sicile, Bibliothèque historique, I, 21. Traduction de Ferdinand Hoefer.

### Typologie des figurines
Le Rituel des mystères d'Osiris du temple de Dendérah expose les modalités de la fabrication de trois figurines qui correspondent aux dires de Plutarque et Diodore de Sicile exposés plus haut ; deux simulacres du corps entier, le Khentymentiou et le Sokar et un simulacre de la relique, le « Lambeau divin » qui est à interpréter comme le membre d'Osiris spécifique à une ville.

#### Le Khentymentiou

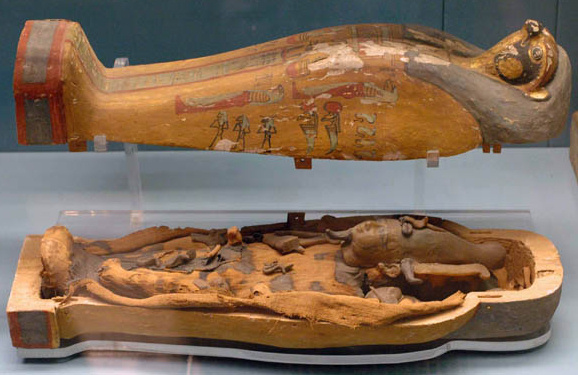
Figurine sacrée et son sarcophage (British Museum de Londres).

La figurine dénommée Khentymentiou représente Osiris dans son aspect de souverain civilisateur, le pharaon qui a tiré le peuple égyptien de la barbarie des premiers âges. Elle est confectionnée à partir d'un moule de deux pièces en or ayant l'aspect d'une moitié de momie coupée de haut en bas. Une des pièces servait à mouler le côté droit de la figurine, l'autre le côté gauche. Les deux parties mises ensemble, la figurine prenait l'apparence d'une momie à visage humain, coiffée de la couronne blanche. Les deux pièces du moule sont utilisées comme des jardinières dans lesquelles des graines d'orge sont mises à germer, dans un terreau de sable maintenu humide par des arrosages journaliers (du 12 au 21 Khoiak). Les pousses ayant germé, les deux moitiés sont liées ensemble pour lui donner sa forme finale. Les dimensions du Khentymentiou sont modestes, au total une coudée de haut et deux palmes de large soit 52 × 15 cm (Livre II, 17). Le moule permet de nommer la figurine grâce à une inscription gravée sur la poitrine : « Roi de Haute et Basse-Égypte, Pharaon Sokar, aimé de l'engendreur qui s'est engendré lui-même » (Livre V, 41).

#### Le Lambeau divin
D'après le Rituel des Mystères de Dendérah, le sepy netjer ou « Lambeau divin » est de même composition que le Khentymentiou (orge et sable). Il est moulé dans un coffret carré composé de deux parties symétriques en bronze mesurant chacune 28 cm de côté pour 7,4 cm de hauteur. Selon Émile Chassinat, le « Lambeau » est sans doute la représentation symbolique de l'ensemble des quatorze reliques du corps d'Osiris. Les deux figurines du Khentymentiou et du « Lambeau » demeurent ensemble, entre le 12 et le 21 Khoiak, dans une cuve-jardin carrée en grauwacke ; elle est large de 65 cm et profonde de 28 cm et percée au fond afin de permettre l'évacuation de l'excès d'eau des arrosages quotidiens. La cuve repose sur quatre piliers et, sous elle, est déposée une sorte de bassine en granite qui recueille le liquide en excès.

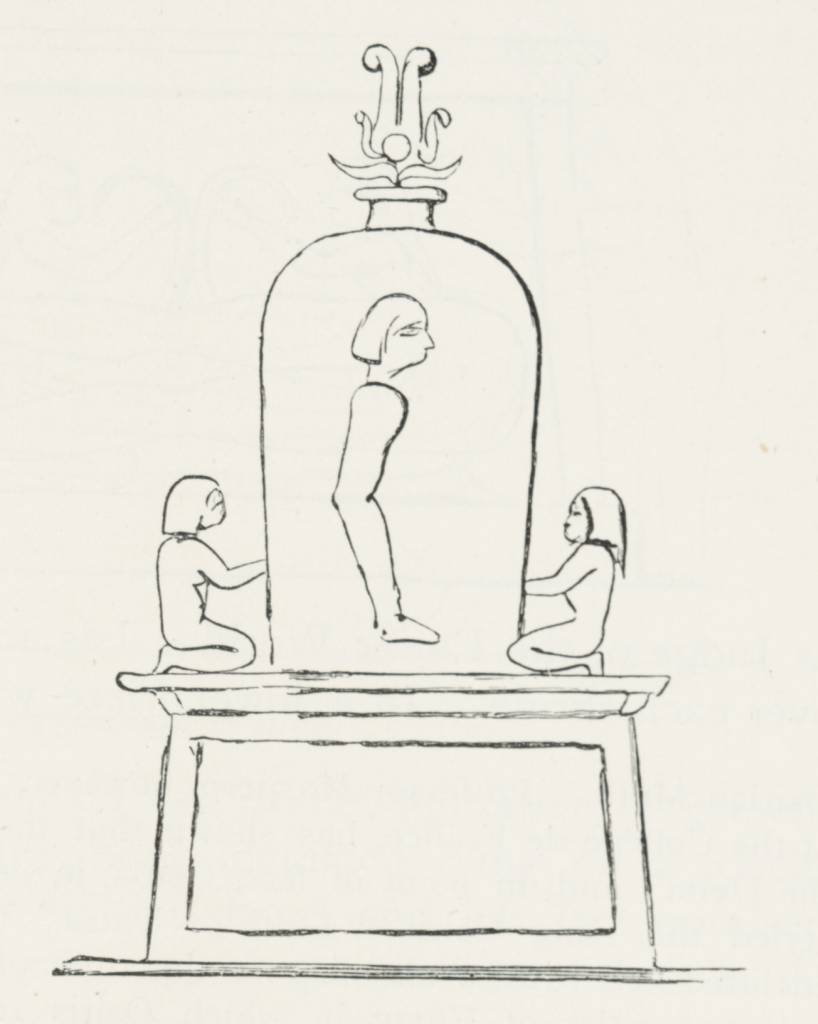
Esquisse du reliquaire du Lambeau divin (jambe d'Osiris) d'après un relief du temple de Philæ.

Selon l'égyptologue belge Pierre Koemoth, il semble que le « Lambeau divin », en tant que relique du corps démembré d'Osiris, pouvait être matérialisé par une plante lors des cérémonies de Khoiak. Le lambeau était sans doute recherché par les prêtres sur les bords du Nil en imitation de la quête d'Isis. Les textes égyptiens sont obscurs à ce sujet, mais un passage du Papyrus Jumilhac paraît évoquer ce fait :

« Le 26 (de Khoiak), c'est le jour où furent trouvées les mâchoires (ougit) établies dans une plante (git). »

Une inscription de la Procession des canopes, figurant dans l’Osiréion de Dendérah, fait dire à Rê Horakhty qu'il a découvert le cubitus d'Osiris dans les roselières de la région d'Héliopolis :

« Je t'apporte l'os (qes) de l'avant-bras que j'ai trouvé dans le lieu appelé « Plantes isou des dieux et des déesses », et je le mets à sa place dans la Salle d'or. »

Ici, la relique apparaît sous la forme du roseau (is), une plante à tige rigide. Ce fait est à mettre en lien avec des expressions langagières égyptiennes telles qes en isy (« os du roseau ») qui sert à désigner les tiges de cette plante ou qes en khet (« os des arbres ») pour nommer les branches. Le cérémonial de l’Inventio Osiridis ou « découverte d'Osiris », est bien connu des rituels gréco-égyptiens des cultes isiaques. Plutarque rapporte, certes pour la nuit du 19 Hathyr, que les croyants pensaient pouvoir retrouver Osiris dans les eaux du Nil : 

« Là, les stolistes et les prêtres apportent un ciste sacré qui contient une petite boîte en or dans laquelle ils versent de l'eau douce. De l'assistance alors s'élève une clameur, et tous crient qu'Osiris vient d'être retrouvé. Après cela, ils détrempent avec de l'eau de la terre végétale, y mêlent des aromates et des parfums coûteux, et en façonnent une figurine en forme de croissant. Ils l'habillent ensuite d'une robe […] »

— Plutarque, Sur Isis et Osiris, § 39 (extrait). Traduction de Mario Meunier.

#### Le Sokar
La figurine Sokar (ou Sokaris) représente le roi Osiris dans son rôle de souverain divin et protecteur des morts. Selon Émile Chassinat, le Sokar est la représentation du corps d'Osiris démembré par Seth et reconstitué par Isis. Cette figurine est moulée à partir d'une pâte compacte et ductile, faite de sable et de dattes écrasées, dans laquelle sont aussi incorporés d'autres ingrédients coûteux dont vingt-quatre pierres et minéraux précieux. Le moule du Sokar est de la même longueur que celui du Khentymentiou, à savoir une coudée (52,5 cm). Son aspect est toutefois différent. Une des pièces sert à mouler la face avant du corps et l'autre la face arrière. Mises ensemble, la statuette du Sokar prend ainsi la forme d'une momie à tête humaine coiffée du némès, avec un uræus sur le front, et tenant dans ses deux mains la crosse et le fouet croisés sur la poitrine (Livre III, 32-33). Le Rituel des mystères d'Osiris nous a laissé trois recettes de la pâte servant à sa fabrication (Livre III, 33-35 ; Livre VI, 117-121 et Livre VII, 135-144), la dernière, exposée ci-dessous, est la plus détaillée.

« Faire une momie à face humaine, coiffée d'une perruque divine et de la coiffe ibes, sommée de l'uræus, empoignant le sceptre héka et un flabellum, dont le nom est gravé sur un cartouche ainsi : « Horus Arbitre de la séparation du Double-Pays, Osiris seigneur de Busiris, Onnophris Khentymentyou, dieu grand seigneur d'Abydos ».

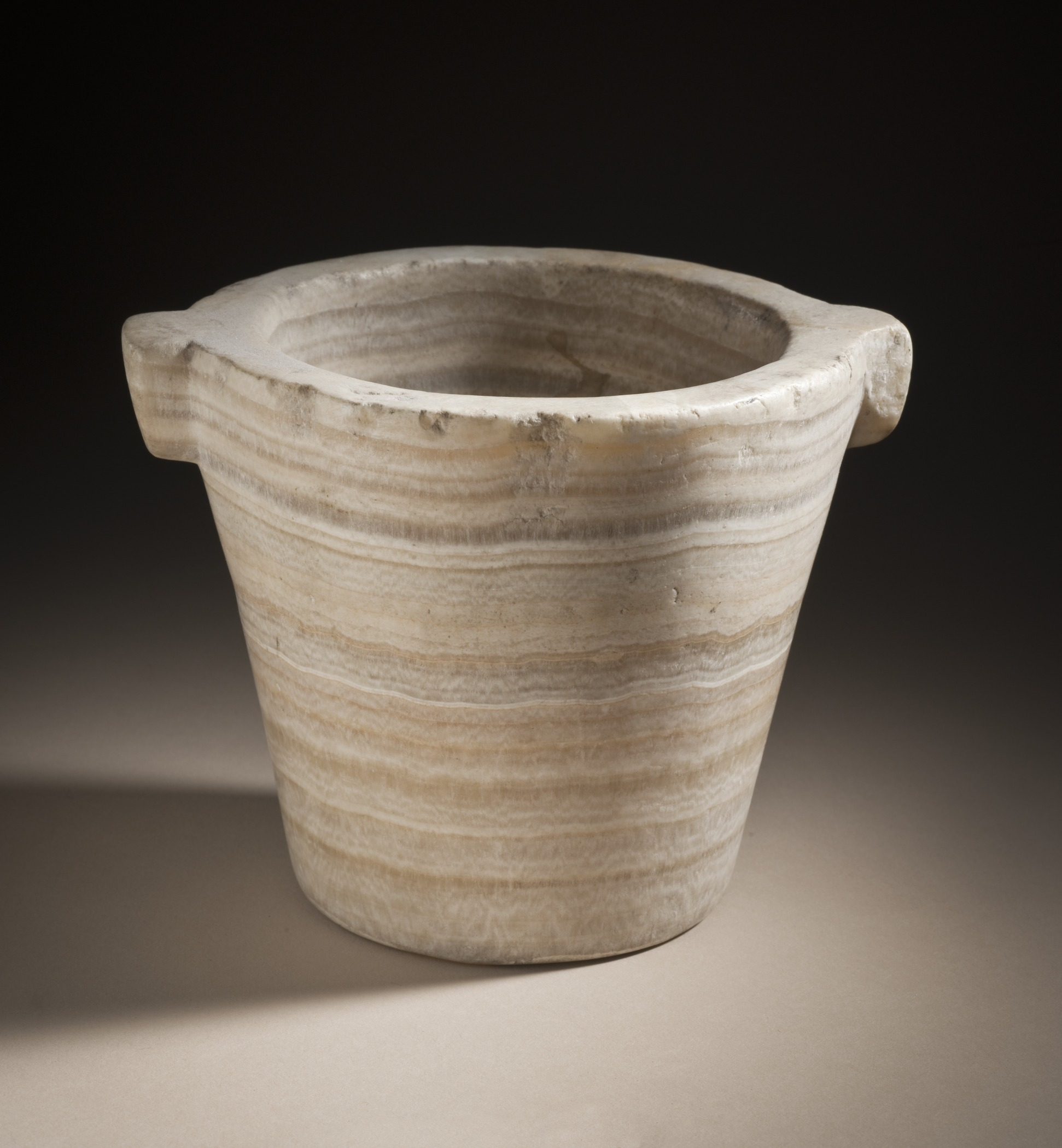
Mortier égyptien (Musée d'Art du comté de Los Angeles).

Prendre : Pulpe de dattes, terre, sept khait chacun, 1/3 de hin pour chaque, soit en poids trois deben, trois qites 1/3 pour chaque.
Prendre : Eau du nome d'Andjti et du lac sacré, deux hin 1/2. En humecter la pulpe de dattes khait 1/3.

La travailler parfaitement et la couvrir entièrement de branchages de sycomore pour qu'elle reste ductile.
Myrrhe (kher) de première qualité, quatre khait 2/3, soit en poids de 1/4 de chacun d'eux, à savoir sept qites 1/2 pour chaque.
Résine de térébinthe fraîche conditionnée dans de la fibre de palmier, un khait 2/3 1/12, soit pareillement en poids le 1/4 1/8 de qite pour chaque.
Aromates d'odeur suave, douze au total, dont voici la liste :
roseau aromatique (sebit nedjem) : deux qites, aromate gaiou de l'oasis : deux qites, cannelle (khet nedjem) : deux qites, bois résineux de pin d'Alep : deux qites, plante fedou : deux qites, jonc d'Éthiopie : deux qites, aromate djarem : deux qites, aromate peqer : deux qites, menthe (nekepet) : deux qites, pignons (perech) : deux qites, baies de genévrier (peret en ouân) : deux qites.
Broyer puis tamiser.
Vingt-quatre minéraux, dont voici la liste :
or, argent, cornaline, et encore la liste : quartz rouge sombre, lapis lazuli, turquoise de Syrie, turquoise en morceaux, felspath vert du Nord, calcite, jaspe rouge, minéral tjemehou du pays de Ouaouat, minéral senen, dolérite (nemeh), magnétite, chrysocolle et galène ensemble, pierre verte en morceaux, résine seheret en morceau, ambre, silex noir (des kem), silex blanc (des hedj), améthyste du pays des Noirs.
Broyez-les et mettez-les dans une coupe puis mélangez-les.
Ajoutez-leur la pâte de dattes : un khait 1/3.
Ce qui fait au total dix-sept khait 1/12.
En voici le récapitulatif :
terre : sept khait, pulpe de datte : sept khait, myrrhe (kher) : deux khait 1/3, résine de térébinthe : un khait 2/3, aromate d'odeur agréable : un khait 1/6, minéraux 1/6 de khait. »

— Rituel des mystères d'Osiris, Livre VII, col. 133-144. Traduction de Sydney H. Aufrère.

## Lieux de célébrations
La connaissance scientifique des « Tombeaux d'Osiris », où les figurines du dieu sont définitivement ensevelies, s'est enrichie grâce aux fouilles archéologiques françaises à Karnak en 1950-51 et depuis 1993, et celles hispano-égyptiennes à Oxyrhynque depuis 2000. D'autres sites sont attestés par l'archéologie, telle la ville de Coptos.

### Villes saintes

#### Seize villes

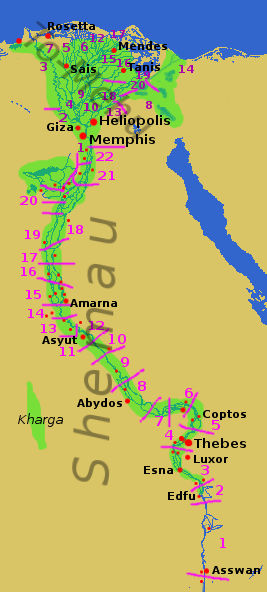
Carte des nomes égyptiens.

Selon le Rituel des mystères d'Osiris, les fêtes osiriennes du mois de Khoiak sont célébrées « dans tous les nomes des seize membres du dieu et dans les nomes divins » (Livre I, 14), ou « dans tous les nomes d'Osiris » (Livre VI, 100), c'est-à-dire les seize provinces égyptiennes où, selon le mythe, sont conservés depuis la quête d'Isis les lambeaux du corps d'Osiris mis en pièces par Seth. Ce nombre est symbolique ; Pline l'Ancien rapporte que la crue du Nil varie selon les années de une à seize coudées de hauteur, seize étant le nombre optimal pour espérer de bonnes récoltes après le retrait des eaux. Le nombre seize marque une volonté de se limiter aux villes les plus prestigieuses. Mais, avec le développement du culte d'Osiris au cours du premier millénaire avant notre ère, tous les sanctuaires régionaux se sont ralliés au culte d'Osiris et ont intégré les rituels de Khoiak à leurs traditions cultuelles, comme en témoignent l’Osiréion de Dendérah, aménagé sur la terrasse du temple d'Hathor, ou l’Osiréion de Thèbes, édifié dans l'enceinte d'Amon-Rê à Karnak.

#### Rites locaux
Le texte de Dendérah donne un aperçu général des mystères osiriens, mais ne fournit que très peu de renseignements sur les particularités locales de ces célébrations. Sur la vingtaine de villes mentionnées, le recueil dégage néanmoins deux groupes de rituels distincts. Le premier groupe géographique suivait les rites d'Abydos et rassemblait des villes de Haute et de Basse-Égypte comme Éléphantine, Coptos, Cusæ, Héracléopolis, Létopolis, le IVe nome de Basse-Égypte, Bubastis, Héliopolis et Athribis. Le second, plus modeste, regroupait les villes de Busiris et Memphis.
Quelques villes ne suivaient pas la règle générale. À Saïs, la figurine du Khentymentiou n'était pas élaborée à partir d'un mélange de terre et d'orge, mais modelée par un sculpteur à partir d'argile mélangée avec de la résine de térébinthe et parsemée de grains d'orge (Livre II, 30-31). À Diospolis, le « Lambeau divin » était remplacé par une représentation faite à partir d'un pain parfumé d'aromates (Livre I, 6-7).

### Bousiris
Le site de Bousiris, situé dans le Delta du Nil, n'a livré que très peu d'éléments archéologiques. D'après des indications fournies par le Rituel des mystères d'Osiris, le tombeau d'Osiris à Bousiris se présentait sous la forme d'une chapelle abritée sous un arbre sacré (Douât supérieure) et d'une crypte située sous un tumulus (Douât inférieure).

#### Douât supérieure

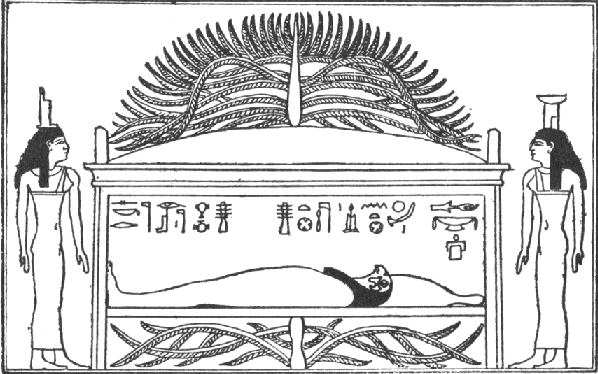
Figurine d’Osiris-Sokar dans l'arbre (relevé d'un bas-relief tynthirite).

À partir du vingt-quatre Khoiak et durant les sept derniers jours du mois, les effigies sacrées de l'année précédente reposent en un lieu nommé « Douât supérieure ». Il s'agit peut-être d'une sorte de chapelle-tombeau située à côté d'un arbre sacré et qui servait alors de lieu d'inhumation provisoire en attente du trente Khoiak, jour des dernières cérémonies. Durant cette semaine, la figurine du Sokar-Osiris est connue sous l'expression « Unique dans l'acacia ». Un bas-relief de l’Osiréion de Dendérah montre la figurine dans son sarcophage, couchée dans un arbre. Les branches s'étalent au-dessus et en dessous de la pseudo-momie, tout autour du cercueil, sans doute pour faire comprendre qu'Osiris est placé sous la protection de cet arbre. Cette figuration rappelle l'épisode mythique rapporté par Plutarque où, à Byblos, un tamaris avait grandement activé sa croissance afin de cacher, à l'intérieur de son bois, le sarcophage contenant la dépouille d'Osiris (Plutarque, Sur Isis et Osiris, § 15. Traduction de Mario Meunier).

#### Douât inférieure

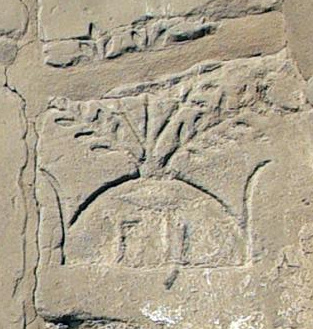
Représentation schématique de la Butte sacrée d'Osiris (Karnak).

Le Rituel des mystères d'Osiris indique que la figurine sacrée de l'année précédente est définitivement inhumée durant la nuit du trente Khoiak dans un lieu nommé « Douât inférieure ». Dans la ville de Busiris, il s'agit d'une crypte située sous une butte sacrée plantée d'un ou plusieurs arbres ished, probablement des balanites :

« Quant à la crypte de l'arbre ished qui est dans le cimetière divin, on y entre avec le travail mystique de l'année précédente ; c'est ce qu'on appelle la Douât inférieure. Elle est faite en pierre. Sa hauteur est de seize coudées ; sa largeur de douze coudées. Elle est pourvue de sept portes semblables à la porte de la Douât. Il y a une porte à l'Ouest, par laquelle on entre, une porte à l'Est, par laquelle on sort. Elle contient un tas de sable de sept coudées, sur lequel le dieu est posé à l'intérieur du sarcophage »

— Rituel des mystères d'Osiris, Livre V, 80-82. Traduction d'Émile Chassinat.
D'après la description livrée par le texte du rituel, la crypte busirite était un bâtiment de pierre recouvert par une colline artificielle. Le niveau du sol devait être plus bas que celui de l'entrée afin de permettre la stagnation des eaux lors de la crue du Nil durant le mois de Khoiak pendant lequel se déroule l'inhumation. Le monticule de sable avait sans doute pour but de maintenir émergé le petit sarcophage de la figurine.

### Abydos

#### Ou-Peker
(Coordonnées géographiques : 26° 10′ 30″ N, 31° 54′ 32″ E)

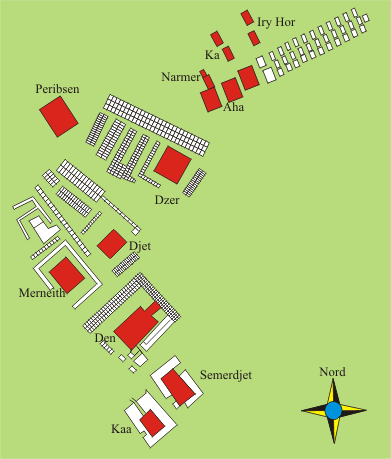
Carte de la nécropole d'Oumm el-Qa'ab.

Depuis les fouilles archéologiques d’Émile Amélineau, en 1897, il est généralement admis que le site de Ou-Peker est à localiser à Oumm el-Qa'ab sur le site de l'ancienne nécropole royale des souverains thinites. Dans ce cimetière aménagé au pied des montagnes du désert Libyque, les anciens Égyptiens ont assimilé le tombeau du roi Djer de la Ire dynastie à l’Areq-heh, le tombeau abydéen d'Osiris. Une voie processionnelle, ou peut-être un canal, reliait le temple d'Osiris à ce tombeau. Sur de nombreuses stèles, des défunts déclarent souhaiter passer par le site de Ou-Peker afin d'y recevoir, durant les journées de Khoiak, une couronne de justification. Cette couronne offerte par Osiris est un symbole de légitimité et d'éternité. Elle devait être tressée à partir de rameaux prélevés sur les arbres qui poussaient le long du chemin sacré, vraisemblablement des palmiers-dattiers. D'après des sources démotiques, l'âme (ba) d'Osiris voletait sous ces arbres et recevait des aliments disposés sur 365 tables d'offrandes. Ce verger abritait aussi un vignoble afin de pourvoir en vin les libations quotidiennes versées sur les autels. En 1952, l'égyptologue allemand Günther Roeder propose de rapprocher la cuve-jardin (hezepet), où s'effectue la germination, des figurines du « domaine sacré » (hezep) d'Abydos où poussaient des fleurs, des vignes et des légumes consacrés à Osiris. À la Basse époque, la cuve-jardin des Mystères aurait alors symboliquement reflété le domaine d'Ou-Peqer en constituant, au sein des différents temples, une forme réduite du domaine agricole osirien.

#### Osiréion d'Abydos
(Coordonnées géographiques : 26° 11′ 03″ N, 31° 55′ 07″ E)
| \| Tumulus Arbres sacrés entrée Salle principale Salle niche descenderie Salle Canal îlot central \| Vue en coupe de l’Osireion d'Abydos. |
| Tumulus Arbres sacrés entrée Salle principale Salle niche descenderie Salle Canal îlot central                                            |

L’Osiréion d'Abydos, découvert en 1903, est une construction sans équivalent, réalisée par Séthi Ier à l'arrière de son temple funéraire. Avec son nom égyptien « Bénéfique est Menmaâtrê à Osiris », le bâtiment est dédié à Osiris et se présente comme un cénotaphe dont l'histoire et la signification sont encore discutées. Il semble toutefois reproduire le tombeau d'Osiris tel que les anciens Égyptiens se l'imaginaient. Aujourd'hui éventré, il ne subsiste plus que les parties souterraines. Originellement, la salle principale devait supporter, au-dessus d'elle, une butte artificielle en terre (tumulus) plantée d'un ou plusieurs arbres sacrés. L’Osiréion est massif, dans le but d'imiter l'aspect archaïque des temples des débuts de l'Ancien Empire. Il reprend toutefois les plans des hypogées royaux du Nouvel Empire, tous caractérisés par un long corridor débouchant sur une enfilade de chambres funéraires. L'espace central évoque une île entourée par un canal. Cette île représente la butte primordiale entourée par les eaux du Noun, sur laquelle est apparu Atoum-Rê, le dieu solaire créateur. L'axe de l'île est matérialisé à l'est et à l'ouest par deux escaliers plongeant dans le canal. Au centre sont creusées deux cavités rectangulaires dont la destination était, peut-être, de recevoir un simulacre de sarcophage et de coffre à vases canopes. Si tel est le cas, il n'est pas impossible d'imaginer que l’Osiréion abritait en son sein une figurine osirienne élaborée au cours des Mystères et renouvelée chaque année.

### Osiréion de Karnak
Le site de l’Osiréion de Karnak (Thèbes) permet de suivre l'évolution du rituel d'inhumation des figurines sacrées durant près d'un millénaire, depuis le Nouvel Empire jusqu'à la période lagide. Ce complexe osirien est situé à l'intérieur de l'enceinte d'Amon-Rê, derrière le temple principal consacré au démiurge Amon. Il est constitué par le tombeau lui-même, dont les premières traces remontent à la fin du Nouvel Empire, ainsi que par plusieurs chapelles édifiées à partir de la XXIIe dynastie, consacrées à des formes particulières du dieu, « Osiris coptite », « Osiris Ounennefer au cœur de l'arbre (iched) », « Osiris souverain de l'éternité », etc. Le tombeau osirien de Karnak est marqué par trois phases successives, l'architecture tendant à se compliquer au cours du temps.
À la fin du Nouvel Empire, les figurines sont inhumées dans de petites tombes individuelles en briques crues. Ces structures miniatures sont juxtaposées ou superposées les unes aux autres, sans aucun ordre cohérent.
Durant la Période saïte et la Basse époque, le système des tombeaux miniatures perdure, mais ils sont installés à l'intérieur d'une construction constituée de chambres voûtées édifiées les unes contre les autres, au fur et à mesure de leur remplissage. L'époque de ce système architectural est datée par des briques estampillées du nom de Nékao II, un pharaon de la fin du VIIe siècle av. J.-C. De fragiles fragments de figurines en plâtre ont été découverts à l'intérieur. Ces effigies prennent la forme d'Osiris momifié. Ce tombeau devait être partiellement enterré, mais les deux plus grandes chambres voûtées étaient accessibles grâce à deux petites portes arquées. Le tout devait être recouvert par une butte artificielle plantée d'un ou plusieurs arbres.

Vestiges de l’Osireion thébain (tombeau saïte)
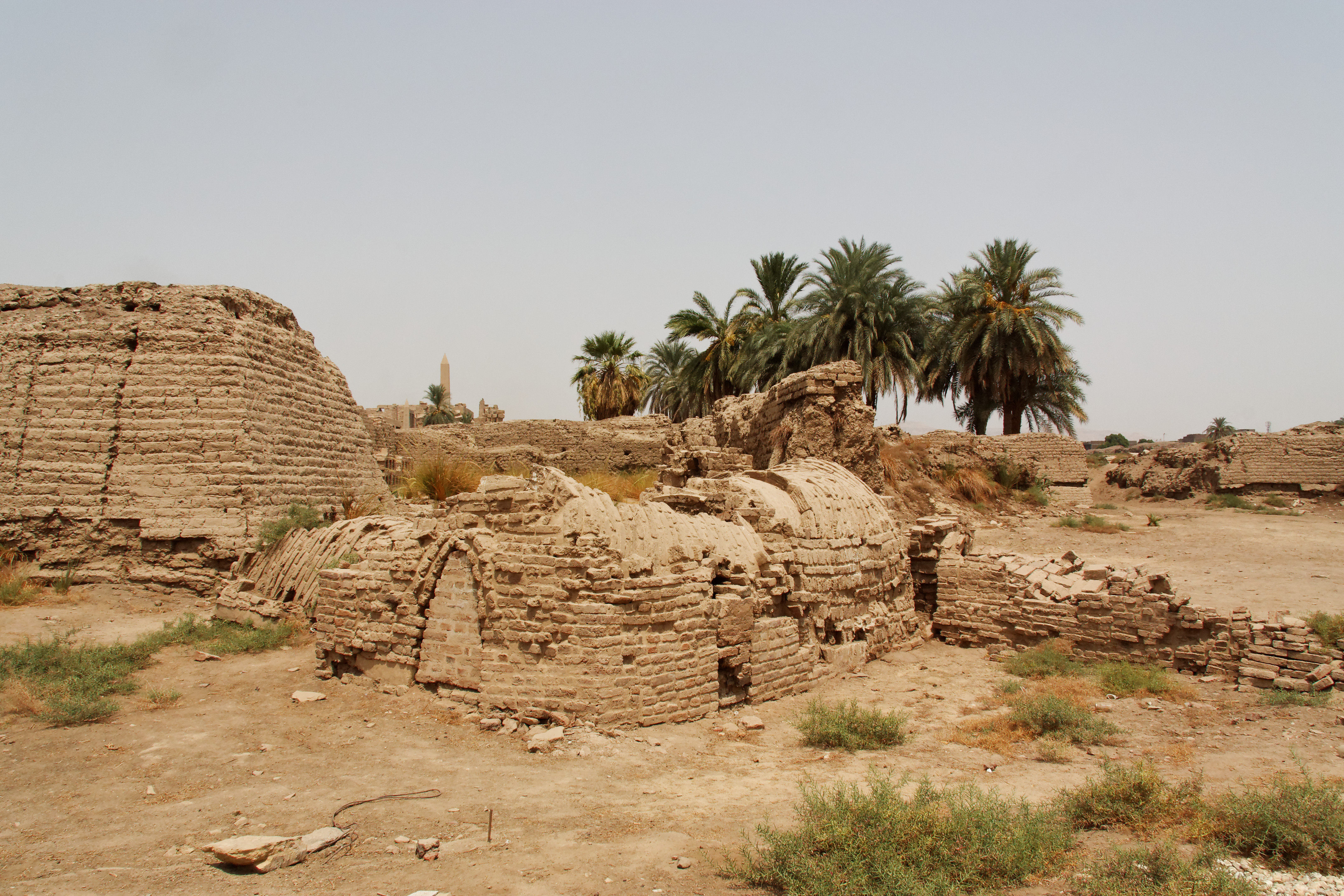
Chambres voûtées du tombeau osirien.
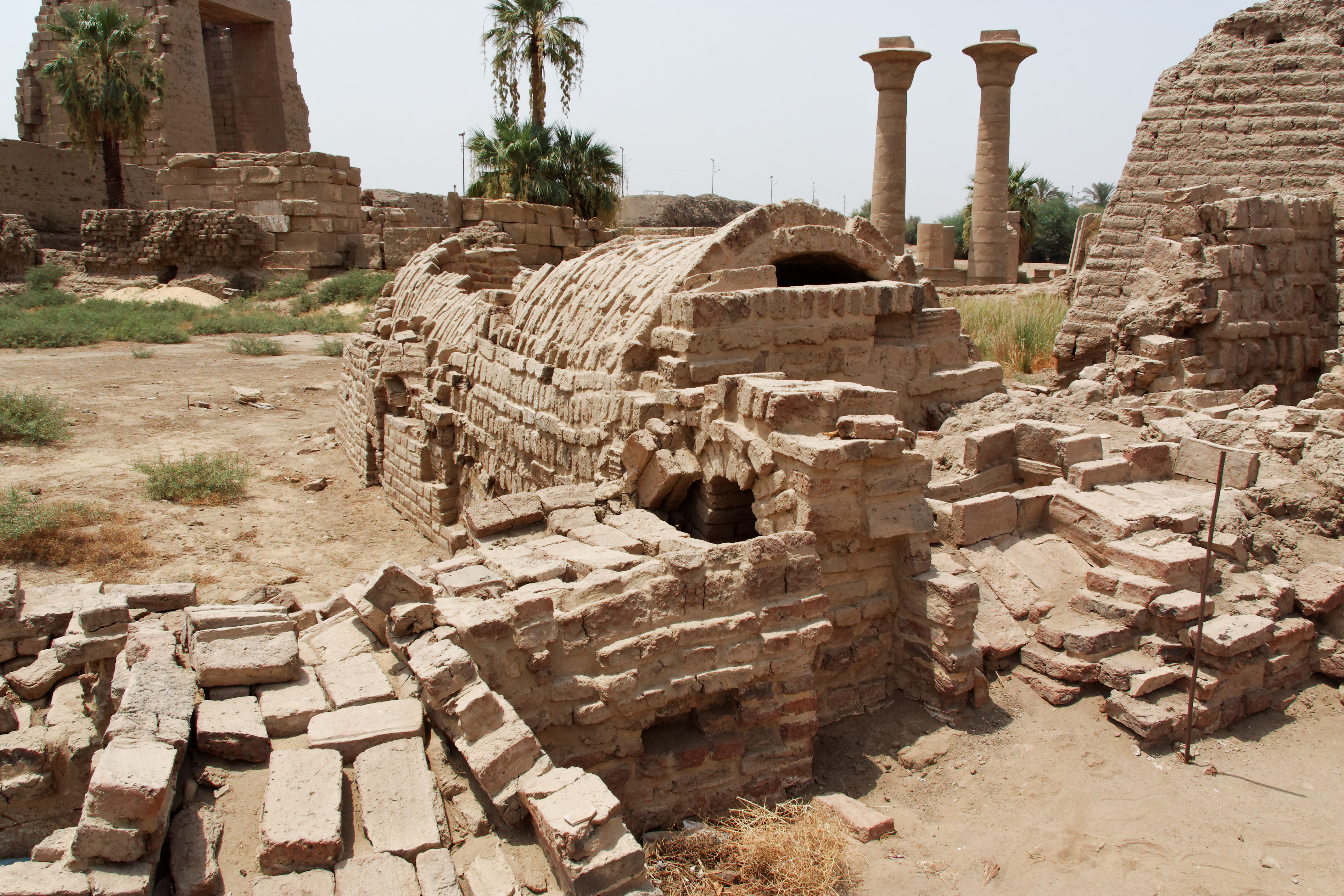
Vue rapprochée du tombeau.

Sous le règne de Ptolémée IV est édifié un bâtiment qui prend la forme de vastes catacombes à l'organisation rationnelle. Le tombeau s'organise autour de trois galeries voûtées, chacune d'entre elles comprenant des caveaux miniatures (sorte de niches murales) répartis sur quatre niveaux. La capacité de ces catacombes est estimée à un total de 720 caveaux,.

Vestiges de l’Osireion thébain (catacombes ptolémaïques)
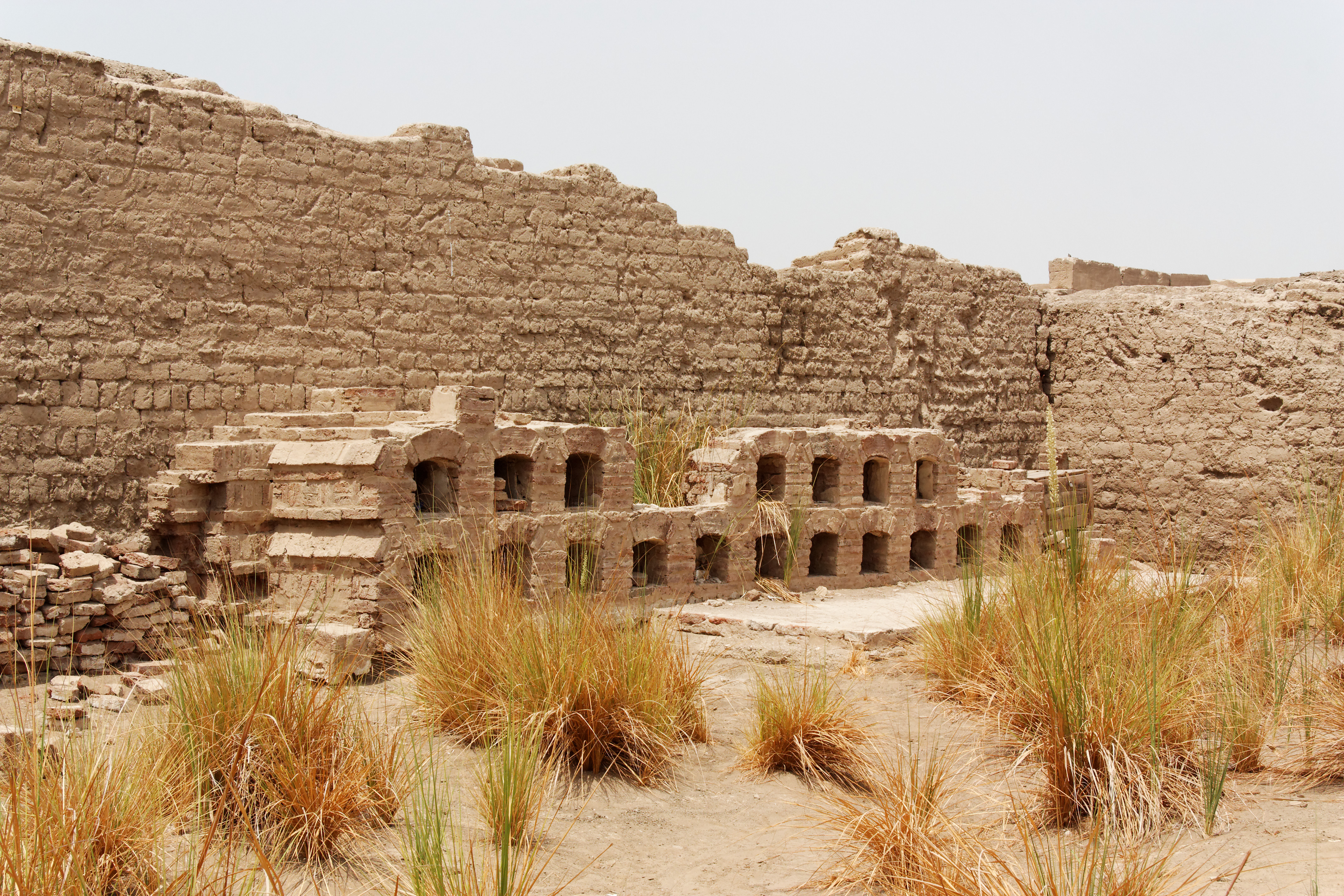
Vue sur les niches subsistantes des catacombes de Ptolémée IV.

### Oxyrhynchos
Située dans l'antique XIXe nome de Haute-Égypte, la cité d'Oxyrhynque (Oxyrhynchos) (en égyptien Per-Madjaj, en copte Pemdjé, en arabe El-Bahnasa) est riche de vestiges datés des époques pharaonique et gréco-romaine. Depuis les années 2000-2001, une mission hispano-égyptienne s'est attachée à fouiller le site de l’Osiréion local, connu sous le nom égyptien de Per-Khef. Le sanctuaire se présente comme une butte de 3,50 mètres de haut isolée dans le désert. En surface, ne subsiste plus qu'une structure arasée de forme carrée, de quinze mètres de côté. Un mur d'enceinte en briques délimitait un espace sacré rectangulaire de 165 mètres de long sur 105 mètres de large, où un petit lac sacré avait été creusé dans le coin nord.

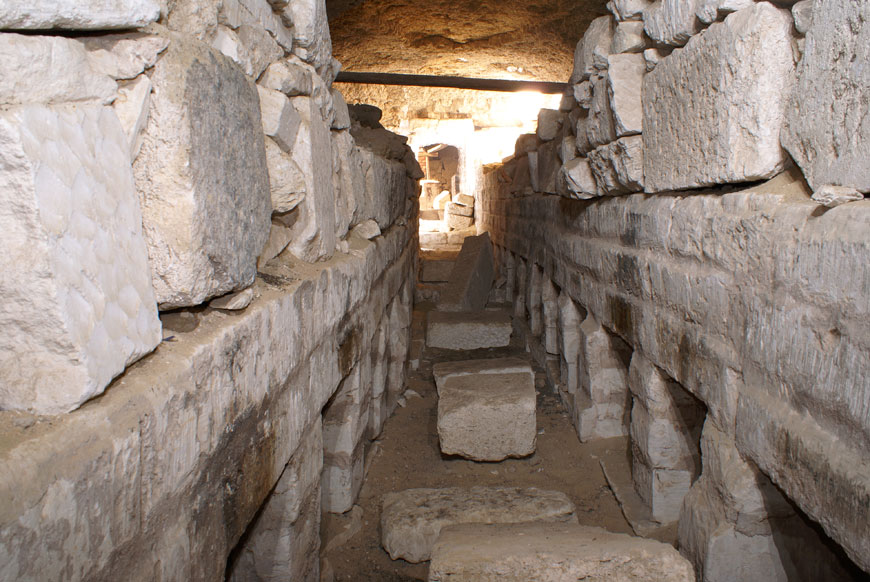
Galerie souterraine de l’Osireion d'Oxyrhynchos ponctuée de niches sépulcrales destinées à l'inhumation des figurines sacrées.

Les aménagements souterrains du sanctuaire ont été creusés dans la roche du Djebel. Ils sont accessibles par trois escaliers dont un escalier principal qui débouche dans un vestibule. Ce dernier conduit à deux salles d'une dizaine de mètres de longueur. La première a été retrouvée vide. Dans la seconde, gisait une grande statue d'Osiris, en calcaire, faite pour être couchée car, avec ses 3,50 mètres de haut, elle n'aurait pas pu tenir dressée sous la voûte. Depuis cette salle partent deux longues galeries orientées est-ouest. Ces couloirs ont été creusés dans la roche et leurs murs ont été maçonnés avec des blocs de calcaire blanc importé depuis une autre localité. Les murs nord et sud sont ponctués de niches symétriques de même dimension. Comme le site a été pillé, les figurines sacrées ne se trouvaient plus dans leurs niches, mais ont été brisées et dispersées dans les déblais. Une seule a été retrouvée intacte dans son sépulcre individuel ; elle a été moulée à partir de limon mélangé à du bitume et à des grains d'orge. Elle a ensuite été enroulée dans des bandelettes de lin. Les figurines brisées diffèrent en taille et en aspect, certaines sont ithyphalliques, d'autres, plus petites, sont gainées de stuc jaune avec une résille peinte sur le corps. Il semble que chaque figurine bénéficiait d'un trousseau funéraire composé des quatre enfants d'Horus (figurines moulées), d'une table d'offrande miniature, d'offrandes de fruits et d'amulettes protectrices, boulettes ou cônes, dédiées à des déesses dangereuses. Au-dessus de chaque niche figure une inscription donnant l'année d'inhumation grâce à des mentions de rois ptolémaïques. En rassemblant toutes les données archéologiques, on sait que le sanctuaire a été utilisé depuis la XXVIe dynastie jusqu'au règne de l'empereur romain Hadrien,.

### Coptos
En 1904, une cuve en granit rose est dégagée par hasard par des ouvriers lors d'un creusement sur le site de l'antique Coptos. Depuis lors, la cuve est conservée au Musée égyptien du Caire où elle est exposée (cote n° JE37516). Les dimensions de cet artefact et les textes qui y sont gravés montrent qu'il s'agit d'une grande cuve-jardin destinée à la fabrication rituelle d'une figurine osirienne lors du mois de Khoiak. Cet objet constitue un témoignage du culte que rendaient les prêtres de Coptos vers -850 à Osiris. Une scène du décor montre le pharaon thébain Harsiesi Ier (XXIIe dynastie) offrant de la terre et de l'orge à Osiris-Khentymentyou et à Chentayt d'Abydos. Sur une autre scène est figuré son fils, le prince Amonrasonter, en train d'accomplir des encensements et des lustrations devant Osiris-Khentymentyou et Chentayt de Bousiris. Le texte est par endroits très dégradé mais il paraît être extrait d'un rituel propre à la ville de Bousiris où, du douze au vingt-quatre Khoiak, de l'orge était cérémoniellement mise à germer. En 1977, ces textes ont été examinés par Jean Yoyotte. D'après certains usages graphiques, il ressort que ce bassin rituel conserve des textes composés avant le Nouvel Empire, une époque où les dieux Osiris et Sokaris n'étaient pas encore assimilés. Parmi les textes figurent deux poèmes où la déesse Chentayt est bien plus rapprochée d'Hathor que d'Isis, une autre preuve de l'ancienneté de la composition.

## Calendrier des Mystères du mois de Khoiak
Le Rituel des mystères d'Osiris, conservé par le temple de Dendérah, est plus une pièce d'archives, un témoin des rites, qu'un véritable calendrier des cérémonies de Khoiak. Les indications fournies se contredisent, s'entrecroisent et se montrent différentes d'une ville sainte à l'autre. Il est probable que certains actes sont passés sous silence, car certains jours ne sont même pas mentionnés tels les 13, 17, 26, 27, 28 et 29 du mois. Il est par conséquent assez malaisé de dresser un ordre chronologique complet et rigoureux des opérations. Malgré ces difficultés, certains faits paraissent clairement établis,.

### Journée du 12 Khoiak

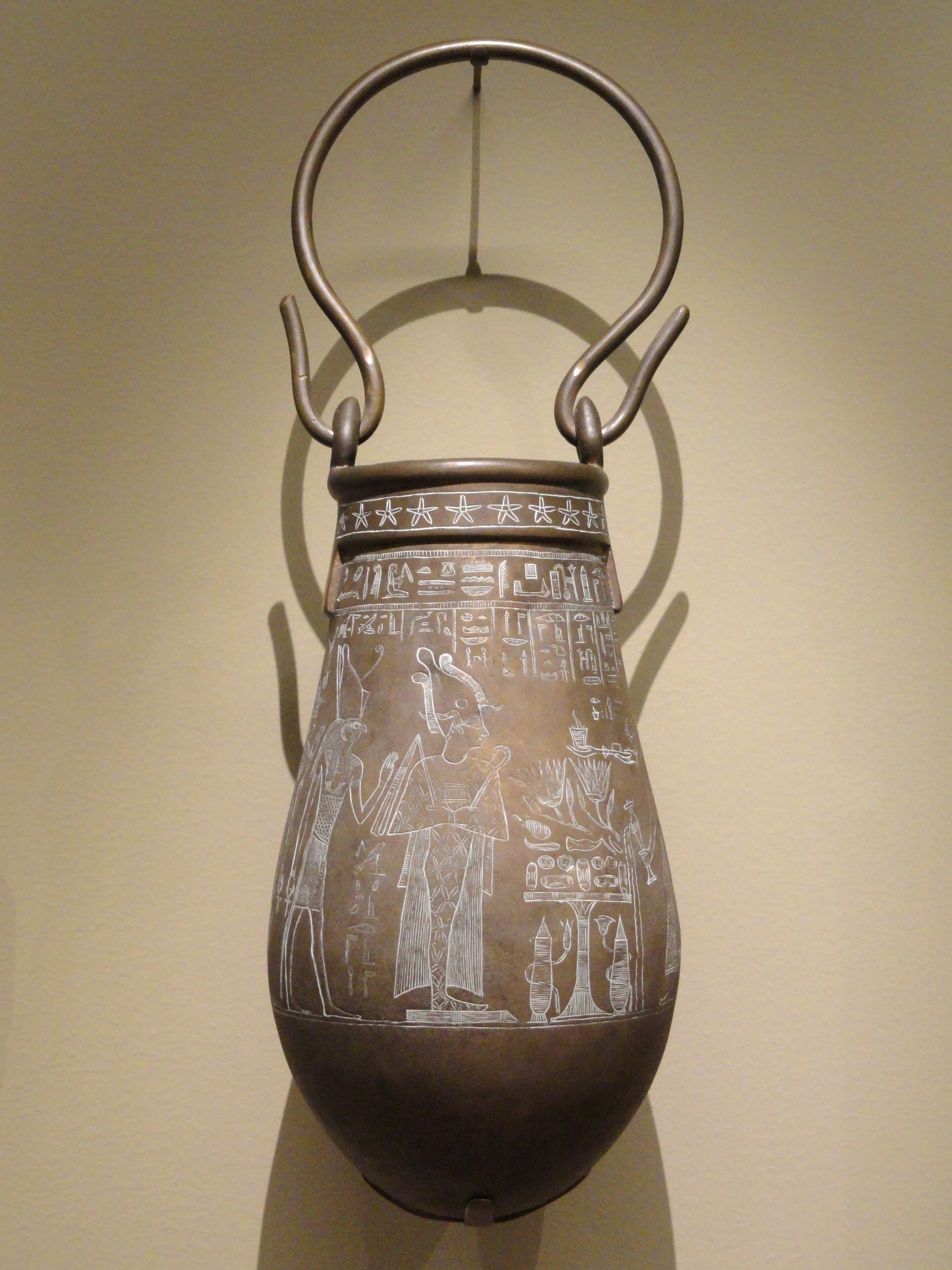
Situle égyptienne de l'époque ptolémaïque (Cleveland Museum of Art).

Les Mystères consacrés au dieu Osiris débutent le 12 Khoiak et se déroulent durant dix-neuf jours jusqu'à la fin du mois. En plusieurs endroits du texte de Dendérah la célébration prend le nom de fête (deni) (dite aussi « fête du Quartier de Lune »), les rituels sont donc rapprochés avec la phase lunaire ; la fête (deni) étant par ailleurs le septième jour de chaque mois lunaire. À la quatrième heure du jour, les officiants préparent de l'orge et du sable destinés à former les figurines du Khentymentiou et du « Lambeau divin ». Après avoir été dosés, les ingrédients sont mélangés et déposés dans des moules en or. Le tout est déposé dans une cuve-jardin, entre deux couches de joncs. Le mélange de terre et d'orge est arrosé chaque jour jusqu'au 21 Khoiak pour permettre la germination des graines,.

« Quant à ce qui est fait à Busiris, on l'exécute le douze Khoiak, en présence de Chentayt qui prend place à Busiris, avec de l'orge, 1 hin, et du sable, quatre hin, au moyen d'une situle d'or, à côté de Chentayt, en récitant sur elle les formules de « Verser l'eau sur les humeurs ». Les dieux protecteurs de la cuve-jardin la protègent jusqu'à ce que vienne le 21 Khoiak »

— Rituel des mystères, Livre II, col. 19-20. Traduction d'Émile Chassinat revue par Sylvie Cauville.

### Journée du 12 ou 14 Khoiak
Le douze Khoiak, à la troisième heure du jour (Livre VI, 116) ou deux jours plus tard, le quatorze (Livre III, 35 et Livre V, 88-89), débute la préparation de la pâte sacrée servant à confectionner la figurine du Sokar. Des prêtres, grimés en Anubis et sous le patronage d'une statue de Chentayt (Isis), pèsent et mélangent les divers ingrédients prescrits par les textes. Le recueil expose trois recettes (Livre III, 33-35 ; Livre VI, 117-121 et Livre VII, 135-144). La base de la préparation est constituée de terre, de pulpe de dattes, de myrrhe, d'encens, d'aromates, de pierres précieuses pulvérisées et d'eau puisée dans le lac sacré du temple. Ces matières sont travaillées afin de donner au tout la forme d'un œuf. Cette boule est ensuite recouverte par des branchages de sycomore afin qu'elle reste ductile et humide. Elle est déposée dans un vase en argent jusqu'au seize du mois.

« Quant au quatorze Khoiak, grande fête processionnelle dans le nome athribite, dans la ville nommée Iriheb, on fait le contenu du moule de Sokar en ce jour avec le contenu du vase vénérable, ce pourquoi la momie est appelée momie composite. Ce composé de ce dieu est commencé par l'emmailloteur dans le nome athribite en ce jour. Il y a quatre prêtres pour cela à Busiris, dans le Sanctuaire-de-Chentayt, ils sont quatre dieux de l'atelier d'embaumement d'Héliopolis. »

— Rituel des mystères, Livre V, col. 88-89. Traduction d'Émile Chassinat revue par Sylvie Cauville.

### Journée du quinze Khoiak
Le quinze Khoiak, on procède à la décoration du sarcophage neb ânkh (« maître de la vie ») destiné à la figurine du Sokar de l'année précédente qui avait été conservée dans une salle du temple durant l'année écoulée. À la fin du mois, cette figurine est définitivement enterrée dans une nécropole. Le cercueil est en bois de sycomore, long de une coudée deux palmes (67,20 cm) sur trois palmes deux doigts de large (26,30 cm). Il prend la forme d'une momie à tête humaine, les bras croisés sur la poitrine et tenant la crosse et le fouet. Une inscription est gravée et peinte d'une couleur vert foncé afin d'indiquer la titulature royale d'Osiris : « L'Horus qui fait cesser le massacre dans les Deux Terres, roi de Haute et Basse Égypte, Osiris, maître de Busiris, celui qui préside à l'Occident, dieu grand, maître d'Abydos, maître du ciel, de la terre, du monde infernal, de l'eau, des montagnes, de tout l'orbe du soleil » (Livre V, 42-43).

« On apporte le sarcophage ; on lui applique la matière divine pour la teinture ; on fait ses yeux avec des couleurs et sa chevelure avec du lapis-lazuli. »

— Rituel des mystères, Livre VII, col. 146. Traduction d'Émile Chassinat revue par Sylvie Cauville.
Tandis que la figurine du Sokar est en cours de moulage, on fabrique un autre cercueil, en bois de cèdre, où elle sera déposée le vingt-quatre Khoiak. Le même jour, débute la préparation de mereh shepes (« l'onguent vénérable ») qui nécessite une cuisson entre le dix-huit et le vingt-deux du mois : « Le 15e jour, mélanger l'onguent ; le 18e, cuire ; le 19e, cuire ; le 20e, cuire ; le 21e, cuire ; le 22e, le retirer du feu ». Le recueil de Dendérah ne donne de cet onguent que son ingrédient principal, l'asphalte. Les autres substances sont toutefois connues grâce à une inscription du temple d'Edfou : poix, essence de lotus, encens, cire, résine de térébinthe et aromates.

### Journée du seize Khoiak

#### Première procession de l'Ouverture du Sanctuaire

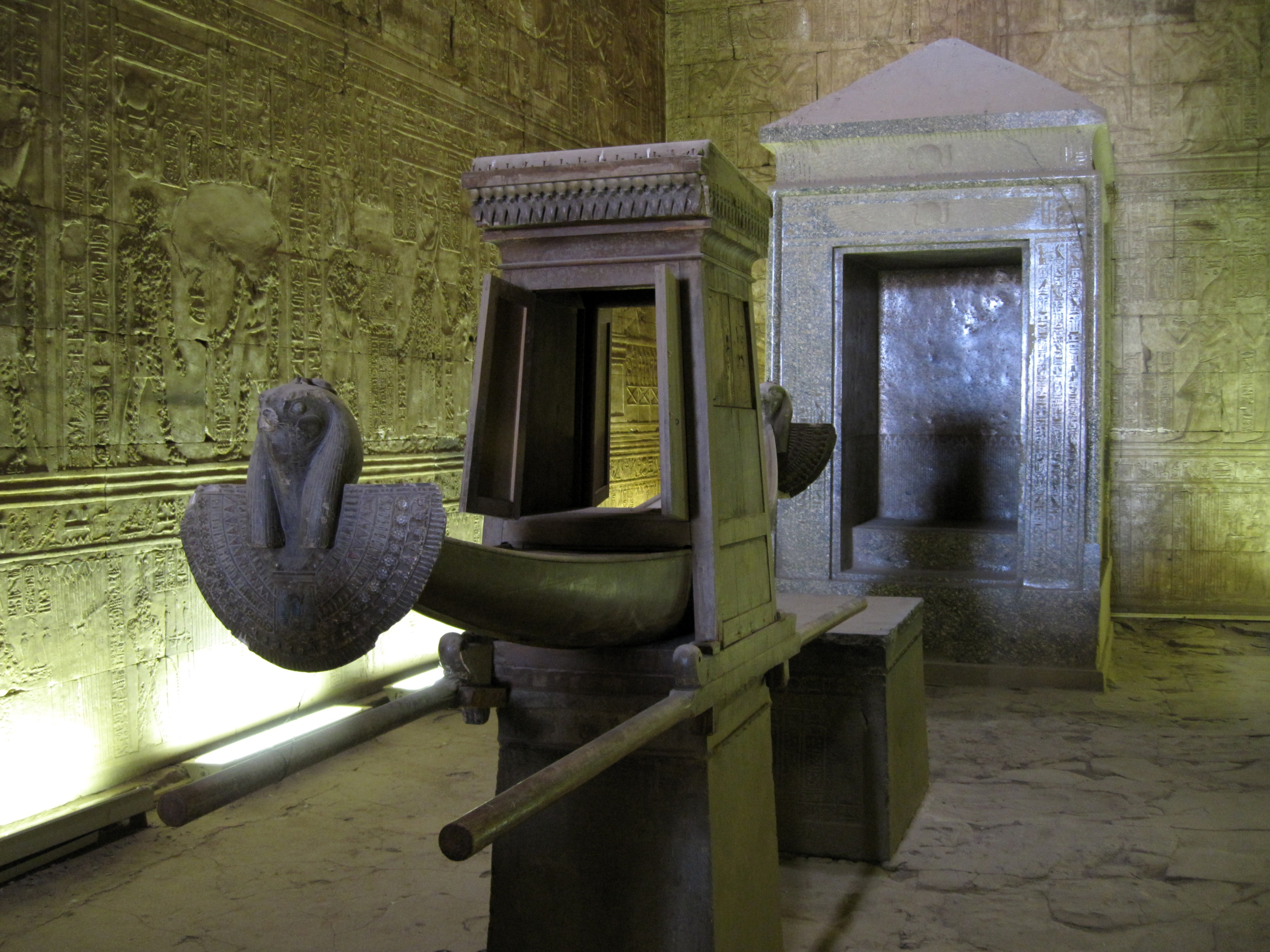
Barque processionnelle conservée dans le temple d'Edfou.

Le seize Khoiak, probablement entre la première et la troisième heure du jour, se tient la fête funéraire du Oun per, littéralement « Ouverture de la Maison » ou plus exactement « Ouverture du Sanctuaire ». La pâte sacrée destinée à produire le nouveau Sokar est conduite en procession dans le temple, à travers le cimetière où reposent toutes les anciennes figurines et dans la « Vallée » c'est-à-dire la nécropole locale. Le vase qui contient cette matière est déposé dans l’atourit, un coffre reliquaire en bois doré de 78 cm de long sur 36 cm de large, surmonté d'une statuette d'Anubis en chacal couché. Ce coffre est transporté dans une petite barque sacrée de 183 cm de long pourvue de quatre brancards pour lui permettre d'être portée à bras d'hommes (Livre V, 82-83) :

« Lors de l'Ouverture du sanctuaire, il sort avec Anubis gardien […] le seize et le vingt-quatre Khoiak. Il parcourt le temple de la nécropole divine ; il entre et parcourt la vallée. Il y a quatre obélisques du sanctuaire divin des Enfants d'Horus devant lui, ainsi que les dieux-enseignes. »

— Rituel des mystères, Livre V, col. 82-83. Traduction d'Émile Chassinat revue par Sylvie Cauville.

#### Moulage du Sokar
Plus tard, à la troisième heure du jour, dans le temple, un prêtre au crâne rasé prend le vase en argent où reposait, depuis le douze (ou le quatorze) Khoiak, la boule de pâte servant à confectionner la figurine du Sokar. Le vase est déposé sur les genoux d'une statue de Nout, la déesse céleste considérée comme la mère d'Osiris. Les deux pièces du moule en or du Sokar sont apportées et posées à terre sur une natte de jonc. Le moule est badigeonné avec une huile et la pâte sacrée est versée à l'intérieur. Une fois le moule rempli et refermé, il est déposé sur un lit abrité dans un pavillon couvert jusqu'au dix-neuf du mois (Livre VI, 121-125).

« Alors un prêtre tondu s'assied sur un escabeau de bois de moringa, devant elle, couvert d'une peau de panthère, la boucle de lapis-lazuli véritable sur la tête. On place ce vase sur ses mains, et il dit : « Je suis Horus qui viens à toi, Puissante, je t'apporte ces choses de mon père. » On met le vase sur les genoux de la Grande qui enfante les dieux, puis on apporte le moule de Sokar […] Oindre son corps avec de l'huile douce de moringa. On dépose le contenu de ce vase à l'intérieur. Alors que la partie avant du moule est sur le sol, sur une natte de jonc, on y met le contenu de ce vase et l'on place la partie arrière du moule sur elle. »

— Rituel des mystères, Livre VI, col. 122-124 (extraits). Traduction d'Émile Chassinat revue par Sylvie Cauville.

### Journées du seize au dix-neuf Khoiak

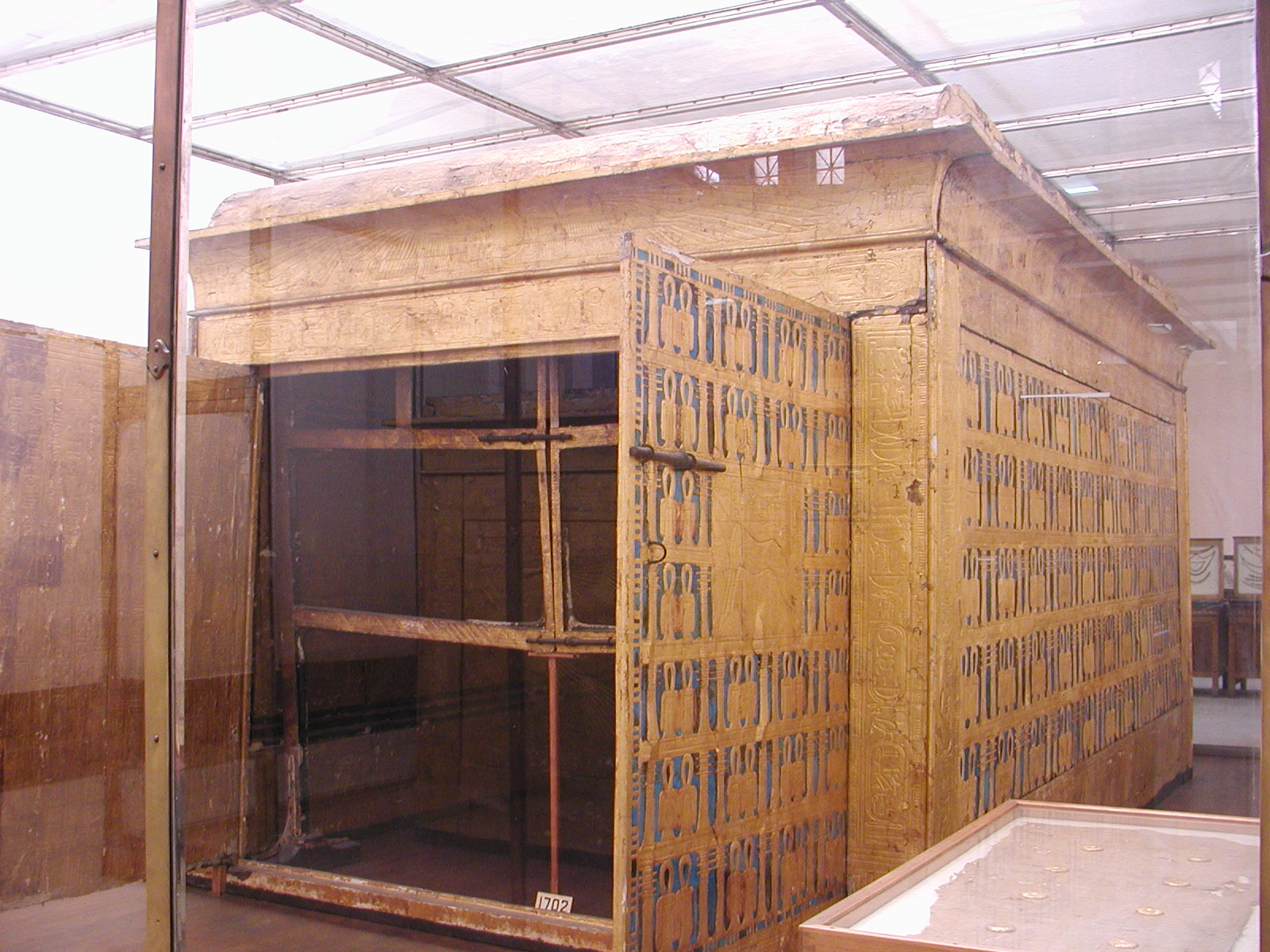
Durant quatre jours, le moule du Sokar reposait dans un dispositif miniature de chapelles emboîtées analogues à celles du tombeau de Toutânkhamon.

Entre les seize et dix-neuf Khoiak, s'opère la reconstitution symbolique du corps démembré d'Osiris. Au sein d'une salle du temple, le moule du Sokar rempli de sa pâte sacrée repose sur un lit funéraire en or mesurant une coudée deux palmes de longueur (67 cm), la tête tournée vers le nord. Le seuil de la salle est gardé par deux statuettes de Hou et de Sia, personnifications du verbe et de l'omniscience du dieu créateur Atoum-Rê. Le lit est placé dans la chambre heneket nemmyt longue de 1,57 m, large de 1,05 m et haute de 1,83 m, fabriquée avec du bois d'ébène noir plaqué d'or. Cette chambre est elle-même placée sous un pavillon rectangulaire comportant quatorze colonnes en bois reliées entre elles par des nattes de papyrus :

« Quant au pavillon couvert de toile, il est fait en bois de conifère et se compose de quatorze colonnes dressées sur le sol, dont le sommet et la base sont en bronze. Un revêtement de nattes de papyrus et de plantes l'entoure. Sa longueur est de sept coudées (= 367,5 cm), sa largeur, de trois coudées 1/2 (= 183,75 cm), sa hauteur, de huit coudées (= 420 cm). Il est recouvert d'étoffe à l'intérieur. »

— Rituel des mystères, Livre VI, col. 69-71. Traduction d'Émile Chassinat revue par Sylvie Cauville.

### Journée du dix-neuf Khoiak
Le dix-neuf Khoiak, à la troisième heure du jour, la figurine du Sokar est sortie du moule dans lequel elle reposait depuis le seize du mois. Afin de la sécher et de la durcir parfaitement, elle est déposée jusqu'au vingt-trois du mois sur un socle, en plein soleil. Cependant, pour qu'elle ne craquelle pas, elle est régulièrement ointe avec de l'eau parfumée :

« On retire alors ce dieu de l'intérieur du moule, on le place sur un socle d'or. On l'expose au soleil et on l'oint de myrrhe sèche et d'eau chaque jour jusqu'à ce que vienne le vingt-trois Khoiak. »

— Rituel des mystères, Livre VII, col. 125-126. Traduction d'Émile Chassinat revue par Sylvie Cauville.

### Nuit du vingt au vingt-et-un Khoiak

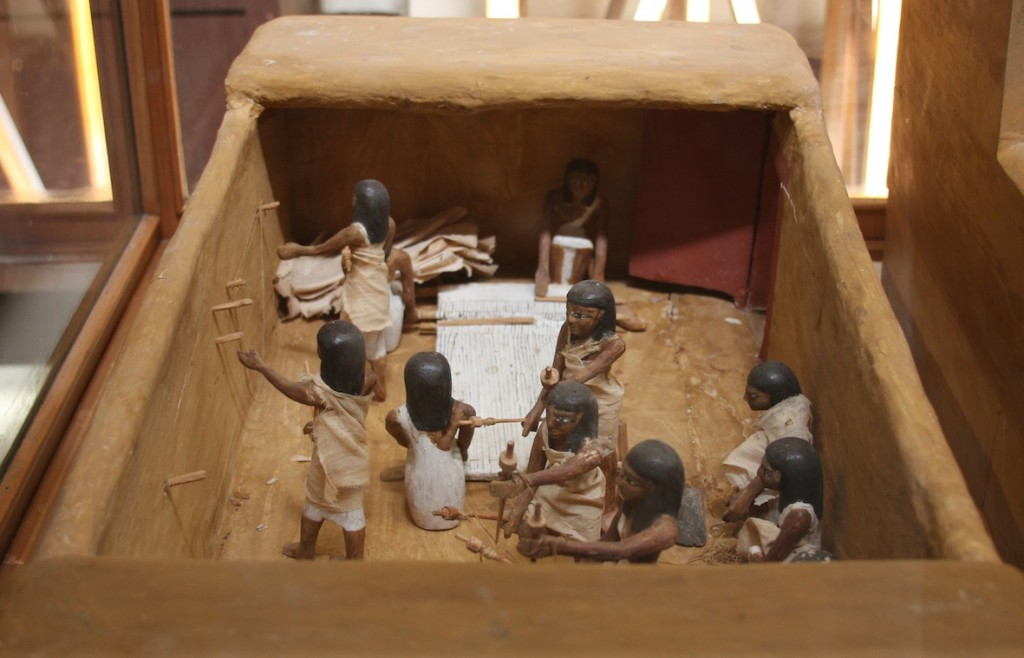
Maquette d'un atelier de tissage découvert dans la tombe de Méketrê, Musée de Louxor.

Le vingt Khoiak, à la huitième heure de la nuit, débute le tissage d'une pièce d'étoffe destinée à servir de linge funéraire pour les figurines sacrées. Le travail se poursuit durant tout un jour et se termine le lendemain, le vingt-et-un, à la même heure :

« Quant à la pièce d'étoffe d'un jour, elle est fabriquée du vingt au vingt-et-un Khoiak, ce qui fait vingt-quatre heures pour y travailler, de la huitième heure de la nuit à la huitième heure de la nuit. Sa longueur est de neuf coudées 1/3 (= 490 cm), sa largeur de trois coudées (= 157,5 cm) […] Quant à la corde pour la ligature du maillot, on la fait avec la pièce d'étoffe d'un jour, de même que le linceul de toile des deux compagnes »

— Rituel des mystères, Livre V, col. 50-52. Traduction d'Émile Chassinat revue par Sylvie Cauville.

### Journée du vingt-et-un Khoiak

#### Démoulage duKhentymentiou
Depuis le douze du mois, pour façonner la figurine du Khentymentiou, un mélange de sable et d'orge reposait dans un moule constitué de deux pièces en or. Le terreau était arrosé chaque jour afin de provoquer la germination des graines. Le vingt-et-un Khoiak, une fois les jeunes pousses apparues, les deux parties latérales de la figurine sont démoulées. Les deux blocs ainsi constitués sont ensuite réunis au moyen d'une résine à base d'encens et de quatre cordelettes. Le tout est laissé à sécher au soleil jusqu'à la cinquième heure du jour. Il est fait de même pour le « Lambeau divin » qui reposait dans la même cuve-jardin que le Khentymentiou.

« On retire ce dieu de l'intérieur du moule en ce jour et l'on met de la myrrhe sèche, un dében, sur chacune des parties dont il se compose. Placer l'un sur l'autre les deux flancs. Lier avec quatre cordelles de papyrus, savoir : une à sa gorge, l'autre à ses jambes, l'une à son cœur, l'autre à la boule de sa couronne blanche, selon ce modèle. L'exposer au soleil tout le jour. »

— Rituel des mystères, Livre VI, col. 111-113. Traduction d'Émile Chassinat revue par Sylvie Cauville.

#### Étoffe funéraire duSokar
Le vingt-et-un Khoiak est le jour où un morceau d'étoffe est tissé afin de doter la figurine du Sokar de son linge funéraire. Ce linge funéraire est symboliquement mis en relation avec la durée idéale de la momification humaine établie, selon Hérodote, à exactement soixante-dix jours, une durée calquée sur celle de l'embaumement par Anubis du corps démembré d'Osiris. Durant cette période, le cadavre reposait dans un bain de natron puis était lavé et enveloppé de bandelettes :

« Quant au vingt-et-un Khoiak, c'est le jour de faire le travail de l'étoffe d'un jour, parce que c'est le cinquantième jour de l'atelier d'embaumement, un jour comptant pour dix, et parce qu'on fait l'étoffe d'un jour pour les cinquante jours de l'atelier d'embaumement. »

— Rituel des mystères, Livre V, col. 93. Traduction d'Émile Chassinat revue par Sylvie Cauville.
La momification du Sokar s'étend symboliquement entre le seize Khoiak (mise au moule de la pâte sacrée) et le vingt-trois Khoiak (fin du séchage de la figurine démoulée le dix-neuf), soit une durée de sept jours correspondant aux soixante-dix jours attribués au remembrement du corps d'Osiris (7 x 10 = 70). La journée du vingt-et-un, la cinquième du processus rituel de Khoiak, est par conséquent mise en relation avec la cinquantième journée (5 x 10 = 50).

### Journée du vingt-deux Khoiak

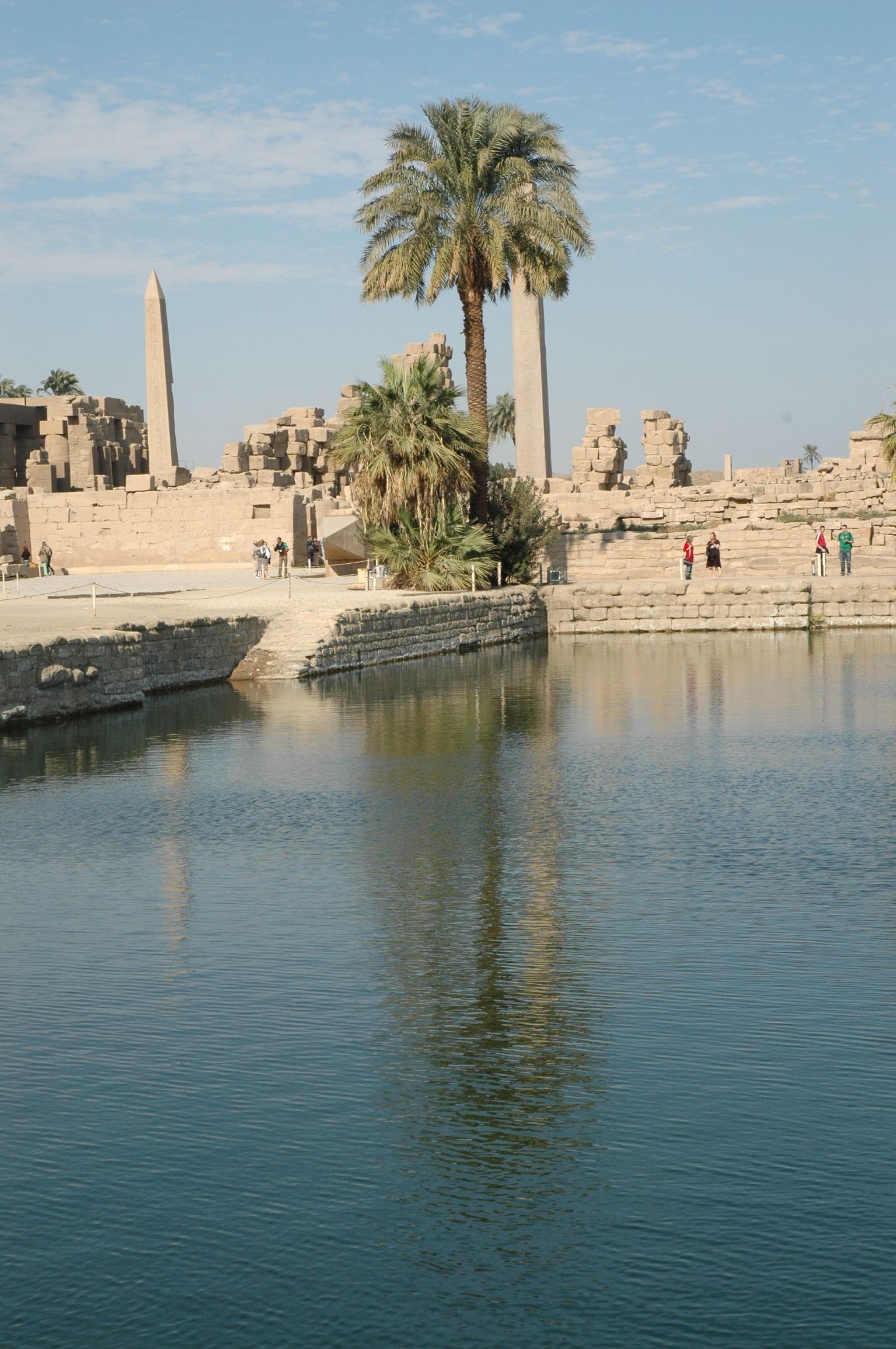
Vue sur le lac sacré de Karnak.

Le vingt-deux Khoiak, à la huitième heure du jour, se déroule une procession nautique sur le lac sacré situé dans l'enceinte du temple. Cette célébration met en jeu trente-quatre barques en papyrus, des maquettes longues de une coudée deux palmes (67 cm) qui transportent les statues des dieux Horus, Thot, Anubis, Isis, Nephtys, celles des quatre enfants d'Horus et celles de vingt-neuf autres divinités mineures. La flottille est illuminée d'un total de trois cent soixante-cinq lampes qui symbolisent les jours de l'année. Le texte du Rituel des mystères ne le mentionne pas expressément, mais il est possible que cette navigation vise à rejouer le cortège funèbre d'Osiris par la présence sur une barque de la figurine végétale du Khentymentyou ; le passage sur l'eau marque l'entrée du dieu dans le monde des défunts. À la fin de la navigation, les statues divines sont enveloppées dans des étoffes et déposées dans la Shentyt, la « chapelle mystérieuse », en fait une salle du temple consacrée aux mystères osiriens et où la figurine du Sokar est conservée durant une année. La liste des dieux participant à la navigation est mentionnée par le Livre III (colonnes 73-78) mais est cependant lacunaire à cause des outrages du temps.

« Leur faire la navigation le vingt-deux Khoiak, à la huitième heure du jour. Il y a de nombreuses lampes à côté d'eux, ainsi que les dieux qui les gardent, chaque dieu étant désigné par son nom […] Cela vaut pour les trente-quatre barques pareillement. »

— Rituel des mystères, Livre II, col. 20-21. Traduction d'Émile Chassinat revue par Sylvie Cauville.

### Journées du vingt-deux au vingt-six Khoiak

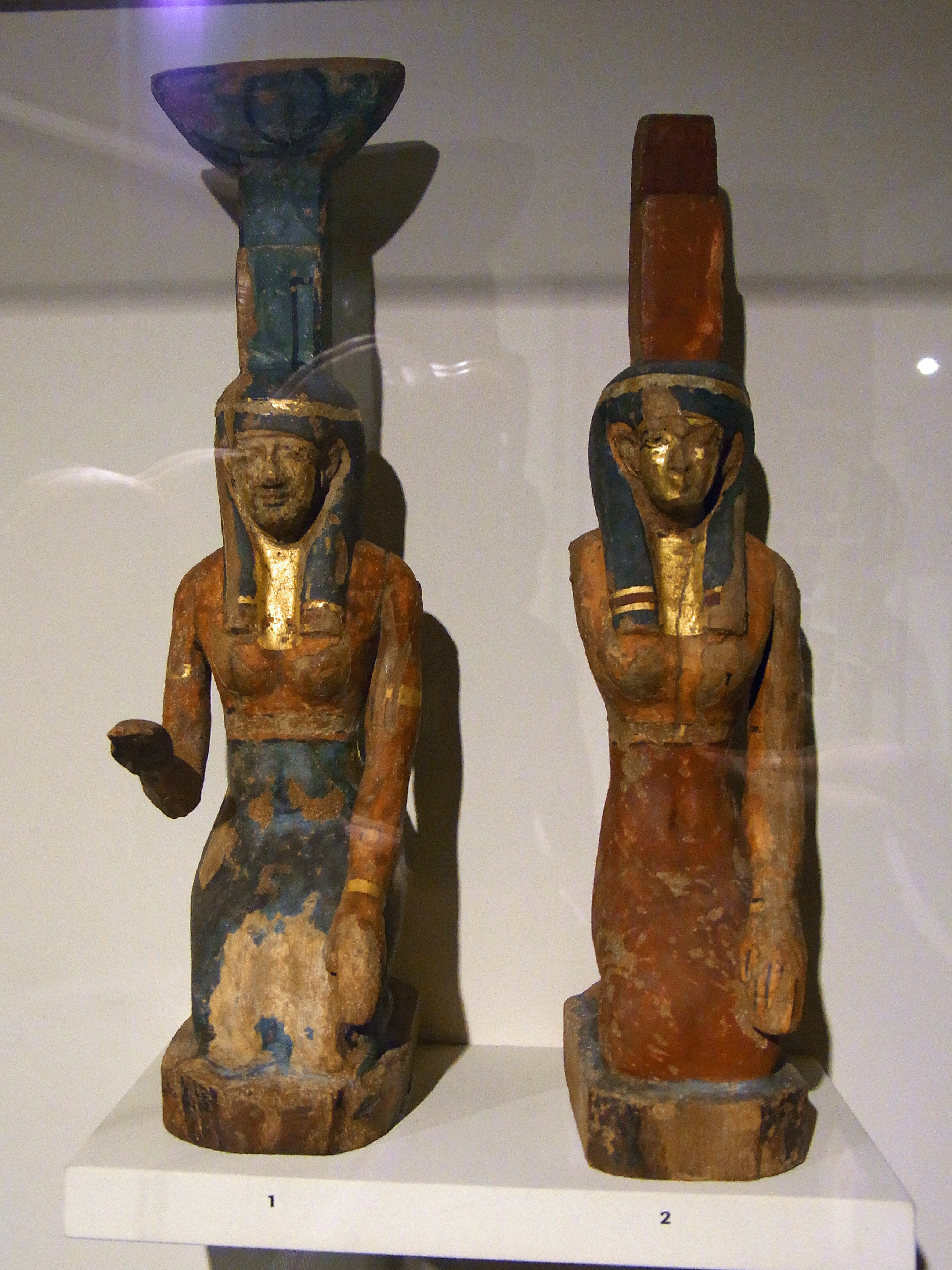
Statuettes de Nephtys et Isis (Musée de l'Université de Tübingen).

Plusieurs papyrus de l'époque ptolémaïque nous renseignent sur le fait que des hymnes étaient psalmodiés entre les vingt-deux et vingt-six Khoiak. Il s'agit de lamentations funéraires destinées à hâter le retour à la vie d'Osiris. Une notice introductive rapporte qu'elle est mise en œuvre « au cours de chaque fête d'Osiris, à l'occasion de toutes ses sorties en procession dans le pays, célébrées dans les sanctuaires d'Égypte afin de glorifier son âme (ba), de maintenir l'intégrité de son cadavre, de faire resplendir son âme-ba ». Les hymnes sont prononcés par les sœurs jumelles Isis et Nephtys, les « deux oiselles-milan » incarnées par deux jeunes et belles officiantes : « On doit aller chercher deux femmes au corps pur, qui n'aient point enfanté, épilées, la tête ceinte de […], un tambourin dans leurs mains, dont les noms aient été inscrits sur leurs épaules [pour les identifier à] Isis et Nephthys ». Certaines lamentations s'étendent sur les cinq journées en question comme les « Stances des deux-oiselles », d'autres sont limitées à un jour. Il en allait ainsi du vingt-cinq Khoiak où les deux officiantes devaient se tenir assises sur le sol devant les vantaux de la cour du temple, tête baissée, une aiguière et du pain dans les mains. Les prêtresses prennent la parole à tour de rôle ou en duo. Elles pleurent Osiris et appellent son âme à venir habiter les corps de substitution que sont les figurines sacrées.
Jeune homme parfait, viens vers ton domaine.

Longtemps, longtemps que nous ne t'avons pas contemplé ! […]

Jeune homme parfait, qui est parti avant terme,

Celui qui rajeunit prématurément, […]

Puisses-tu venir à nous dans ton apparence antérieure,

Afin que nous t'embrassions, sans que tu t'éloignes de nous,

Celui au beau visage, qui suscite un immense amour, […]

Celui dont le corps était engourdi quand il fut emmailloté,

Viens en paix, veux-tu, notre maître, afin que nous te contemplions !

Afin que les deux sœurs s'unissent à ton corps, alors même qu'il n'y a plus d'activité en toi

[…]le mal étant réduit à l'état de celui qui n'est pas venu à l'existence,

Nos têtes sont recourbées sur nous-mêmes. […]

Puisses-tu parcourir le ciel et la terre dans ton apparence antérieure,

Étant le taureau des deux sœurs. […]
— Extraits de la cérémonie des deux oiselles-milan. Traduction de Pascal Vernus

### Journée du vingt-trois Khoiak

#### Visage duSokar
Le vingt-trois Khoiak, à la troisième heure du jour, la figurine du Sokar est déposée sur un socle de granit et son visage est peint. Elle reste ensuite au soleil durant deux heures pour permettre le séchage des couleurs. On la dépose ensuite sur une natte de roseaux : 

« Sa face est peinte en ocre jaune, ses mâchoires en couleur turquoise, son œil comme des yeux incrustés, sa perruque en lapis-lazuli véritable, sa crosse et son flagellum aux couleurs de toutes les pierres précieuses véritables. On l'expose au soleil pendant deux heures. »

— Rituel des mystères, Livre VI, col. 127-128. Traduction d'Émile Chassinat revue par Sylvie Cauville.

#### Amulettes duSokar

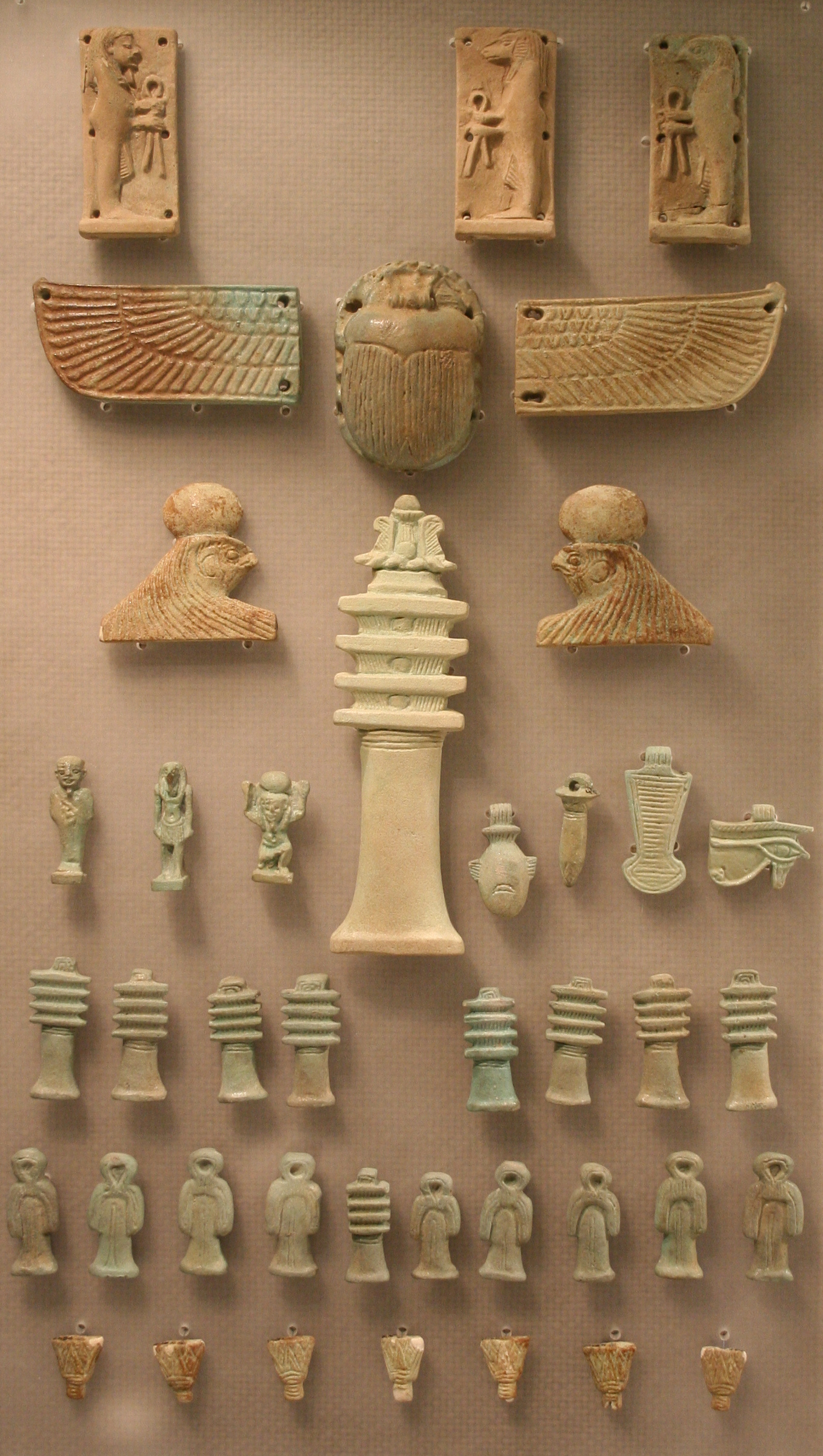
Amulettes égyptiennes (Musée égyptien de Leipzig).

Le même jour ont lieu les derniers apprêtements du linge funéraire de cette même statuette. Des étoffes destinées à l'emmaillotement sont purifiées et séchées. Sur un de ces linges sont peints les quatre enfants d'Horus. Du vin d'embaumement est mis à cuire. Le Sokar est alors enveloppé de ses bandelettes funéraires et magiquement protégé par quatorze amulettes protectrices :

« On l'enveloppe des quatre bandelettes faites avec le tissu funéraire. On l'oint d'onguent. On met le […] sur sa partie antérieure. On l'enveloppe d'une étoffe. On l'oint d'onguent. On lui met ses amulettes, quatorze amulettes, comme il est prescrit dans la « Règle de l'embaumement ». »

— Rituel des mystères, Livre VII, col. 152-153. Traduction d'Émile Chassinat revue par Sylvie Cauville
La liste de ces amulettes est donnée par le Livre V ; il s’agit des quatre enfants d'Horus en cornaline, de quatre piliers Djed en lapis-lazuli, d'un babouin et d'un lion de basalte, d'une figurine d'Horus en lapis-lazuli, d'une figurine de Thot en jaspe et de deux yeux Oudjat en lapis-lazuli. À Dendérah, une liste gravée dans l'embrasure de l'entrée de la troisième chapelle occidentale de l’Osiréion, indique toutefois une liste idéale de cent quatre amulettes. Ces chiffres sont évidemment théoriques (14 pour 104) car dans la pratique, du fait de la petite taille des figurines, même le nombre de quatorze n'était pas respecté. Il semble qu'un libre choix était laissé aux officiants à partir de la grande liste. Sur deux statuettes découvertes lors de fouilles dans la région thébaine en 1905 par Louis Lortet et Claude Gaillard, sur l'une ne figurait qu'un scarabée et cinq uræus de cire et sur l'autre que les quatre enfants d'Horus et un scarabée.

### Journée du vingt-quatre Khoiak

#### Seconde procession de l'Ouverture du Sanctuaire
Le matin du vingt-quatre Khoiak, se tient pour la seconde fois la fête funéraire du Oun per, « Ouverture du Sanctuaire », déjà célébrée une première fois dans la matinée du seize Khoiak. La figurine emmaillotée du Sokar est déposée dans une barque portative. Puis, sous la conduite d'Anubis, elle est conduite en procession à travers le temple, dans ses alentours et dans la nécropole (Rituel des mystères, Livre V, 83).

#### Obsèques duSokar
Durant la neuvième heure de la nuit du vingt-quatre Khoiak, la figurine du Sokar, qui avait été emmaillotée la veille, est enfermée dans un coffre en bois de cèdre puis déposée dans la Shetyt heret, le « Tombeau supérieur », probablement une salle du temple (à Dendérah, ce lieu est selon toute vraisemblance la deuxième chapelle occidentale de l’Osiréion où deux niches ont été aménagées dans les murs) ; elle y reposera jusqu'au vingt-quatre Khoiak de l'année suivante.
La figurine de l'année passée bénéficie, quant à elle, de nouvelles bandelettes et de nouveaux rites funéraires destinés à la vivifier. Elle est ensuite déposée sur des branches de sycomore dans une barque portative où elle reste jusqu'au trente du mois en attente de son inhumation définitive dans la nécropole sacrée (Rituel des mystères, Livre VI, 128) :

« Retirer l'effigie divine de l'année précédente. Couper l'enveloppe qui est sur elle ; appliquer les quatre bandelettes et le linceul du maillot divin. Ce dieu y est enseveli selon tous les rites de l'ensevelissement, tels qu'ils figurent au Livre de l'enterrement. il est déposé sur des branchages de sycomore à la porte de la salle de Busiris la Haute, à l'intérieur du coffre-reliquaire, jusqu'à ce que vienne le dernier jour de Khoiak. »

— Rituel des mystères, Livre VI, col. 129-131. Traduction d'Émile Chassinat revue par Sylvie Cauville
La même nuit, le Khentymentiou et le « Lambeau divin » de l'année précédente sont oints et emmaillotés dans de nouveaux linges funéraires et placés séparément dans deux coffres de sycomore dans lesquels ils seront définitivement enterrés le trente du mois (Livre II, 22-23 et Livre VI, 114-115).

Figurine sacrée (Basse époque)
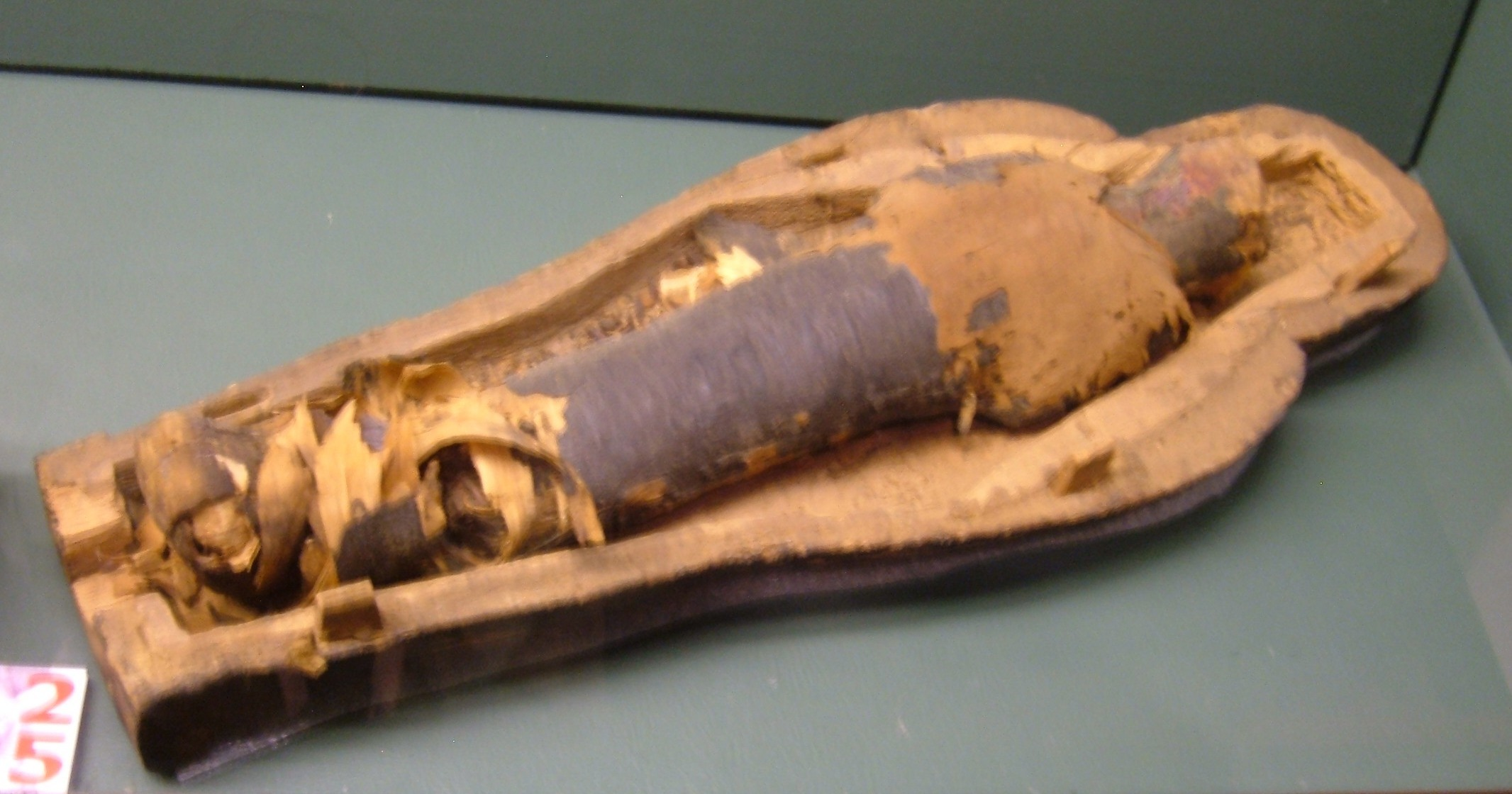
Figurine sacrée momifiée déposée dans son cercueil (Musée rosicrusien de San José).
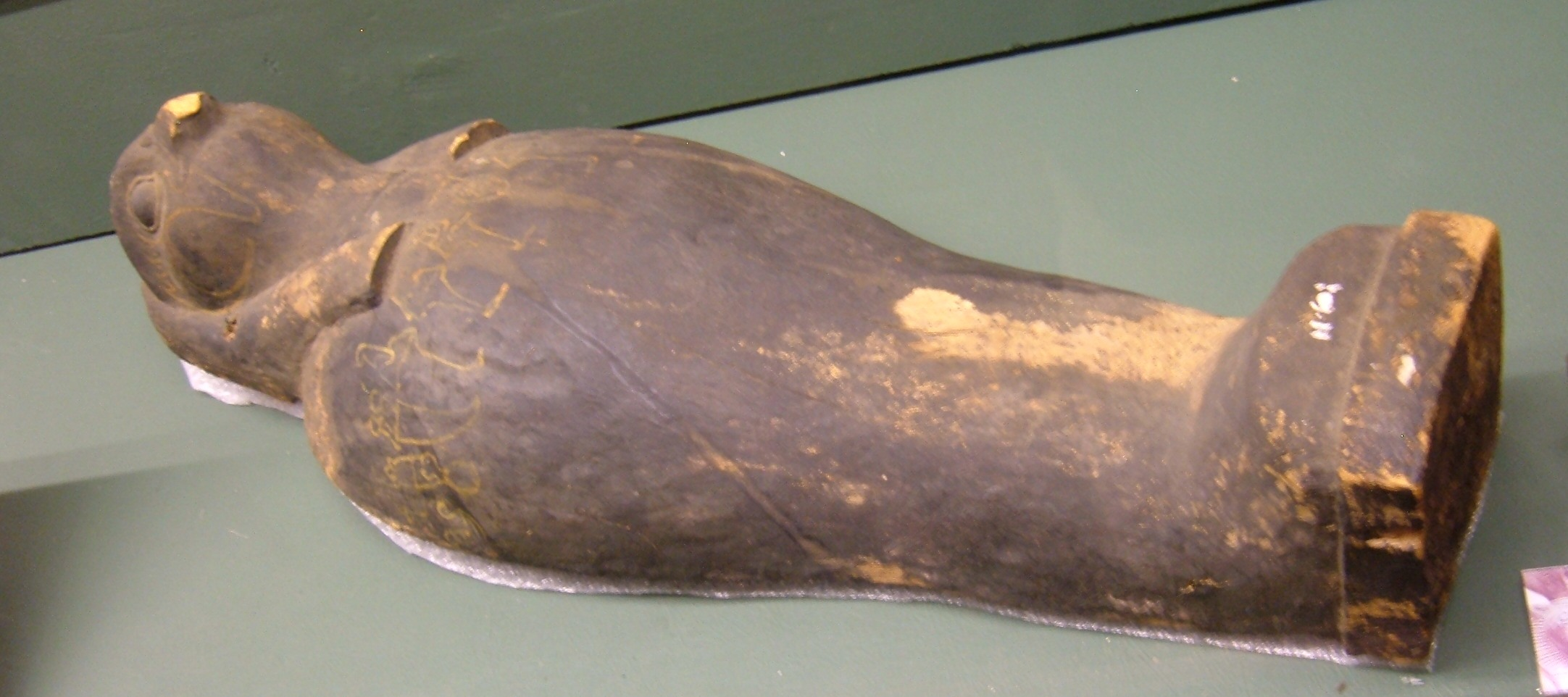
Couvercle de son sarcophage à tête de faucon sokarien.

### Journées du vingt-quatre au trente Khoiak

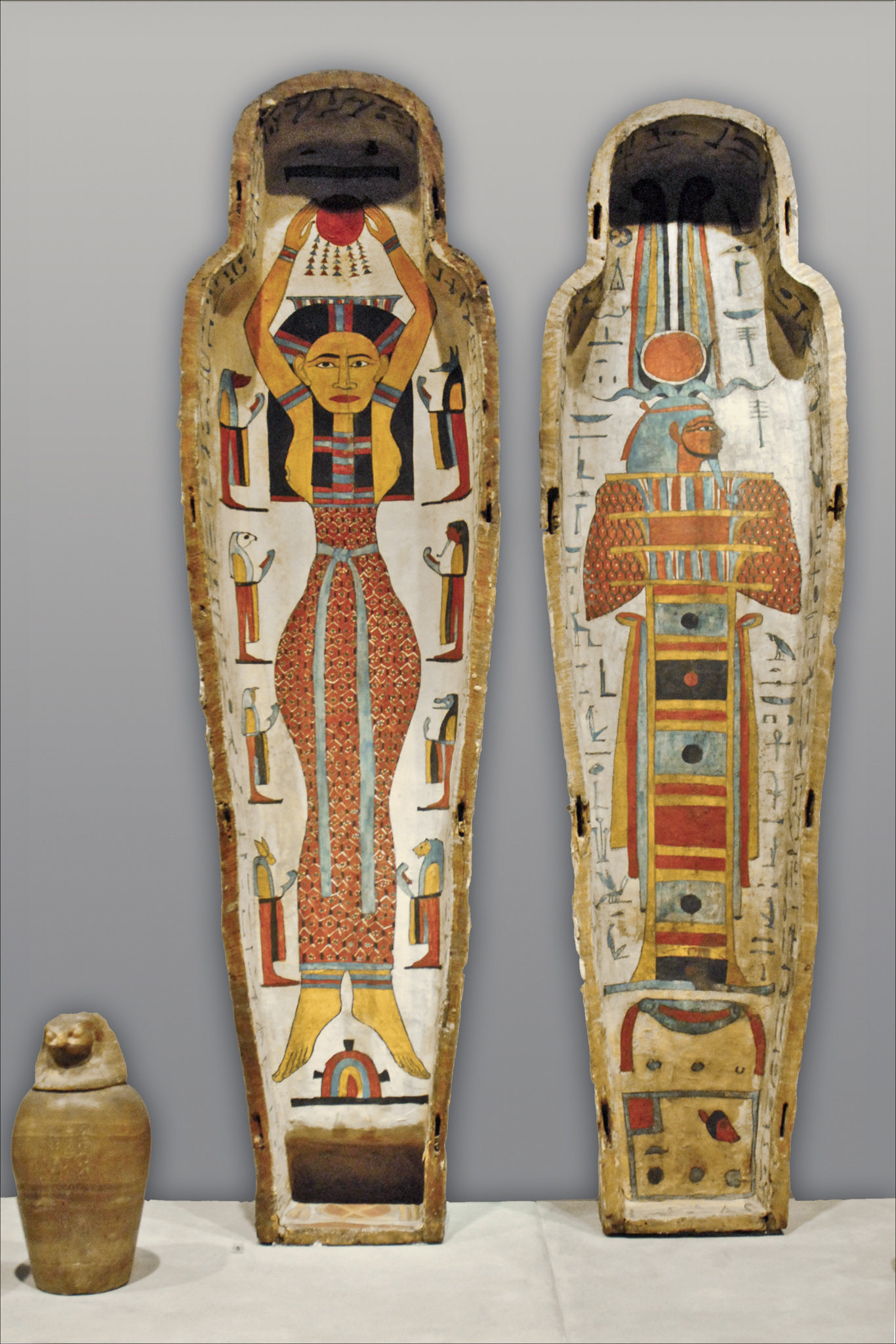
Faces internes du sarcophage de la dame Isetenkheb ; à gauche Nout, à droite Osiris (Musée des Beaux-Arts de Lyon).

L'intervalle de temps entre l'inhumation des trois nouvelles figurines, le vingt-quatre Khoiak (dans une salle du temple pour une durée d'un an) et l'enterrement définitif des trois anciennes, le trente Khoiak (dans une nécropole spécialement dédiée), est d'une semaine. Durant ces sept jours, la figurine du Sokar, image du dieu Osiris, est déposée sur des branches de sycomore, un arbre sacré dédié à Nout. Cette déesse est la personnification du ciel nocturne et la mère d'Osiris. Cet état de repos est empreint d'un fort symbolisme ; un jour comptant pour un mois, les sept jours représentent les sept mois de la gestation du dieu dans le ventre de sa mère :

« Quant à chacun de ces sept jours que ce dieu passe après la fête de l'ensevelissement sans qu'on l'enterre, depuis le vingt-quatre Khoiak jusqu'au dernier jour du mois, alors que ce dieu repose sur des branchages de sycomore à la porte de Busiris la Haute, c'est pour les sept jours qu'il demeura dans le ventre de sa mère Nout, lorsqu'il fut conçu en lui : un jour est pour un mois, les branchages de sycomore pour représenter Nout. »

— Rituel des mystères, Livre V, col. 97-98. Traduction d'Émile Chassinat revue par Sylvie Cauville.

### Journée du vingt-cinq Khoiak

#### Enseignes-medou

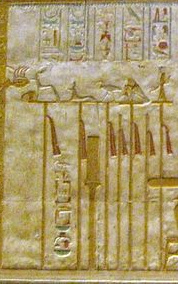
Enseignes sacrées conservées à Abydos (bas-relief du temple funéraire de Séthi Ier).

Pour la journée du vingt-cinq Khoiak, il est prescrit de sortir les enseignes (medou) hors du tombeau (Shentyt) où elles étaient conservées depuis un an. Ces dernières sont conservées jusqu'au vingt-neuf Khoiak puis sont définitivement enterrées dans la nécropole le jour suivant. Les enseignes (medou) sont des bâtons sacrés de la taille d'un homme, surmontés de la tête, humaine ou animale, de la divinité qu'ils représentent. Pratiquement tous les dieux égyptiens d'importance sont dotés de pareilles enseignes. Lors des processions, ces enseignes sont portées par des prêtres par-devant les statues divines ou les barques sacrées. Dans ce cas, ces enseignes sont des miniatures qui appartiennent aux figurines de l'année précédente en tant que matériel funéraire. Elles sont enlevées de leur tombeau provisoire et accompagnent les figurines sacrées périmées dans la nécropole où elles sont, elles aussi, enterrées.

« On entre dans la chapelle mystérieuse le vingt-cinq Khoiak. On transporte les emblèmes de l'année précédente hors de la chapelle mystérieuse. On les dépose sur un support dans un coffre-reliquaire jusqu'au 29e jour. »

— Rituel des mystères, Livre VII, col. 158-159. Traduction d'Émile Chassinat revue par Sylvie Cauville.

#### Cérémonie du « piochage de la terre »
La cérémonie du khebes-ta ou « piochage de la terre » est étroitement liée au jugement des morts devant le tribunal de l'au-delà et au refoulement des ennemis. Il est probable que pour chaque défunt, les rites de la momification s'achevaient par une mise en scène du jugement lors d'une veillée nocturne. La vie du défunt était examinée en détail et un jugement favorable lui redonnait sa respectabilité sociale en faisant de lui un digne ancêtre. D'après le chapitre dix-huit du Livre des Morts, la cérémonie du « piochage de la terre » a pour origine le jugement favorable rendu à Osiris par les juges de Bousiris. Il s'agit manifestement aussi d'un rite d'abattage en lien avec des rituels d'offrande :

« Ô Thot qui justifie Osiris contre ses ennemis, puisses-tu justifier N contre ses ennemis dans le grand tribunal qui se trouve dans la grande excavation (khebes ta) de Bousiris, cette nuit où la terre fut creusée (khebes ta) de leur sang et Osiris justifié contre ses ennemis. « Le grand tribunal qui se trouve dans la grande excavation de Bousiris » signifie : les acolytes de Seth sont venus après s'être transformés en chèvres. Ils furent alors tués en présence de ces dieux et leur sang s'écoula d'eux ; on les remit aux habitants de Bousiris. »

— Livre des Morts, extrait du chap. 18. Traduction de Jan Assmann.

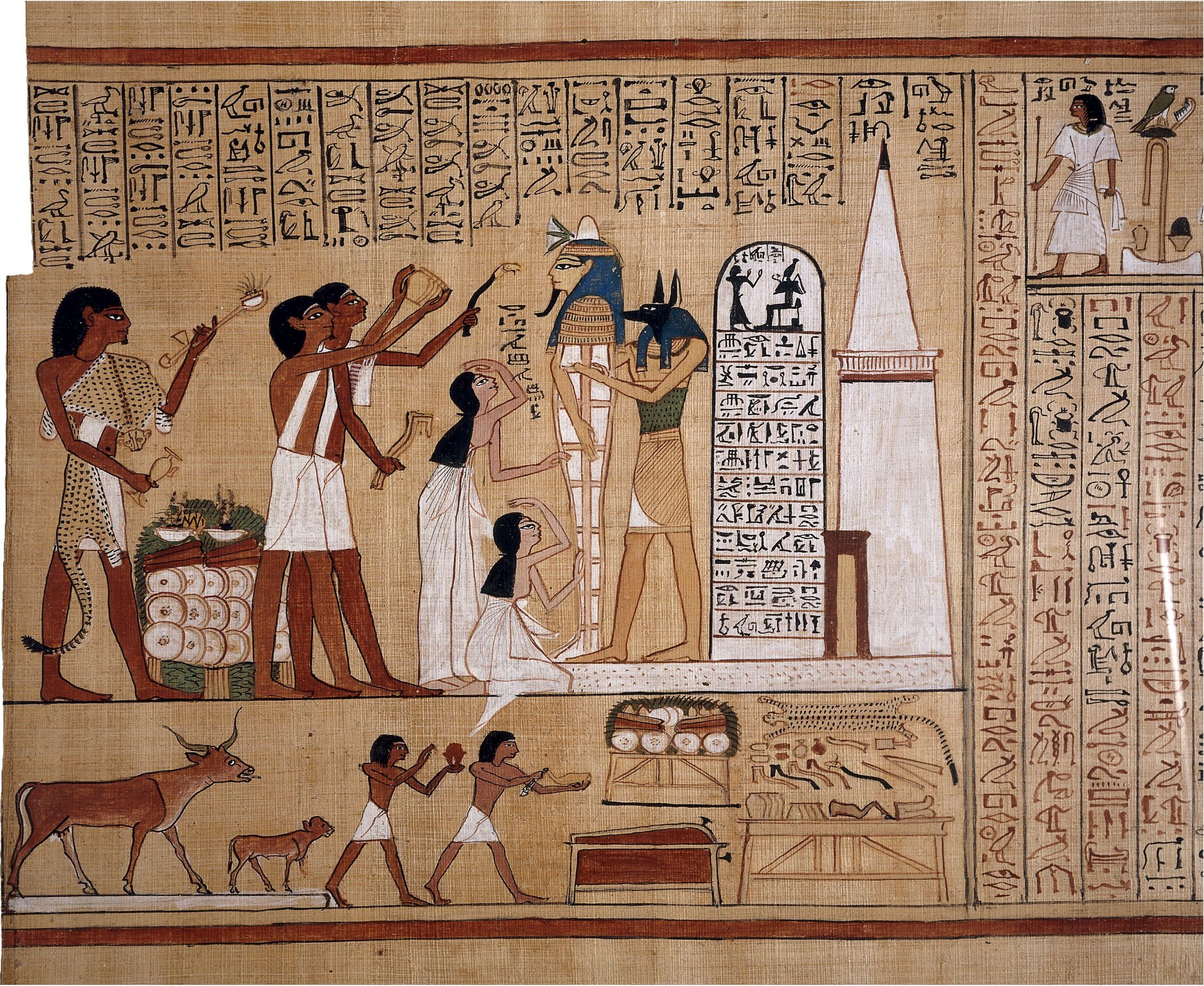
Scène de l'ouverture de la bouche du Papyrus de Hounéfer (British Museum).

Un papyrus daté du début de l'époque ptolémaïque, le Cérémonial de Glorification d'Osiris, décrit les rites funéraires mis en œuvre le vingt-cinq Khoiak et dans la nuit du vingt-cinq au vingt-six. Il s'agit d'une commémoration des actes bénéfiques que les dieux firent pour Osiris. Anubis y joue un rôle de premier plan en tant que momificateur et Thot en tant que prêtre ritualiste garant de la bonne tenue des cérémonies destinées à vivifier l'âme d'Osiris :

« […] quand ce désastre se produisit pour la première fois, on te construisit un lieu-saint à Bousiris pour ta momification et pour rendre ton odeur agréable. On fit qu'Anubis soit pour toi dans l'officine d'embaumement (ouabet) afin d'y accomplir ses rites et que moi et ta sœur Nephtys allumions la torche à l'entrée du lieu-saint. Alors Seth fut chassé comme l'oiseau ousha et Anubis sortit du territoire de l'officine d'embaumement pour abattre tous tes ennemis. Les pleureuses, pour toi, firent retentir leurs lamentations et ton fils Horus abattit les rebelles en jetant le lien sur Seth.
Les dieux se tenaient debout en gémissant, à cause du grand malheur qui t'était arrivé. Ils firent monter leurs plaintes jusqu'au ciel, pour que Ceux-qui-sont-dans-l'horizon entendent la déesse en deuil se lamenter. Lorsqu'ils virent ce que ce Mauvais t'avait fait, Thot vint se tenir à l'entrée de l'officine de l'embaumement en psalmodiant ses formules rituelles. Ainsi il vivifie ton âme ba, chaque jour ! »

— Glorification d'Osiris (extrait). Traduction de Jean-Claude Goyon.
Cet exposé des rituels se poursuit en évoquant les actions entreprises par Horus en tant que fils et héritier d'Osiris lors des rituels de l'Ouverture de la bouche. Osiris est proclamé victorieux de ses ennemis :

« On accomplit pour toi le grand piochage de la terre et on te convoya le 25e jour du 4e mois de l'inondation, quand tu sortis la nuit, les enfants d'Horus te portant et Horus te précédant, la corde dans les mains. Tes chemins avaient été préparés, les pères divins et servants du dieu purifiés pour t'ouvrir la bouche par le rituel d'ouverture de la bouche, le prêtre-lecteur en chef et les prêtres-ouâb ont leurs livres de glorifications dans les mains et en font les récitations devant toi, le prêtre-sem t'ouvre la bouche en disant : Sokar dans la barque-henou est justifié ! Tes ennemis sont tombés ! »

— Glorification d'Osiris (extrait). Traduction de Jan Assmann.

#### Fête des oignons de Sokar

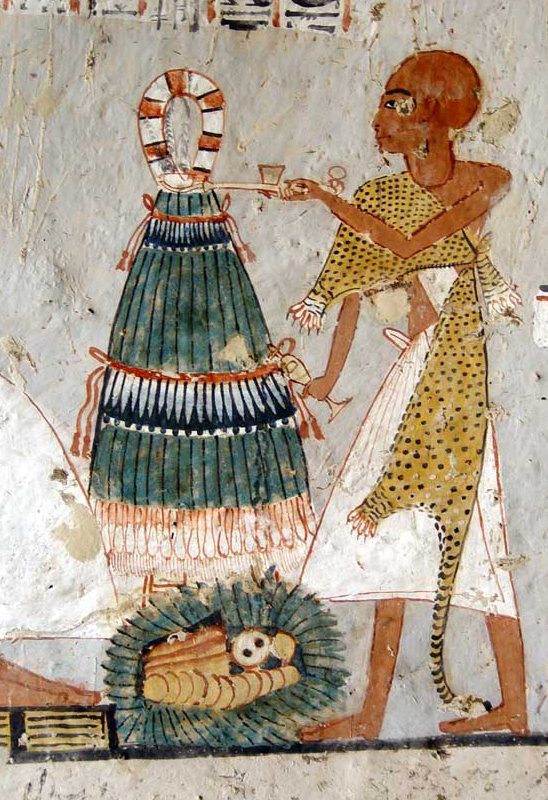
Offrande d'une tresse d'oignons par un prêtre à un ancêtre, tombe de Roy (Cheikh Abd el-Gournah).

Sous le Nouvel Empire, durant la nuit du vingt-cinq au vingt-six Khoiak, se déroule dans les nécropoles thébaines un rite basé sur une offrande d'oignons : la fête-netjeryt ou « fête de la divinisation ». L'oignon est un aliment très courant en Égypte antique. À ce titre, cette plante fait partie des offrandes de légumes livrées pêle-mêle aux dieux dans les temples. Lors de la fête-netjeryt, l'offrande est spécifique et se présente sous la forme de colliers artistiquement tressés. Le rituel se déroule uniquement dans les chapelles des tombes des particuliers, aussi ne connaît-on pas ce rite dans le cercle de la famille royale. À la tombée de la nuit, les prêtres du Ka et les familles se rendent dans les chapelles funéraires pour faire des libations d'eau et des fumigations d'encens. Jusqu'à l'aube du vingt-six Khoiak, les vivants confectionnent dans la nécropole des colliers d'oignons qu'ils nouent ensuite autour de leur cou ainsi que des tresses munies d'anses afin de pouvoir les transporter vers les sanctuaires dédiés au dieu Sokar. Durant cette nuit de veille, tous les ancêtres sont assimilés à Sokar et sont purifiés par les vertus curatives de l'oignon qui, dans l'esprit populaire, était considéré comme un des moyens les plus efficaces contre le mauvais œil et la maladie. La figurine du Sokar et par là-même tous les défunts qui lui sont assimilés, qui précédemment avaient subi le rituel de l'ouverture de la bouche, se voient définitivement gratifiés du souffle de vie. La présentation des colliers d'oignons représente le don d'un cœur nouveau, protecteur et lumineux.

### Matin du vingt-six Khoiak

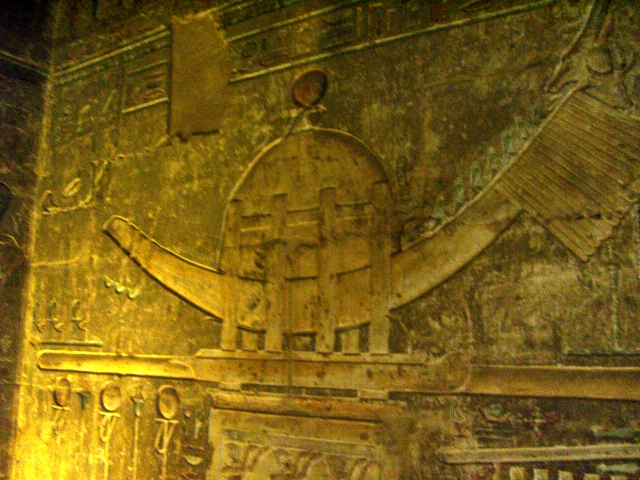
Barque processionnelle de Sokar (bas-relief du temple de Deir el-Medineh).

Bien que le vingt-six Khoiak ne soit pas évoqué dans le Rituel des mystères, cette journée est la plus importante et fameuse du mois. Dans toutes les villes du pays, des processions commémorent la renaissance du dieu Sokar, le faucon momifié, en un faucon renaissant et régénéré. Ce rituel national tire son origine de l'antique procession de Memphis, la peher, où depuis l'Ancien Empire, à l'aube de ce jour, la barque-henou du dieu Sokar est placée sur un traîneau afin d'accomplir le tour des murailles de la ville, portée par des officiants et sous les acclamations d'une foule joyeuse. Sous le Nouvel Empire, il n'est pas certain que ce rituel dédié à Sokar soit fondu dans les Mystères d'Osiris du mois de Khoiak. En effet, à Abydos, le programme décoratif du [[Temple funéraire de Séthi Ier (Abydos)|temple funéraire de Séthi Ier]] semble plutôt suggérer l'existence de deux cérémonies indépendantes durant Khoiak, l'une consacrée à Sokar, l'autre à Osiris, chacune comportant sa propre procession au départ du même édifice cultuel, mais depuis des chapelles intérieures différentes. Tel n'est plus le cas à partir de la Basse époque où les rites de Sokar sont intimement intégrés dans les mystères osiriens. C'est ainsi qu'à Edfou, par mimétisme avec Memphis, la procession suit le corridor peheret situé entre le temple d'Horus et le côté intérieur de son mur d'enceinte. À Médinet Habou, la procession fait de même en longeant les murs du temple, tandis qu'à Dendérah, la cérémonie se tient sur le toit-terrasse du temple d'Hathor depuis les chapelles orientales pour arriver jusqu'aux chapelles occidentales de l’Osiréion, la terrasse supérieure évoquant les murailles memphites. Durant le trajet, des animaux séthiens comme un taureau rouge, probablement des miniatures en cire, sont massacrés afin de symboliser la victoire des forces du bien sur celles du mal. À l'arrivée de la barque, le dieu Sokar-Osiris est couvert de louanges-doua Ousir où sont évoquées ses nombreuses formes locales (taureau, jeune homme, faucon, phénix, uræus, etc.)

« Le vingt-quatre Khoiak, procession d'Osiris pendant la nuit, faire une halte sur le pavillon du lac, faire tous les rites, parcourir le temple, faire une halte dans sa place. Le vingt-cinq Khoiak, quand arrive la douzième heure du jour, procession d'Osiris qui préside à l'Occident, atteindre le temple d'Horus, faire une halte dans la place d'éternité. Le vingt-six Khoiak, procession de Sokar à la première heure du jour jusqu'au temple d'Horus ; faire des libations, retourner au temple et y faire une halte. Procession d'Hathor maîtresse de Iounet et de son ennéade jusqu'au toit de la grande salle, faire l'union au disque, faire une halte en son sanctuaire : en tout une nuit et deux jours »

— Calendrier de l'hypostyle du temple d'Hathor. Traduction de Sylvie Cauville.

### Nuit et matinée du trente Khoiak

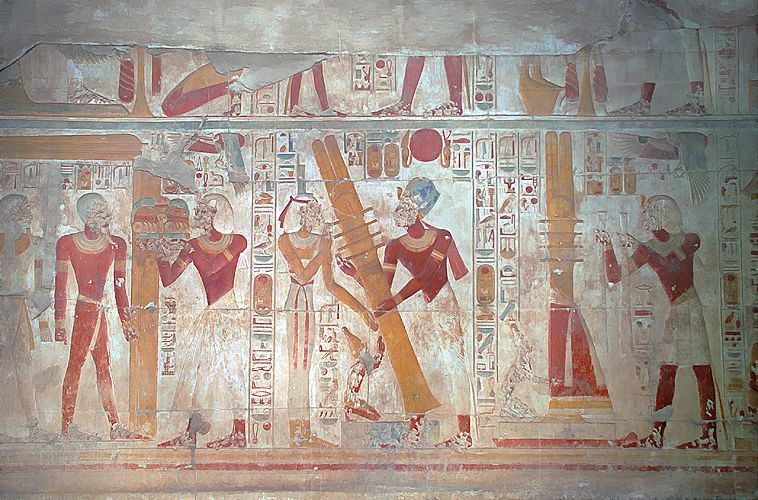
Rituel de l'érection du pilier Djed. Chapelle d'Osiris du temple funéraire de Séthi Ier à Abydos.

Les commémorations de Khoiak se terminent le trente, dernier jour du mois. À la neuvième heure de la nuit, les trois figurines moulées l'année précédente sont portées vers la nécropole et définitivement enterrées. Le tombeau consiste en une crypte située sous une butte sacrée plantée d'un ou plusieurs balanites, des arbres épineux produisant des fruits semblables aux dattes.
Lorsque le jour se lève, se tient la cérémonie du redressement du pilier Djed, un fétiche associé aux dieux funéraires Sokar, Ptah et Osiris et assimilé à l'épine dorsale de ce dernier. La nature exacte du Djed, attesté dans l'iconographie dès la préhistoire, n'est pas connue (gerbe de céréales stylisée ou tronc arbre ébranché). On sait toutefois que le fétiche évoque les notions de stabilité et de durée. Le pilier, au pied et à la tête évasés, est surmonté de quatre éléments plats apparemment emboîtés les uns sur les autres. Souvent, le Djed est anthropomorphisé en étant doté d'yeux et de bras. À l'aube du trente Khoiak, un pilier Djed de grande taille est dressé sur un piédestal par le pharaon en personne, soit seul, soit assisté par des prêtres ; le souverain jouant le rôle d'Horus, fils et héritier d'Osiris ainsi que triomphateur de Seth, le meurtrier du dieu. Cette cérémonie est peut-être originaire de la ville de Busiris (dont le nom égyptien Djedou s'écrit hiéroglyphiquement avec un ou deux Djed) mais est aussi attestée très tôt à Memphis en lien avec Ptah.

« Quant au dernier jour de Khoiak, érection du pilier-djed à Busiris, jour de l'enterrement d'Osiris, dans la Butte des plantes-nebeh, dans la crypte qui est sous les balanites, parce que c'est en ce jour que furent amenées les reliques d'Osiris, après l'ensevelissement d'Osiris. Ériger le pilier-djed [...] Le dresser quand il est enveloppé. »

— Rituel des mystères, Livre V, col. 95-97. Traduction d'Émile Chassinat revue par Sylvie Cauville.

## Symbolisme des ingrédients des figurines sacrées
Dans l'esprit des anciens Égyptiens, les végétaux, les minéraux et les êtres vivants (animaux ou humains) sont des émanations issues des dieux. C'est ainsi que plusieurs mythes expliquent l'origine des choses comme étant de la salive, des larmes, du sang ou du sperme divin tombé à terre lors d'événements survenus dans le vécu des dieux. Durant le mois de Khoiak, quand les prêtres arrosent l'orge des « Osiris-végétants » ou quand ils mélangent les divers ingrédients destinés à former la pâte du Sokar, se met en place un processus long et complexe, un Grand-Œuvre, assimilé à la gestation du dieu Osiris dans le ventre de sa mère Nout. Les ingrédients sont pesés avec soin et méticulosité en présence de la statue de Chentayt. Ils sont ensuite associés dans un ordre précis, chaque produit étant en lui-même une information mythique et une part de la divinité d'où il émane. Mélanger ces ingrédients revient ainsi à connecter les mythes entre eux, à invoquer les puissances divines et à les encourager à agir sur terre pour le bien-être du peuple égyptien.

### Eau de la crue du Nil

#### Eau rituelle

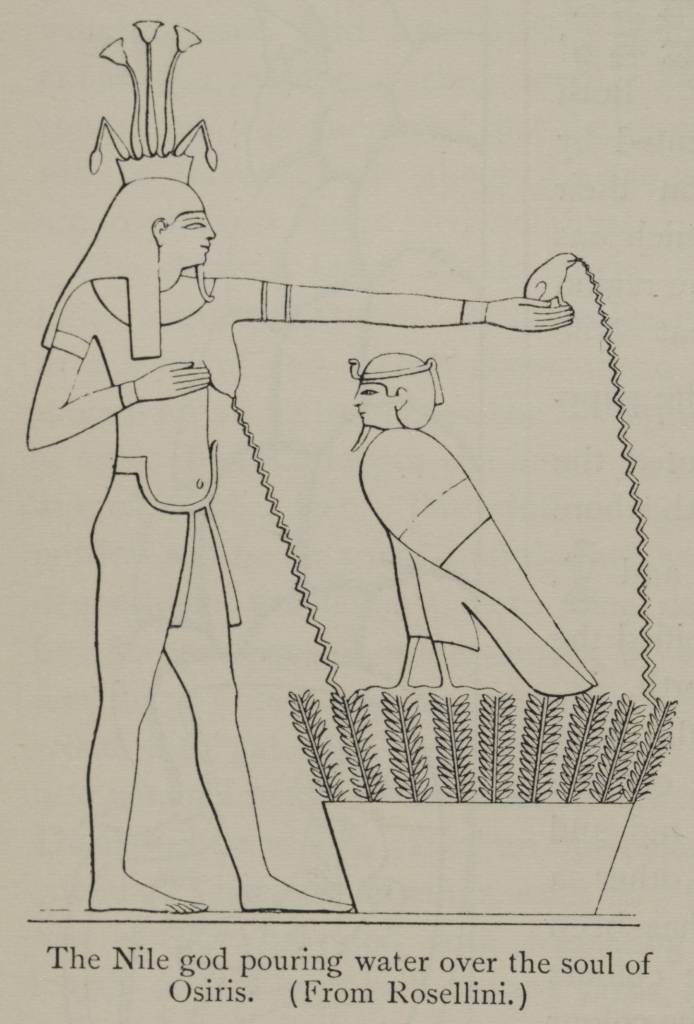
Sur l'île de Biggeh, Hâpy abreuve d'eau le bosquet où niche l'âme-ba d'Osiris (illustration du temple de Philæ).

Avec l'orge et la terre, l'eau issue de l'inondation du Nil est l'un des principaux ingrédients entrant dans la composition des figurines sacrées. Durant neuf jours, du douze au vingt-et-un Khoiak, le Khentymentiou est régulièrement arrosé afin de faire germer ses pousses. Il en va de même pour le Lambeau divin. Quant au Sokar, sa pâte est rendue ductile en y incorporant des dattes et de l'eau. De plus, durant tout le déroulement des Mystères, l'eau joue un grand rôle lors des libations offertes à Osiris et aux autres dieux invoqués lors des moments forts de ces journées sacrées. Cette eau rituelle était puisée par les officiants dans le lac sacré du sanctuaire ou dans un canal proche du temple. Pour montrer que l'ensemble de la nation égyptienne participe à ces cérémonies, une frise du soubassement de l’Osiréion de Dendérah (chapelle médiane ouest) donne à voir une procession de quarante-deux génies Hâpy, un pour chaque nome du royaume. Chacun d'eux effectue une libation sur un autel chargé d'aliments. Chaque libation porte un nom spécifique, celui de la crue qui inonde le canal spécifique au nome ; par exemple « la crue hebebet issue du canal Ougy » pour le IIIe nome de Haute-Égypte ou « la crue âka débordant du canal Bâh » pour le Ve nome de Basse-Égypte. Toutes ces libations sont destinées à Osiris et sont présentées par Pharaon afin de hâter la reconstitution du corps osirien démembré et, par là même, de stimuler la renaissance du monde végétal qui apporte au pays de bonnes récoltes, l'harmonie religieuse et la paix sociale :

« Ils sont en vie eux tous, ils se tiennent devant toi portant l'eau-du-renouveau pour revigorer ton cœur avec les libations, tu reçois le pain de leurs mains, tu en manges. […] tu fais grossir leurs céréales, l'abondance se répand à travers le pays, tu approvisionnes les greniers en provendes, tu pourvois les sanctuaires, tu pourvois largement les lieux de cultes en nourritures, tu inondes d'offrandes l'autel des Dieux-Gardiens, tu approvisionnes les tables d'offrandes (...) en pain, viande et bières, tu établis l'Égypte sous le pouvoir d'Horus en apportant les produits de la terre au sanctuaire de celui-ci. Tes fêtes seront durables sans fin et éternellement, tes rites seront fixés à jamais, Osiris […] ton beau visage est satisfait de ton fils que tu aimes, le roi de Haute et Basse Égypte, maître des Deux terres. »

— Osireion de Dendérah, Procession des 42 Nomes d'Égypte, traduction de Sylvie Cauville.

#### Calendrier nilotique

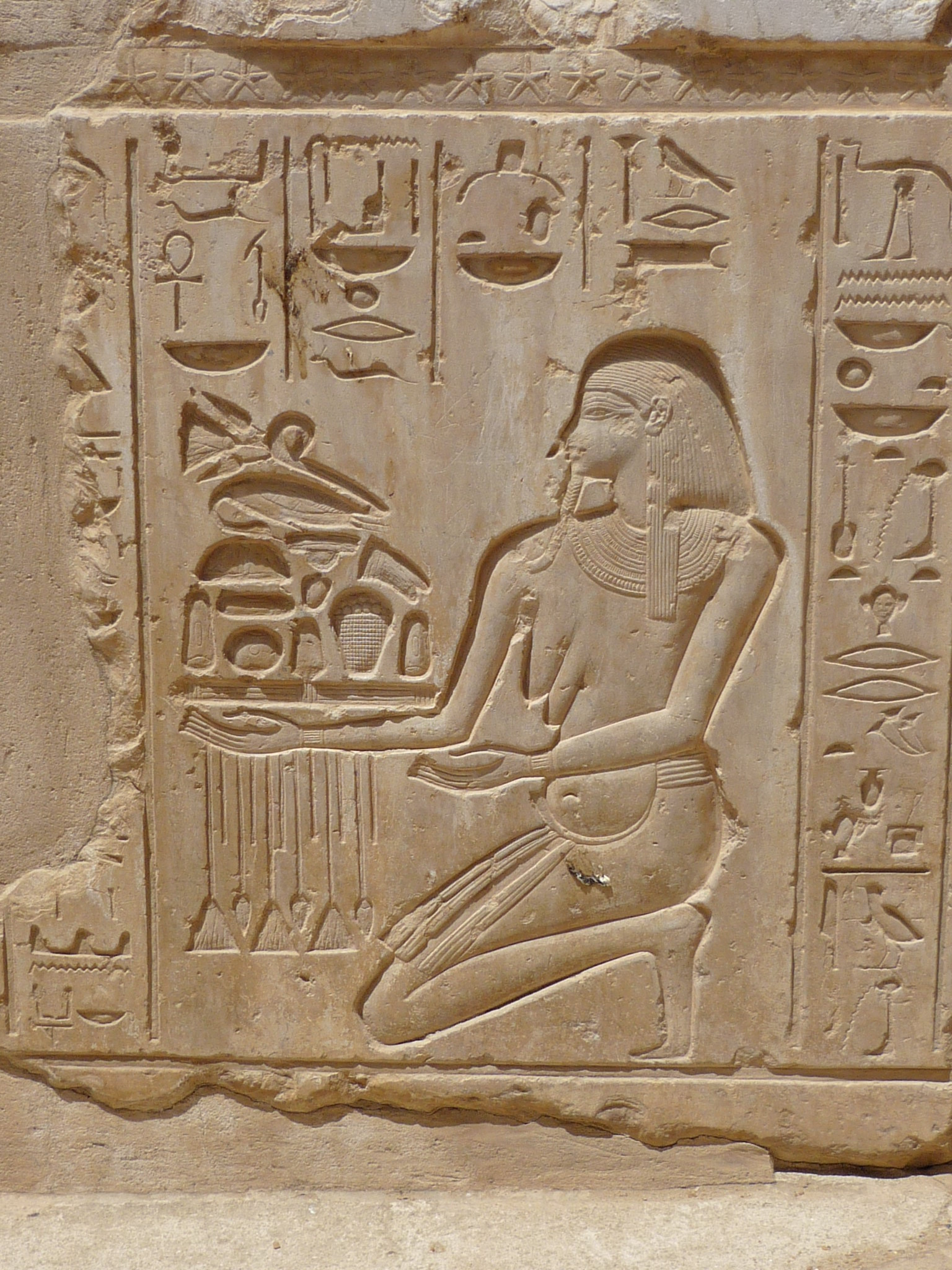
Hâpy offrant l'abondance au pharaon Ramsès III (temple de Médinet Habou).

Les anciens Égyptiens sont un peuple d'agriculteurs dont la survie dépend de la croissance des céréales (blé, orge, sorgo). Comme le pays est quasiment dépourvu de pluie, la fertilité des champs est uniquement liée à l'inondation annuelle du Nil. Les terres agricoles sont irriguées par un système complexe de canaux et de digues afin de distribuer l'eau le plus équitablement possible. Le sol est renouvelé et fertilisé par un apport annuel de limons et de dépôts argileux charriés par les eaux depuis les Grands Lacs africains. Chaque année la crue est guettée avec angoisse, car si elle est insuffisante ou, au contraire, si elle trop importante, la disette voire la famine s'ensuivent. La crue débute à la mi-juin, mais ce n'est que dans la seconde moitié de juillet que les eaux s'enflent en un puissant courant. À la fin septembre, l'inondation atteint son plus haut niveau. Les terres agricoles sont submergées et seuls les villages édifiés sur les points les plus élevés émergent encore comme des îles. Durant un mois, les eaux stagnent à ce niveau, puis décroissent de plus en plus rapidement. En décembre-janvier, le Nil est rentré dans son lit. Cependant, les eaux continuent à baisser et en mai-juin, le fleuve connaît son étiage en se réduisant à la moitié de la largeur ordinaire. Le rituel des « Mystères d'Osiris » se déroule en Khoiak (situé à cheval sur nos mois d'octobre et novembre), le quatrième mois de la saison de l'inondation. Lors de ces journées, la décrue s'amorce déjà, mais les champs, encore détrempés, restent incultivables. L’ensemencement des parcelles cultivables ne débute qu'à la mi-Tybi (début décembre). Les prêtres égyptiens ont doté Osiris de caractéristiques agraires. La vie, la mort et la renaissance d'Osiris ont été mis en correspondance avec les trois saisons du calendrier égyptien ; Akhet « l'inondation », Péret « la décrue » et Chémou « la sécheresse ». Dans le cycle agraire, la renaissance de la végétation est le signe de la renaissance d'Osiris. Mais cette renaissance n'est possible qu'avec le retour de la crue, un phénomène crucial personnifié par Hâpy, le dieu obèse, pourvoyeur d'aliments.
Débit moyen mensuel (en m3/s) du Nil selon les mois du calendrier nilotique

#### Lymphes d'Osiris
Selon les anciens Égyptiens, le cycle annuel du Nil avec son alternance de crue et décrue trouve son existence dans le meurtre d'Osiris, l'écoulement de ses lymphes signifiant la venue de la crue. D'après une stèle érigée à Abydos par Ramsès IV, Osiris le dieu assassiné et Hâpy le pourvoyeur d'aliments ne font qu'un :

« Toi (Osiris), tu es Hâpy le haut qui se répand au début de la saison. Dieux et hommes vivent des écoulements qui émanent de toi. »

— Grande stèle abydénienne de Ramsès IV. Traduction de Benoit Claus.

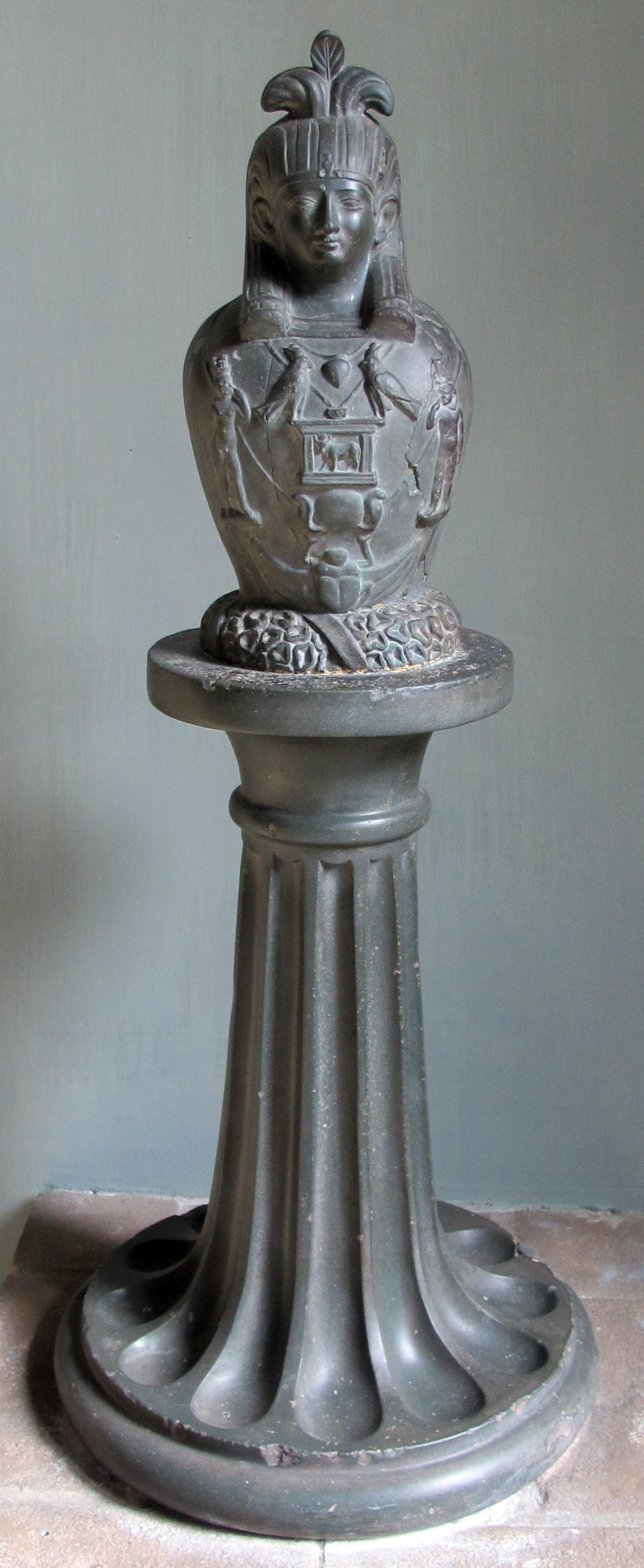
Représentation d'un vase canope avec une tête d'Osiris posé sur un support (Museo Gregoriano Egizio).

Osiris et Hâpy sont deux divinités cycliques qui convergent grâce à l'élément-redjou. Ce terme égyptien est à proprement parler intraduisible et désigne tout liquide qui sort d'un corps divin. Les égyptologues francophones restituent toutefois le mot redjou (pluriel : redjouou) par « écoulement », « exsudation », « humeurs » ou « lymphes ». Pour Osiris, les redjouou sont les fluides corporels issus de la putréfaction de son cadavre. Il s'agit plus particulièrement des excrétions morbides des intestins, qui s'échappant de son anus, se sont écoulées dans les eaux du Nil. Dans le cas de Hâpy, les redjouou sont les éléments fertiles de la crue tels les limons en suspension dans les eaux. À Dendérah, durant les journées des Mystères, les écoulements d'Osiris sont assimilés aux grains d'orge servant à la fabrication des figurines sacrées. Lors de la Procession des canopes, le dieu Min du nome coptite apporte à Osiris un vase contenant les intestins putréfiés du dieu :

« Paroles à dire par Min maître du nome coptite, le grand dieu qui prend place dans Iounet, qui fait vivre son père avec l'eau-du-renouveau, qui protège le ventre contenant les humeurs divines : « Je viens auprès de toi, Osiris, prends pour toi le ventre contenant les grains d'orge qui sont abondants, ce sont tes humeurs issues de ton corps. Je t'apporte les entrailles avec les humeurs des céréales, ce qui est apporté, c'est ton cœur, tu le met à sa place. »

— Procession des canopes, traduction de Sylvie Cauville.
La momification d'Osiris par Isis signifie l'arrêt de l'écoulement des lymphes (leur endiguement) et la cessation de l'inondation. Avec la décrue, s'opère le renouveau des végétaux dans l'ensemble de la vallée égyptienne. Les terrains agricoles sont à nouveau cultivables et les champs sont aussitôt ensemencés par les paysans en vue de la prochaine récolte céréalière.
Selon le chapitre 74 des Textes des sarcophages, les lymphes-redjou d'Osiris issues de la putréfaction du cadavre divin sont à l'origine de l'inondation :

« Viens que nous rassemblions ses os ! Viens, que nous remettions en ordre les parties de son corps ! Viens, que nous fassions une digue contre lui ! Que ceci ne reste pas inerte sous notre garde ! Écoule-toi, lymphe provenant de ce bienheureux ! Remplis les canaux, forme les noms des rivières ! Osiris, vis, Osiris ! Que se lève le tout à fait inerte qui est sur son côté ! »

— Textes des sarcophages, chap. 74. (Paroles d'Isis à Nephtys). Traduction de Paul Barguet.

#### Montée de l'inondation

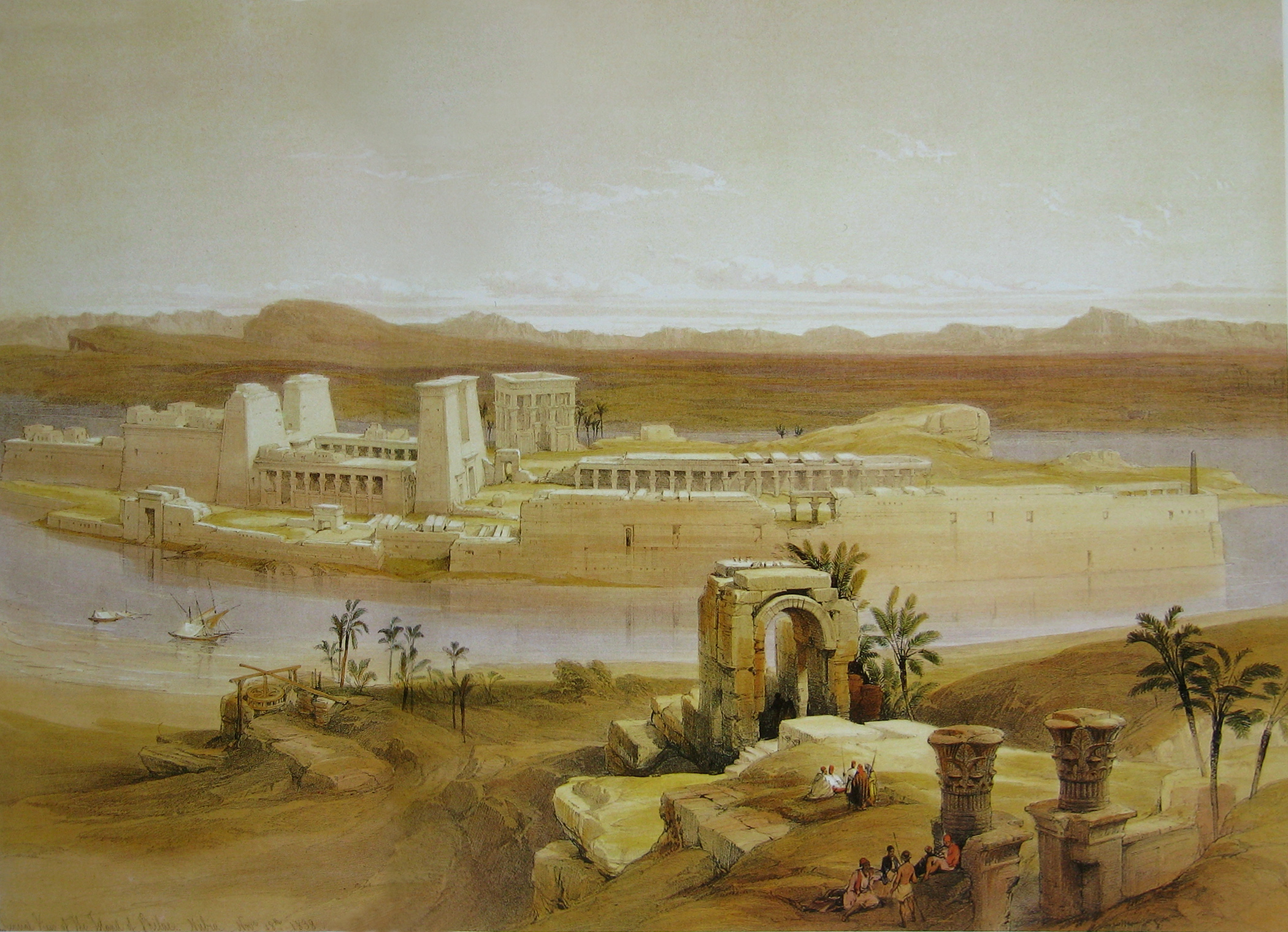
Vue sur le temple de Philæ depuis l'île de Biggeh en 1838 (peinture de David Roberts).

Dans la pensée égyptienne, après la tête, les jambes d'Osiris sont les plus fameuses reliques divines. À l'époque ptolémaïque, la tradition attribue à l'île de Biggeh la conservation de la jambe gauche. En ce lieu, situé en face du temple d'Isis de Philæ, se trouve un tombeau où est rendu un culte conjoint à la jambe et à l'âme-ba d'Osiris. De cette relique était censée jaillir la crue du Nil. Or, cette jambe était aussi assimilée à la Lune considérée, d'une manière poétique, comme une jambe ou comme la « fille de la jambe ». D'autre part, à Biggeh, l'âme-Bâ d'Osiris était aussi assimilée à la Lune. Ce fort symbolisme fit que bon nombre de nomes élaborèrent une théologie autour des jambes d'Osiris. À Dendérah, ce fait transparaît dans la frise décorative dite de la Procession des canopes où pas moins de huit nomes sur quarante-deux se réclament de ces reliques. De plus, un certain nombre d'allusions textuelles suggèrent qu'Osiris, en tant que dieu lunaire, a exercé une influence sur la crue du Nil, porteuse de fécondité et de prospérité en Égypte. Selon Plutarque, les Égyptiens pensaient qu'Osiris est le symbole du monde lunaire car cet astre est favorable à la reproduction des animaux et à la croissance des plantes grâce à sa lumière fécondante et humidifiante. Il ajoute aussi qu'ils ont établi des connexions symboliques entre l'inondation et les phases de la lune :

« Ils admettent aussi que les phases de la lune ont un certain rapport avec les crues du Nil. En effet la plus grande hauteur de ses eaux, à Éléphantine, est de vingt-huit coudées, et ce nombre est égal à celui des jours pendant lesquels la lune apparaît, et à celui qu'elle met pour accomplir chaque mois sa révolution. La plus petite hauteur, à Mendès et à Xoïs, en est de six coudées : elle répond aux six jours pendant lesquels la lune gagne son premier quartier. La hauteur moyenne qui se produit aux environs de Memphis, est de quatorze coudées, quand la crue est normale ; elle correspond aux jours que met la lune pour arriver à son plein »

— Plutarque, Sur Isis et Osiris, § 43. Traduction de Mario Meunier.

### Orge

#### Rituels de l'Osiris végétant

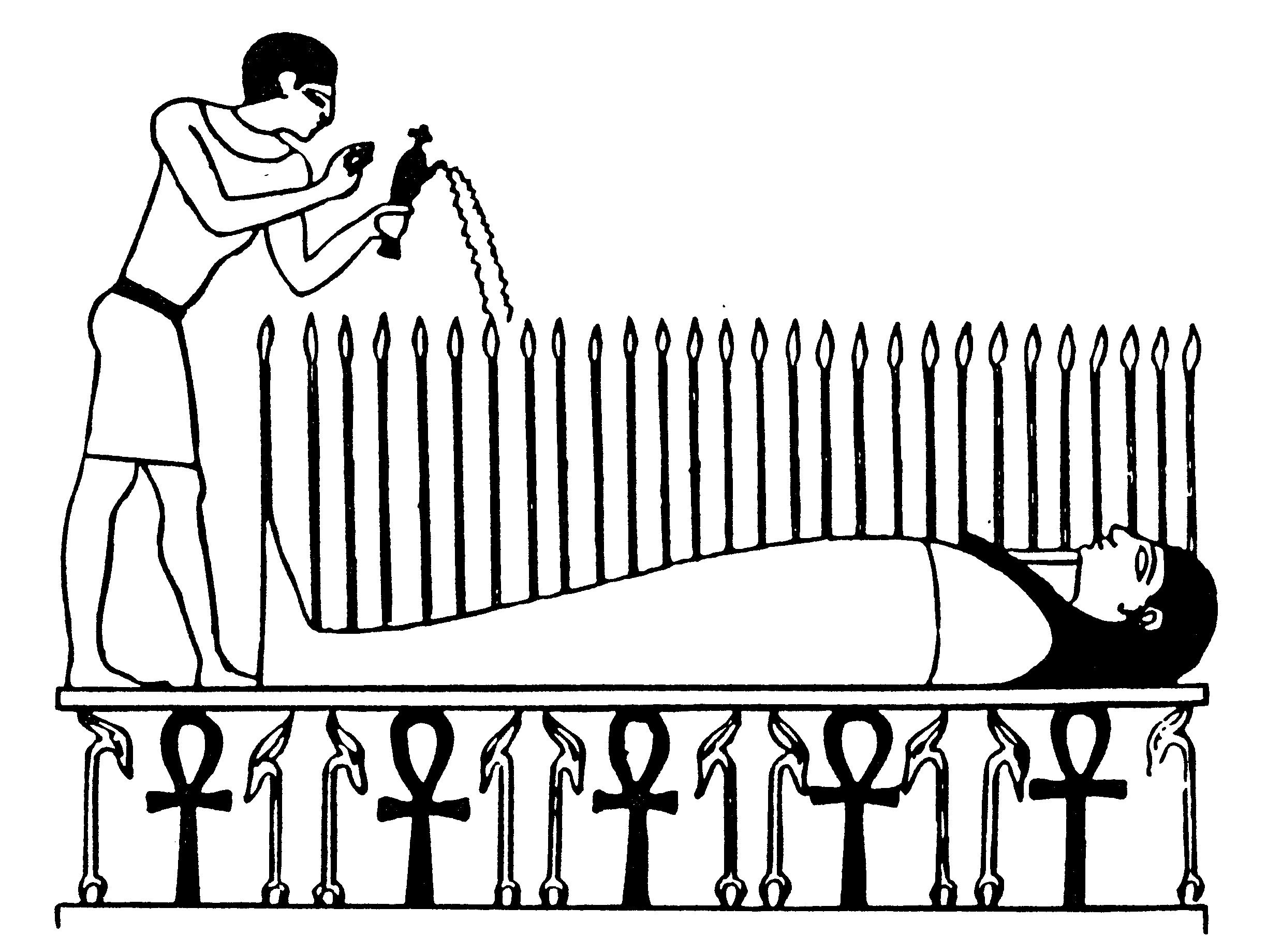
Arrosage des céréales de la figurine. Les vingt-huit pousses symbolisent les journées d'un mois lunaire et l'âge d'Osiris à son décès (temple de Philae).

Lors des rites du mois de Khoiak, la renaissance d'Osiris est célébrée à travers la croissance végétale en faisant germer des grains d'orge qui ont préalablement été mélangés à de la terre disposée dans un moule momiforme en or (figurine du Khentymentyou). Durant plusieurs jours, du douze au vingt-et-un Khoiak, le terreau est régulièrement arrosé par des officiants jusqu'à l'apparition des jeunes pousses. La croissance des plants est brutalement interrompue lorsque la figurine végétale est embaumée. Ce rite de germination, dans l'état actuel des connaissances, est attesté dans le domaine funéraire depuis la Première Période intermédiaire. Sous la XIe dynastie, il était d'usage de disposer dans les tombes royales des plats en céramique percés de trous et ensemencés avec des grains d'orge germés. Plus tard, sous le Nouvel Empire, la pratique a perduré sous une autre forme. Dans certaines tombes royales ont ainsi été découverts des « lits végétants » où des grains ont été répandus sur une toile tendue sur un châssis en reproduisant vaguement la silhouette d'Osiris. Cinq exemplaires sont connus. La taille de ces lits est variable, de 152 cm (Horemheb) à 202 cm (Toutânkhamon). Cette différence montre qu'à l'époque de la XVIIIe dynastie le rite n'était pas encore fixé et standardisé. À la Basse époque, le rituel gagne les tombeaux des particuliers. Divers moules ont été découverts. Il s'agit de briques rectangulaires évidées qui reproduisent en creux la silhouette d'Osiris. Des restes de terreau et de céréales montrent que ces briques étaient réservées à des rites de germination.

#### Céréales nourricières

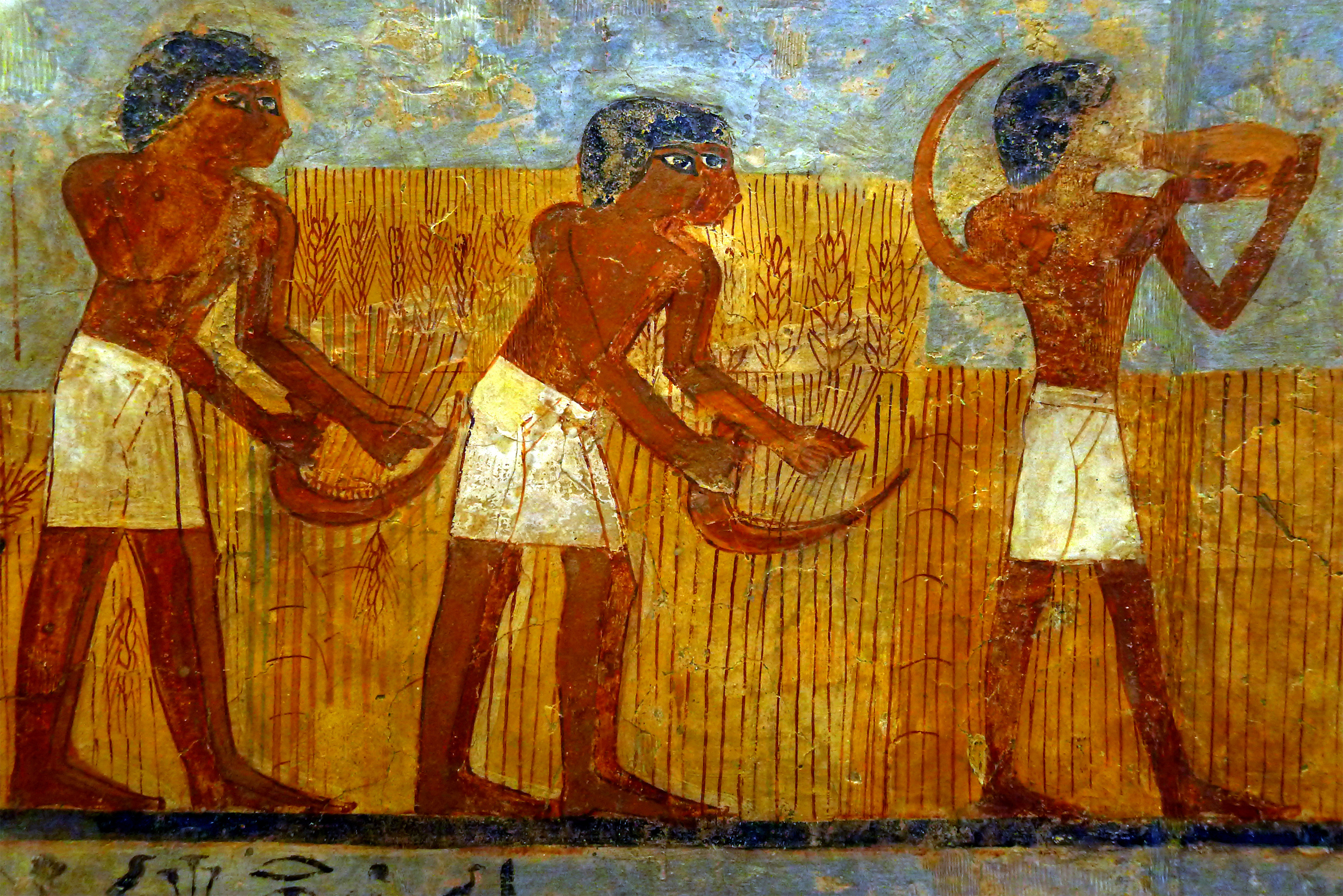
Scène de récolte. Tombe de Oumsou (XVIIIe dynastie), Musée du Louvre.

Le rite de l'« Osiris végétant » est le reflet de la pensée théologique égyptienne. À la fin de l'Ancien Empire, dans les Textes des pyramides, le dieu Nepri personnifie les graines de céréales en tant que matière première du pain, l'aliment de base de la population nilotique. Plus tard, durant le Moyen Empire, les Textes des sarcophages démontrent qu'Osiris, en étant associé à Népri, revêt alors lui aussi la forme du grain de céréale. Cependant, le grain n'est plus seulement perçu comme un aliment, mais aussi comme une illustration des potentialités de la vie végétale. Après une période de dormance très longue, les graines peuvent en effet se réveiller au contact de l'eau et germer avec facilité. Le phénomène de la germination a été rapproché du mythe qui fait d'Horus le fils posthume d'Osiris né de l'accouplement d'Isis avec la momie du dieu. Même s'il n'adhère pas à cette explication, qu'il trouve trop grossière, Plutarque rapporte que les Égyptiens disent « qu'Osiris est enseveli, lorsque le grain que l'on sème est enfoui dans la terre, et que ce dieu reparaît et revit de nouveau, lorsque les germes commencent à pousser » et qu'Isis remarque qu'elle est enceinte d'Horus le mois où les semailles commencent (Sur Isis et Osiris, 65). Dans le chapitre 269 des Textes des sarcophages la vie qui sort du corps d'Osiris est comparée à une gerbe végétale issue du grain. De celui-ci sont confectionnées des miches de pain qui alimentent les hommes et, à travers les offrandes, les dieux dans les temples et les ancêtres dans les nécropoles :

« N que voici est cette gerbe de vie qui sort d'Osiris, qui pousse sur les lèvres d'Osiris, qui fait vivre les hommes, qui divinise les dieux qui spiritualise les bienheureux, qui alimente les maîtres des kaou, maîtres des produits, qui fait les pains-pakou pour les bienheureux, qui fait prospérer les vivants, qui fortifie le corps des vivants. […] L'amour de N. que voici est au ciel, sur terre, dans les campagnes. Isis est profitable à son Horus, pour son ami qu'il est, pour Horus. N. que voici revit en Osiris »

— Chapitre 269 des Textes des Sarcophages (extraits). Traduction de Paul Barguet.

#### Semailles rituelles
Le Livre V du Rituel des mystères d'Osiris apporte des précisions quant à la culture de l'orge, du blé et du lin utilisés par les officiants lors des cérémonies de Khoiak. Ces végétaux, une fois récoltés, sont destinés à la germination du Khentymentiou, pour la farine des pains kefen et pour le tissage des étoffes funéraires utilisées pour l'emmaillotement des figurines. Le pain-kefen, long de 28 centimètres et parfumé de douze aromates, est une sorte de synthèse des seize membres disjoints d'Osiris. Avant sa cuisson, le nom des membres est gravé sur la pâte ; à savoir : tête, pieds, jambes, bras, cœur, poitrine, cuisse, œil, poing, doigts, phallus, colonne vertébrale, oreilles, nuque, tête de bélier et ourerit (mot de sens inconnu).
Le pain était placé dans une caissette en argent et placé sous la tête de la figurine du Sokar pour l'accompagner dans son inhumation.

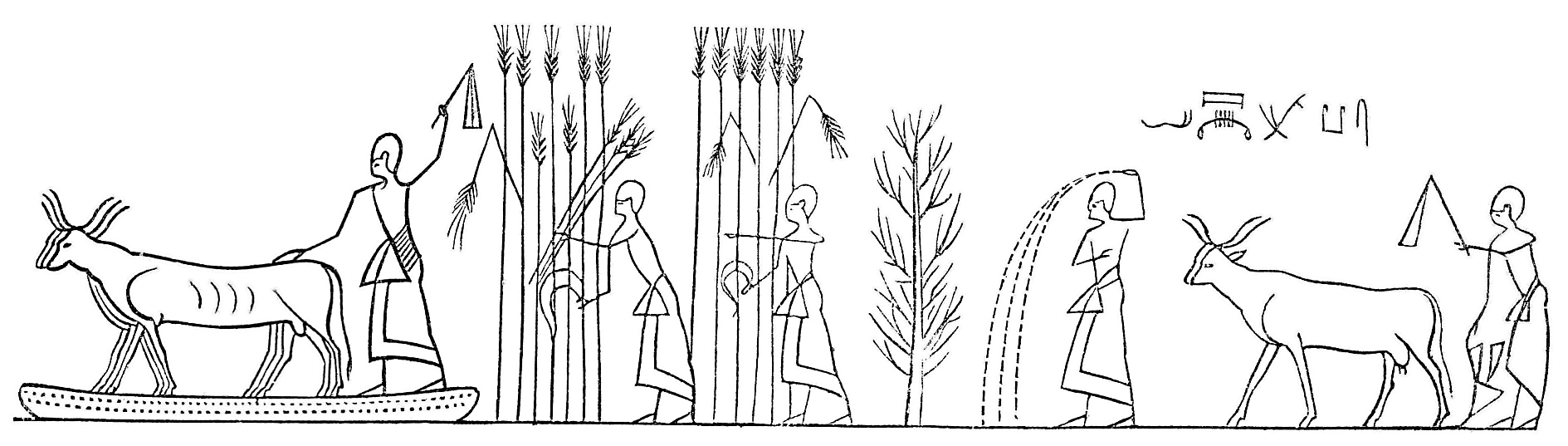
Scènes de travaux agricoles, semailles (à droite), moissons (au centre) et battage (à gauche). Illustration du chap. 110 du Livre des Morts.

Le rite des semailles ne se tient pas en Khoiak, mais le mois suivant, entre le douze et le dix-neuf Tybi. Le texte décrit d'abord la superficie du champ sacré (quatre aroures), puis insiste plus particulièrement sur la charrue utilisée pour le labourage de la parcelle. Un jeune semeur jette les graines dans les sillons. Les semences sont immédiatement enfouies dans le sol grâce au passage d'une charrue qui le suit de près. Cette scène est souvent représentée dans les tombeaux et dans le Livre des Morts afin d'illustrer le cycle de la vie. Le hersage des grains s'effectue avec une charrue tractée par deux vaches et dont l'araire est fait en bois de tamaris et le soc en bronze noir. Le tamaris est un arbre sacré souvent associé à Osiris. D'après Plutarque, le corps d'Osiris fut emporté par les eaux jusqu'aux côtes de Byblos. Là, le tronc d'un tamaris aurait enveloppé la dépouille afin de la cacher et la protéger (Sur Isis et Osiris, § 15.). Selon l'égyptologue britannique John Gardner Wilkinson (1797-1875), dans les villes saintes disposant d'une tombe osirienne telle Diospolis Parva, cet arbre était choisi pour ombrager le tumulus renfermant le sépulcre souterrain.

« On amène une paire de vaches noires dont le joug est en bois-ima. Leur charrue est en tamaris et son soc en bronze noir. Un homme est derrière elle, les deux mains sur l'araire, la vache-kherit et la vache-merit obéissant à sa voix. Ses vêtements sont en étoffe verte ; un bandeau ceint sa tête. Un enfant le précède qui lance les semences, la boucle juvénile fixée à sa tête. Sa tunique est en étoffe verte aussi. Les deux vaches sont coiffées d'une bandelette. Le prêtre ritualiste en chef récite les formules Fertiliser la campagne conformément au rituel de la fête. »

— Rituel des Mystères d'Osiris, Livre V, 60-62. Traduction d'Émile Chassinat revue par Sylvie Cauville.

### Terre

#### Sable des nécropoles divines

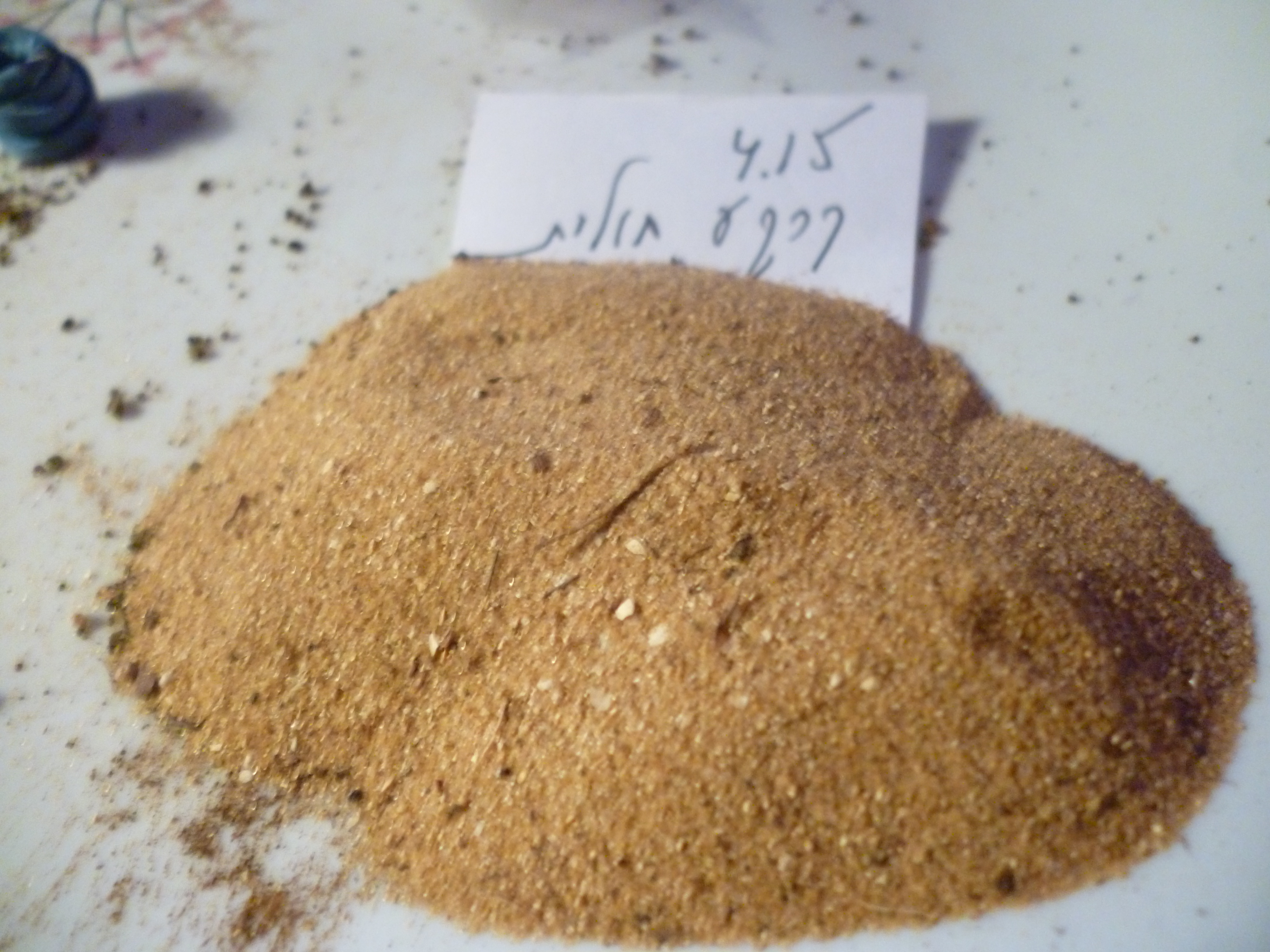
La figurine est élaborée à partir de terres prélevées dans des lieux sacrés.

Sur les trois recettes exposées par le Rituel des Mystères d'Osiris, seule la première (Livre III, 33) précise la nature et l'origine de la terre utilisée comme ingrédient de la figurine. D'une manière laconique, le texte indique qu'il s'agit d'une « terre granuleuse des nécropoles divines. » Ces nécropoles (iaout netjeryout , littéralement, les « buttes divines ») sont manifestement les lieux sacrés où sont enterrées les figurines des années précédentes. Plus loin (livre V, 80), le texte parle en effet de la « crypte sous les balanites qui est dans la nécropole divine, on y entre avec le travail mystique de l'année précédente ». Si l'origine de la terre est certaine, sa nature reste discutée. La traduction des mots ta sher par « terre granuleuse » ne repose pas sur des données certaines, le second mot n'étant pas attesté par ailleurs. Cependant, il s'agit manifestement d'une épithète destinée à préciser la nature de la terre. Les nécropoles en question étant situées à la lisière du désert, il paraît alors assez vraisemblable que la terre utilisée soit sèche et sablonneuse. Cette terre, quelle que soit sa nature réelle, avait, aux yeux des officiants égyptiens, une vertu mystique particulière tirée des lieux saints où elle avait été prélevée.

#### Mythe des territoires sacrés

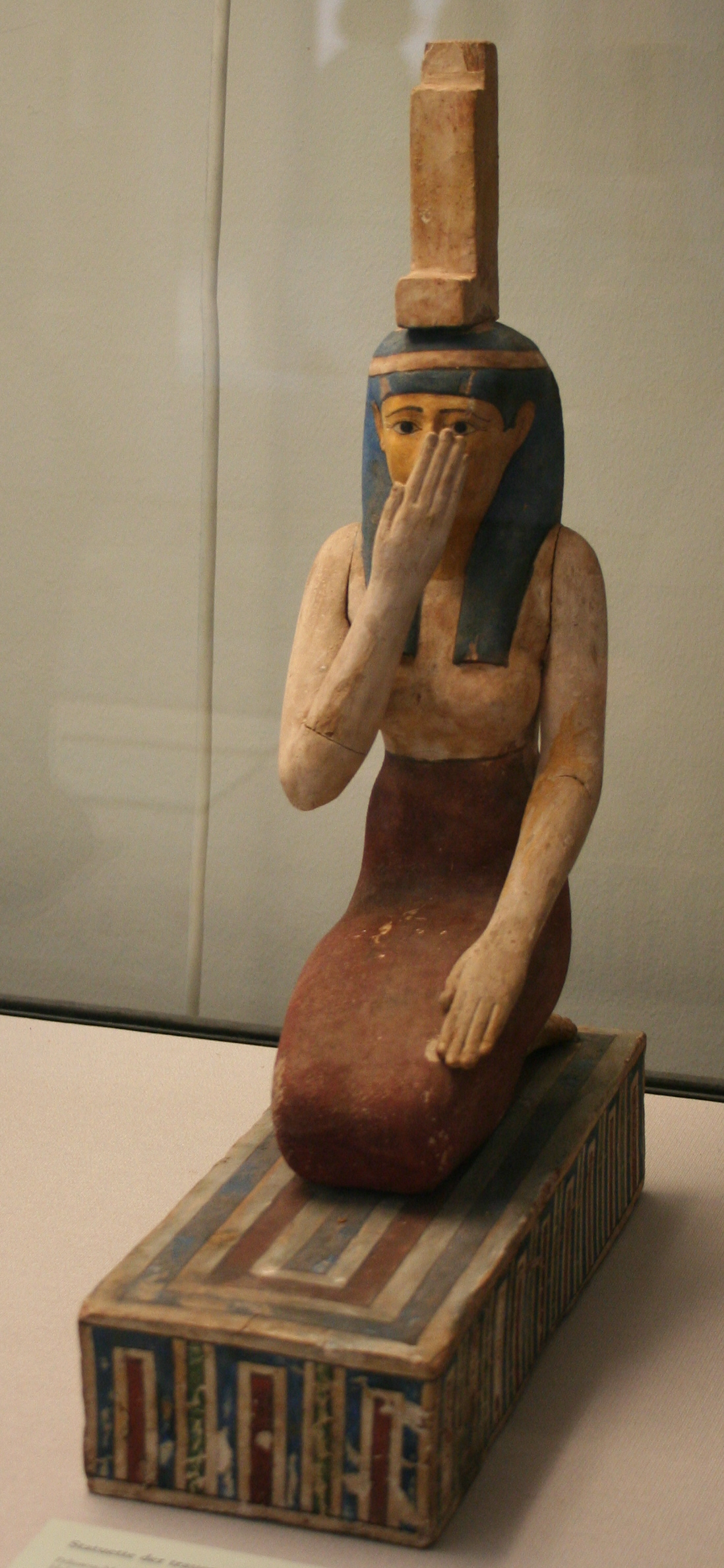
Statuette d'Isis en deuil d'Osiris (Musée Roemer et Pelizaeus de Hildesheim).

Le Papyrus Salt 825 ou Rituel pour la conservation de la vie, daté du IVe siècle avant notre ère, offre quelques précisions quant aux terres utilisées pour la fabrication de la figurine d'Osiris-Sokar. Ce texte magique est à présent très lacunaire et très difficile à analyser. Il s'agit vraisemblablement d'un rituel exécuté en début d'année entre le dix-sept et le vingt-quatre du mois de Thout. Le rituel mis en œuvre est peut-être une conjuration destinée à éloigner la mort subite ou un assassinat loin de pharaon. D'un point de vue mythologique, le papyrus évoque le meurtre d'Osiris ainsi que le désordre cosmique qui en a résulté tels l'arrêt des Luminaires dans le ciel et le chagrin des dieux. Comme lors du mois de Khoiak, le cérémonial nécessite l'élaboration d'une figurine d'Osiris où de nombreux produits entrent en jeu. L'auteur du texte, sans doute un prêtre abydéen d'une grande érudition, postule que l'efficacité de ces produits (terres, minéraux et végétaux) dérive de leurs origines mythologiques, chaque produit étant né d'une émanation (salive, sueur, larme ou sang) des dieux Rê, Geb, Isis, Nephtys et Seth pendant la période de trouble causée par le meurtre d'Osiris. Deux types de terres sont distinguées, des terres nobles issues des larmes des dieux endeuillés et des terres maudites issues du sang de Seth, le meurtrier, pourchassé par Horus, fils d'Osiris et vengeur de son père :

« La terre du Temple de la Pierre primordiale (Héliopolis), la terre de Létopolis. Râ s'assit à l'intérieur d'elles. Sa sueur y tomba. La terre de Tchenenet (Memphis), Ptah s'assit à l'intérieur d'elle. Sa sueur y tomba. La terre de la Cité du Poisson (Abydos), la terre du Temple des nourritures, Osiris s'assit à l'intérieur d'elles. Sa sueur y tomba. La terre des deux cavernes de la Cité de l'Éléphant (Éléphantine), c'est […].
La terre de l'Oxyrhinque (Ouabouab), la terre de la Cité de l'Or (Ombos), la terre de Sou, la terre de l'Oasis de Barieh, la terre de l'Oasis de kargeh, le sang de Seth tomba à l'intérieur d'elles. Ces domaines sont à lui. »

— Extraits du Papyrus Salt 825 (III,4-III,7 et V,1-V,2). Traduction de André Fermat.

### Dattes

#### Fruits osiriens

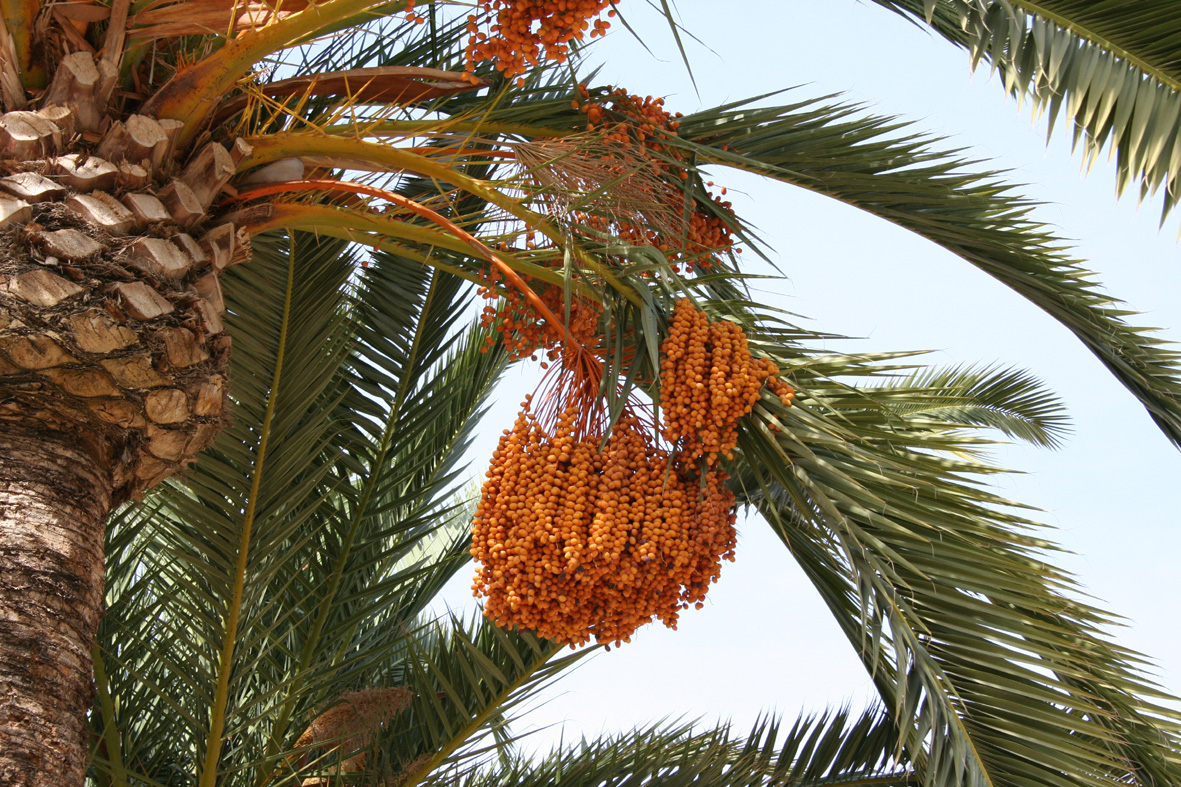
Dattier

Après la terre granuleuse, la pulpe de datte est le second ingrédient majeur de la figurine du Sokar. Dès les débuts de la civilisation égyptienne, le palmier-dattier a été perçu comme un médiateur entre les mondes souterrain et terrestre. À l'état naturel, le palmier pousse dans les zones chaudes du désert, loin des terres inondables des bords du Nil. Ses racines plongent cependant très profondément dans le sol afin de ne jamais manquer d'eau. Aussi est-il en contact permanent avec la nappe phréatique considérée par les anciens Égyptiens comme une manifestation du Noun, l'océan chaotique des origines. Ses fruits arrivent à maturité entre juillet et septembre, au moment de la crue du Nil.
Le palmier dispense donc de la nourriture lorsque les eaux recouvrent les champs et quand soufflent les vents étésiens rafraîchissants. Symboliquement l'arrivée des dattes marque la fin de la saison chaude caractérisée par l'étiage du fleuve et la fin des réserves de nourriture. Selon le Papyrus Jumilhac, les palmiers-dattiers sont la manifestation végétale des lymphes osiriennes :

« Quant à l'entrée de la maison des palmiers, ce sont les lymphes qui ont poussé en tant que palmiers. Quant au lieu de l'inondation, ce sont les lymphes divines qui sont dans ce lieu. Puisse le Double-Pays être inondé grâce à elles, pour faire vivre les habitants de la Douât et les hommes »

— Papyrus Jumilhac, VIII, 20-23. Traduction de Frédéric Servajean.

#### Offrandes à Osiris

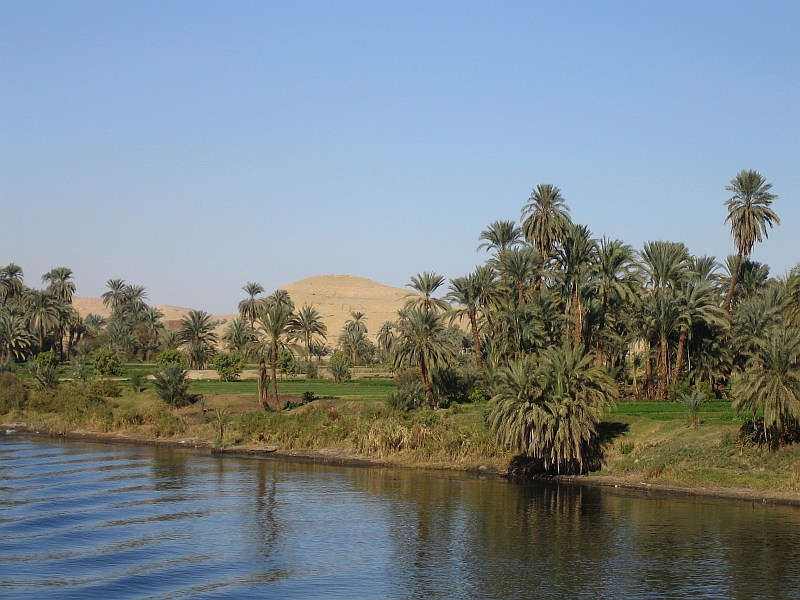
Paysage égyptien (région thébaine).

Dans les temples ptolémaïques, riches en représentations cultuelles, le pharaon est montré en train de faire des offrandes de dattes à Osiris (un geste qui est réservé au seul Osiris). Le présent est figuré sous la forme d'un petit coffret surmonté d'un pyramidion et contenant des dattes compressées. En lui présentant ces fruits, le souverain restitue magiquement à Osiris ses lymphes perdues et contribue à le faire ressusciter par Isis et les autres dieux. La restitution des lymphes, à travers les dattes, est capitale car lorsqu'elles rejoignent à nouveau le corps du dieu assassiné, le moteur du cycle de la nature continue à fonctionner en un éternel mouvement de perte et de restitution :

« Présenter le récipient de dattes : Prends les émanations provenant de Geb, les substances secrètes provenant de ton corps s'agglomèrent en te protégeant. »

— paroles du pharaon à Osiris.

« Je fertilise les branches de tous les arbres et j'approvisionne les sanctuaires »

— réponse d'Osiris au pharaon.

### Minéraux précieux

#### Métaphore de l'essence divine

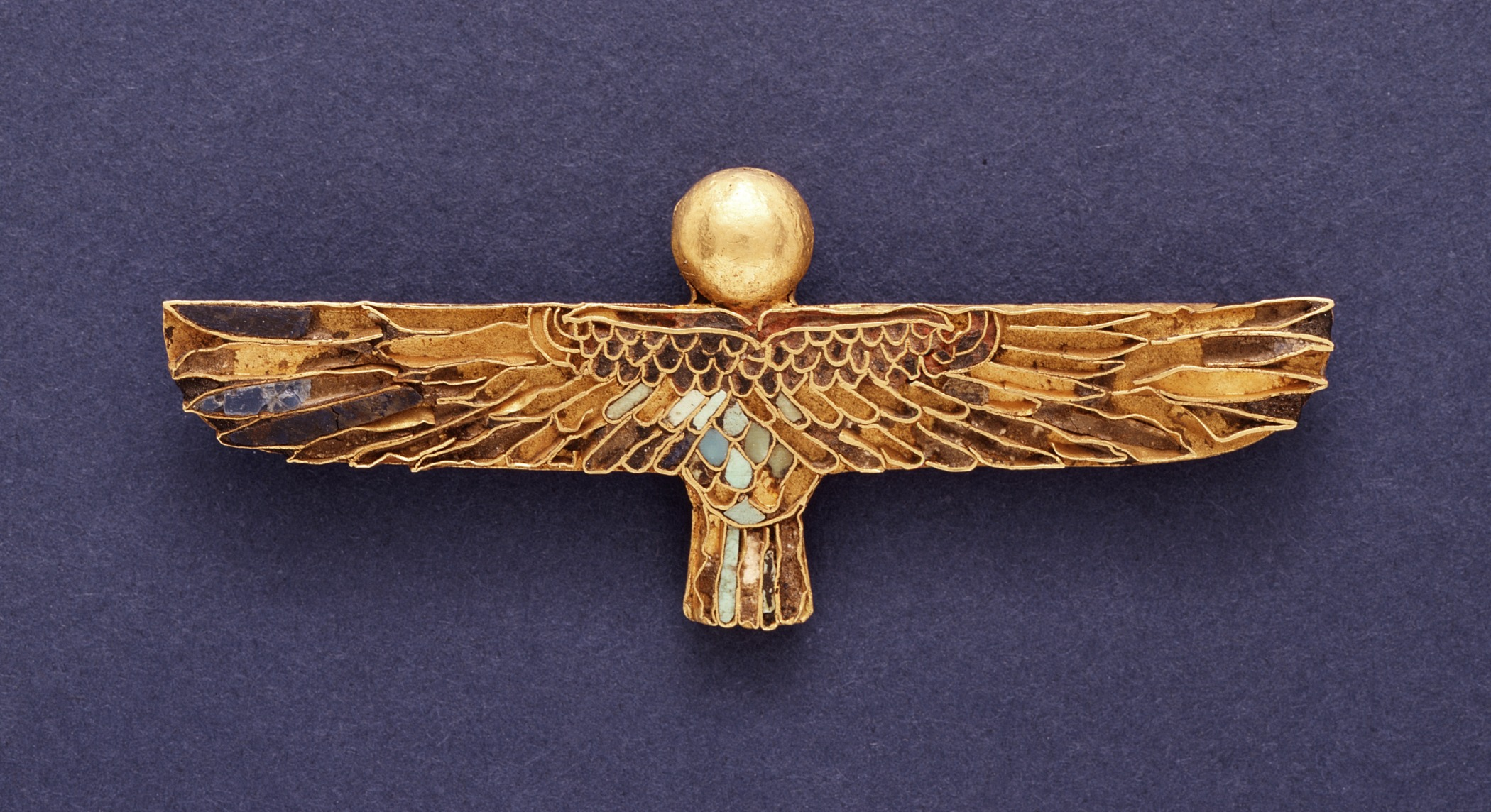
Amulette ptolémaïque en or avec des incrustations de lapis-lazuli, turquoise et stéatite (Musée d'Art du comté de Los Angeles).

La figurine du Sokar contient vingt-quatre produits précieux tirés du monde minéral. Ce nombre (24 = 8×3) est un multiple de trois et un symbole de la pluralité. Il constitue une image des innombrables richesses cachées dans les entrailles des montagnes désertiques qui bordent la vallée du Nil. Dès les textes des pyramides, il apparaît que les Égyptiens ont perçu les minéraux et les métaux, mais aussi les plantes médicinales, la lueur des astres (étoiles, soleil, lune, planètes) et leurs cycles cosmiques comme des preuves de l'existence du divin. Leurs connaissances empiriques de l'univers, acquises et développées depuis la Préhistoire, se sont exprimées dans les textes religieux et funéraires sous des formes métaphoriques et poétiques. Dans certains hymnes, les forces divines sont décrites comme étant l'essence des minéraux extraits du monde souterrain. Un passage du Papyrus Bremmer-Rhind contient une description d'Osiris sous la forme d'un être rajeuni par la grâce des minéraux. Ces stances sont adressées au dieu revivifié par deux figurantes jouant les rôles d'Isis et de Nephtys entre le vingt-deux et vingt-six Khoiak à Abydos :
Car tu es un dieu issu d'un dieu.

Ô Mekaty, il n'existe rien à part toi !

Ta chevelure est de turquoise… tandis que tu reviens des champs de la turquoise ;

Ta chevelure est de lapis-lazuli, elle appartient au lapis-lazuli,

Le lapis-lazuli est sur ta chevelure ;

La couleur de tes membres est celle du cuivre de Haute-Égypte ;

Tes os sont façonnés au moyen de l'argent.

Car tu es un enfant nouveau.

Tes vertèbres sont de turquoise.

Ou : Le parfum de ta chevelure est celui de l'encens qui naît de lui-même,

Ce qui est sur ta chevelure est de lapis-lazuli,

Geb porte pour toi les offrandes,

Il place en premier le dieu qu'il a engendré.
— Stances des deux oiselles. Traduction de Claire Lalouette.

#### Mythologie minérale
| \| Produit \| Image \| Lumière \| Concept \| Couleur \| \| --------------------- \| ----- \| ------------- \| ------------------------ \| --------------- \| \| Or \| \| Soleil \| Jour \| Jaune \| \| Argent \| \| Lune \| Nuit \| Blanc \| \| Lapis-lazuli \| \| Nuit \| Régénération \| Bleu sombre \| \| Turquoise \| \| Aube \| Naissance Renaissance \| Bleu clair Vert \| \| Feldspath vert \| \| Vert végétal \| Croissance \| Vert franc \| \| Cornaline \| \| Feu \| Destruction \| Rouge \| \| Jaspe rouge \| \| Sang \| Destruction \| Rouge \| \| Fritte autoglaçurante \| \| Scintillement \| Lueur faible Verdoiement \| Vert pâle \| Tableau des équivalences symboliques |       |               |                          |                 |
| Produit | Image | Lumière       | Concept                  | Couleur         |
| Or |       | Soleil        | Jour                     | Jaune           |
| Argent |       | Lune          | Nuit                     | Blanc           |
| Lapis-lazuli |       | Nuit          | Régénération             | Bleu sombre     |
| Turquoise |       | Aube          | Naissance Renaissance    | Bleu clair Vert |
| Feldspath vert |       | Vert végétal  | Croissance               | Vert franc      |
| Cornaline |       | Feu           | Destruction              | Rouge           |
| Jaspe rouge |       | Sang          | Destruction              | Rouge           |
| Fritte autoglaçurante |       | Scintillement | Lueur faible Verdoiement | Vert pâle       |

L'Égypte est une terre de contraste où la vallée du Nil constitue une oasis prospère au sein du désert. À l'ouest, le désert Libyque, territoire du dieu Seth, est profondément hostile. À l'est, les montagnes du désert Arabique concentrent la plus grande part des ressources minérales. Cette localisation des exploitations minières a profondément influencé la pensée égyptienne. Malgré l'hostilité du désert, les Égyptiens n'ont pas hésité à exploiter ses ressources. De nombreux hymnes associent des divinités à l'activité minière tels Min à Coptos perçu comme le protecteur des routes caravanières, Hathor qualifiée à Dendérah de Dame de la turquoise et de l'améthyste, Nemty qui dans le XIIe nome de Haute-Égypte veille sur la production du minerai d'argent ou Horus à Edfou qui est assigné à la production de l'or.
Les composants minéraux de la figurine du Sokar reflètent un ensemble de métaphores où chacun des produits employés occupe une place précise dans la pensée égyptienne. L'or solaire et l'argent lunaire forment un couple où le premier est la chair des dieux et le second leur ossature. La turquoise (bleu clair lunaire) et le lapis-lazuli (un bleu sombre évoquant le ciel nocturne) forment un autre couple complémentaire. Ce duo minéral évoque les deux aspects alternatifs de la Lune (visibilité et invisibilité) de la Grande déesse qui prend tantôt les traits d'Isis-Chentayt l'épouse en deuil et tantôt les traits de la sensuelle Hathor. La puissance divine est quant à elle évoquée par les métaux servant à forger les armes tranchantes comme le fer et le cuivre. Les divinités dangereuses peuvent aussi être évoquées par leurs griffes en silex ou en obsidienne.

#### Lumières minérale et astrale
Dans le cadre poétique et religieux, les Égyptiens ont tissé une relation étroite entre le monde des minéraux et le fonctionnement global de l'univers. Issus de l'Est désertique, les minéraux ont été mis en relation avec l'apparition cyclique des astres évoluant dans le ciel d'est en ouest : le soleil, la Lune, les étoiles, et les trente-six constellations décanales. Deux sortes de lumières opposées mais complémentaires ont été distinguées, une lumière céleste active (les astres qui éclairent) soumise aux cycles du temps et une lumière souterraine inactive (les minéraux étincelants) mais éternelle et immuable. Les astres ont une durée de vie lumineuse limitée, ils apparaissent dans l'Horizon oriental puis meurent dans l'Horizon occidental. Lorsque les astres disparaissent dans le monde souterrain, ils entrent en contact avec les minéraux et puisent en eux de leur lumière pérenne. Régénérés par ce contact, les astres entament un nouveau parcours dans le ciel.
| Ciel                       | Terre                       |
| -------------------------- | --------------------------- |
| Lumière active et cyclique | Lumière inactive et pérenne |
| Astres                     | Minéraux                    |
| Temps-neheh                | Immuabilité-Djet            |
| Rê                         | Osiris                      |
| Âme-Bâ mobile              | Momie immobile              |

## Symbolisme de la réunion des reliques
Le processus de la régénération d'Osiris est intégré dans un vaste discours symbolique. La reconstitution de son corps démembré est comparée à l'unification du territoire égyptien composé de quarante-deux régions, mais aussi, et surtout, à la reconstitution de l'astre lunaire durant les quatorze jours de la phase ascendante. Le but recherché est la prospérité agraire du pays lié au retour annuel de la crue du Nil.

### Réunification territoriale

#### Quarante-deux nomes
Durant le mois de Khoiak, la recomposition rituelle du corps d'Osiris s'inscrit dans la conception égyptienne de la géographie nationale. Il y a, d'un côté, le pays dans son ensemble, le double royaume de Haute- et Basse-Égypte et, de l'autre, les nombreuses régions et villes qui le composent. Chaque relique, en tant que partie du corps d'Osiris, est à la base de spécificités provinciales. D'après certaines monographies religieuses, tel le Papyrus Jumilhac, chaque temple provincial a établi des liens étroits entre sa relique et l'histoire mythique de la province concernée (Abydos avec la tête, Philæ avec la jambe gauche, Mendès avec le phallus, etc.). Toutefois, ce fort ancrage local n'a pas empêché la relique d'être perçue comme un morceau d'un ensemble corporel unique. Les rites osiriens de Khoiak s'inscrivent dans une dynamique nationale où chaque relique a pour finalité de rejoindre le corps remembré d'Osiris. Dans cette perspective unificatrice, la recomposition du corps d'Osiris est comparée au processus d'unification du royaume égyptien par Pharaon. Ce dernier, tel le valeureux Horus, se substitue à Isis dans la quête des membres disjoints du dieu assassiné. Dans l’Osiréion de Dendérah, ce processus politique s'illustre dans la Procession des canopes, où le Pharaon conduit vers son père Osiris un défilé de quarante-deux porteurs de reliques. Le corps d'Osiris est très clairement comparé au territoire égyptien, où chaque relique est vue comme la capitale de l'une des quarante-deux provinces :

« Je t'amène la cour divine de Haute Égypte dans sa totalité et tes reliques divines, elles sont au complet à leurs places. Je t'apporte les capitales des nomes pour être tes parties du corps, les lambeaux divins pour être ton corps - ta représentation secrète -, les reliques divines sont les dieux des nomes sous leur forme propre. […]

Je t'amène les dieux fondamentaux de Basse Égypte réunis ensemble et toutes tes parties du corps, elles sont assemblées pour le Temple-de-l'or. Je t'apporte les capitales des nomes : c'est ton corps, c'est ton ka qui est avec toi. Je t'apporte ton nom, ton âme, ton ombre, ta forme matérielle, ton image et tes capitales de nomes. »

— Procession des canopes, les deux discours du Pharaon. Traduction de Sylvie Cauville.

#### Pattes de la scolopendre

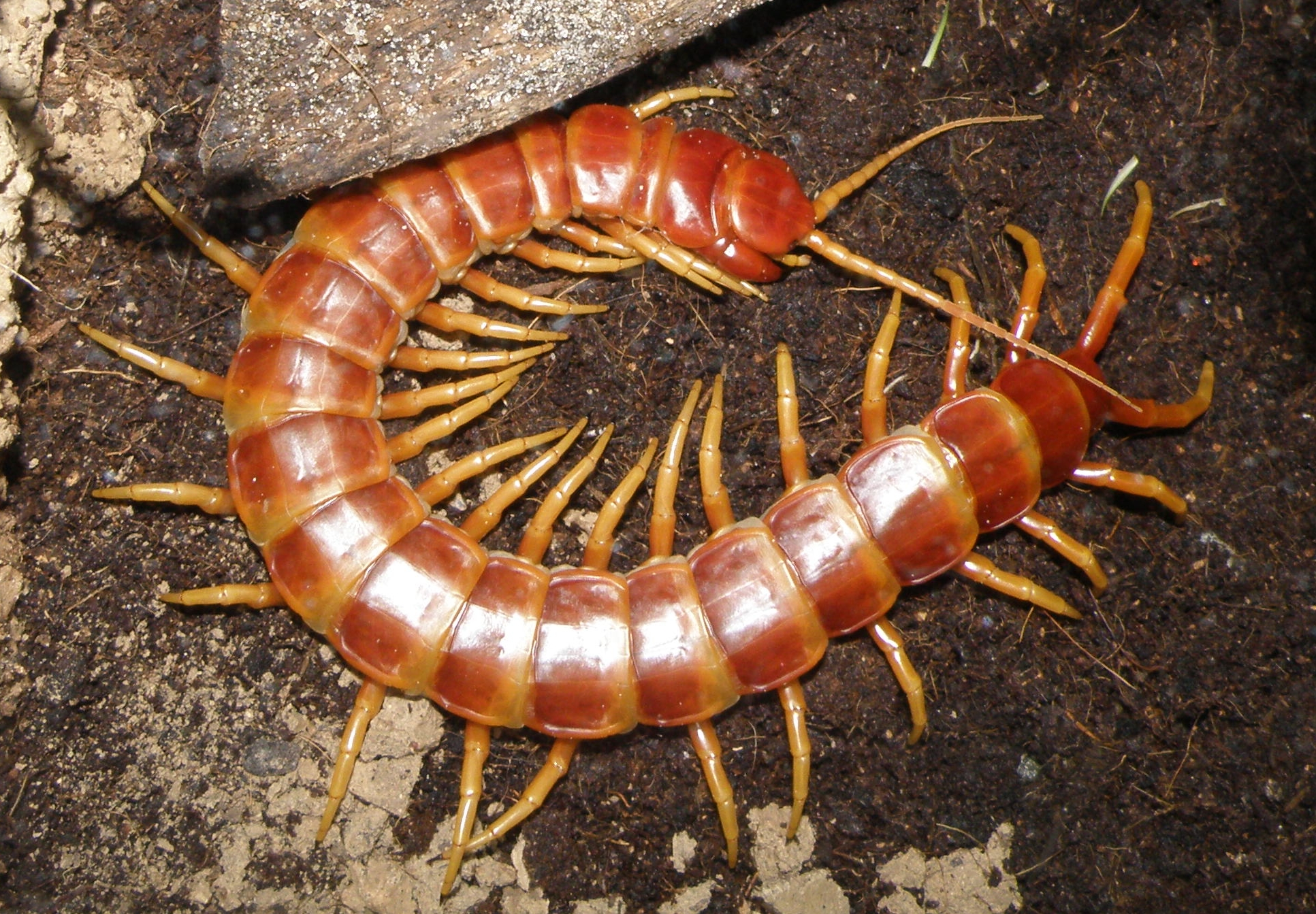
Scolopendre

Les anciens Égyptiens ont divinisé la scolopendre, ou « mille-pattes », pour se concilier un animal dont la morsure peut être dangereuse pour l'homme. Les spécimens égyptiens (Scolopendra adhœrens) sont de grande taille et mesurent près de 25 centimètres. Dès les Textes des pyramides, il apparaît qu'à Héliopolis, l'animal est vénéré sous le nom de Sépa. Les prêtres égyptiens ont remarqué qu'en réalité, la scolopendre possède quarante-deux pattes réparties en vingt-et-une paires. Par un jeu d'assonances, cet animal a été rapproché d'Osiris et du phénomène de la crue du Nil. Dans la langue égyptienne, la même racine est à la base des mots sepa « scolopendre », sepat « nome » et sepy « lambeau » et proche (par métathèse) du mot psed « colonne vertébrale ». D'une manière allégorique, les quarante-deux pattes du scolopendre en sont venues à évoquer les quarante-deux lambeaux disséminés dans les quarante-deux nomes du royaume avec la colonne vertébrale d'Osiris (le Nil), comme lien entre les différentes parties. Sous l'Ancien Empire, cette union des quarante-deux parties s'est matérialisée par un palanquin royal (ou chaise à porteurs) hissé sur les épaules de vingt porteurs. Avec les deux jambes du chef porteur, cela donne quarante-deux jambes humaines destinées à convoyer Pharaon durant les fêtes solennelles. Dans la période tardive, Sépa est une divinité assignée à la montée des eaux du Nil, en particulier à Kherâha (l'antique Caire), où une caverne mythique s'ouvrait chaque année afin de faire monter l'inondation. Les fonctions unificatrice et vivificatrice de Sépa ont conduit à un rapprochement étroit avec Anubis, le dieu des momificateurs.

### Phases lunaires

#### Osiris-Lune
Si l'Égypte antique est surtout connue pour avoir célébré le Soleil à travers le dieu Rê, la Lune tient, elle aussi, une place importante dans la pensée mythologique. Son cycle a fait l'objet de nombreuses observations et analyses pré-scientifiques. dans la langue égyptienne, la Lune, Ioh, est un mot du genre masculin. Plusieurs divinités masculines ont ainsi personnifié l'astre nocturne tels les célèbres Thot, Khonsou et Min et le plus discret Douaou, le « Matinal ». Les aspects lunaires d'Osiris apparaissent, sous forme d'allusions discrètes, dès les textes des pyramides. Au Nouvel Empire, l'assimilation d'Osiris à la Lune est une croyance très explicite, comme il apparaît sur une stèle élevée à Abydos par Ramsès IV :

« Tu es la lune dans le ciel, et tu rajeunis suivant ton désir et tu vieillis quand tu veux. Voilà que tu sors pour chasser l'obscurité, oint et vêtu par l'Ennéade, et alors des incantations sont prononcées pour glorifier leur majesté […] »

— Hymne à Osiris, Stèle abydéenne de Ramsès IV.

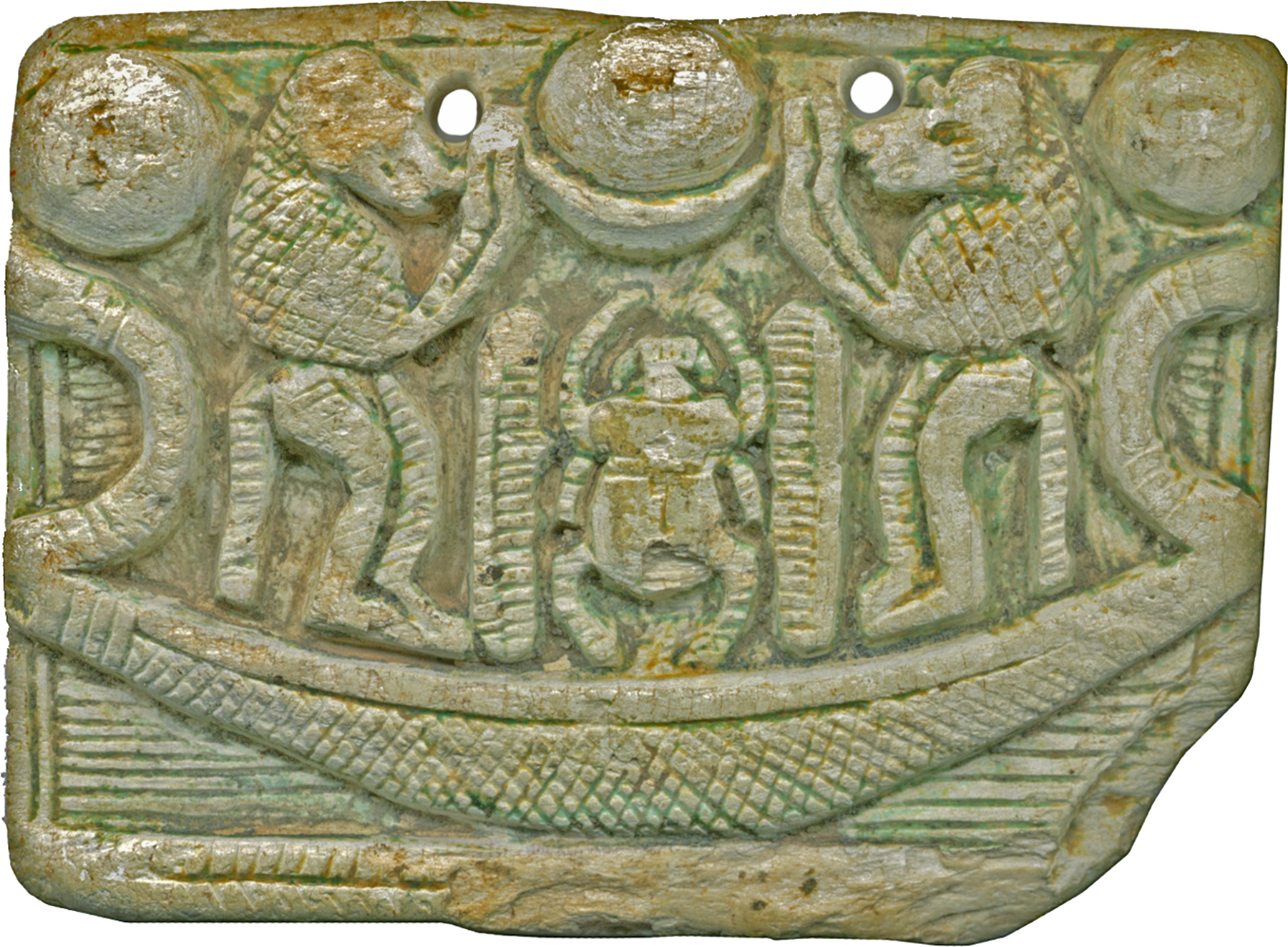
Barque nocturne portant la Lune croissante adorée par deux singes (Walters Art Museum).

Durant l'époque ptolémaïque, Osiris-Lune est intégré dans un système théologique syncrétiste très complexe. Dans les chapelles osiriennes de Dendérah, lieux où se déroulent les rituels des mystères, la renaissance du dieu Osiris est liée à celle de la Lune :

« Redresse-toi sur la barque vespérale, pour voir ton corps en tant que Lune, au moment de remplir l'œil-oudjat le quinzième jour.
Redresse-toi, les dieux chacals se réjouissent pour toi de part et d'autre de la Lune, au moment où ta lumière brille en tant que Taureau brûlant.
Redresse-toi en vie, dans l'horizon oriental, les portes du ciel s'ouvrent pour toi en te voyant.
Redresse-toi dans ta barque, les Âmes de l'Orient t'adorent, les Singes t'honorent avec des louanges.
Redresse-toi, taureau des vaches, qui fécondes les dames, les cœurs se réjouissent pour toi la nuit.
Redresse-toi, toi dont les rayons sont éclatants, qui éclaires les ténèbres, qui fais que la nuit éclaire la terre par tes rayons. »

— Osiréion de Dendérah, Traduction de Sylvie Cauville.

#### Remplissage de l'Œil oudjat
Pour les anciens Égyptiens, le mois lunaire commence le matin où la Lune cesse d'être visible, peu avant la nouvelle lune. Le second jour est celui où le croissant réapparaît dans le ciel et le quinzième est celui de la pleine lune. Le symbole mythologique le plus courant est celui de l'Œil oudjat ou « Œil d'Horus ». La phase descendante de la Lune a grandement préoccupé les théologiens égyptiens. La disparition de l'astre a été perçue comme un désordre cosmique causé par des forces hostiles. Aussi, des rites ont été élaborés pour ramener la pleine lune et pour éviter la destruction totale de l'astre. Les Égyptiens ont répugné à parler de la disparition de la Lune, mais il apparaît que ce phénomène a été perçu, entre autres, comme une blessure infligée par Seth à l'un des yeux d'Horus en lui lançant des ordures en pleine face (glose du chap. 17 du Livre des Morts). À Philæ, le pharaon offre de la myrrhe à quinze divinités qui en échange promettent de remplir l'œil au moyen de minéraux et de végétaux sur lesquels elles exercent leur puissance. À Dendérah, les deux enfilades des chapelles de l’Osiréion sont symboliquement réunies par un escalier de quatorze marches menant vers la terrasse du pronaos. Chaque marche représente un des jours de la phase ascendante de la Lune. Ce même escalier est représenté sur un plafond à l'intérieur du pronaos. Les quatorze marches sont gravies par quatorze divinités en direction d'un Oudjat saint adoré par Thot. L'Œil est représenté dans un disque lunaire complet posé sur une colonne en forme de papyrus,.

Escalier lunaire à quatorze marches (temple d'Hathor de Dendérah).
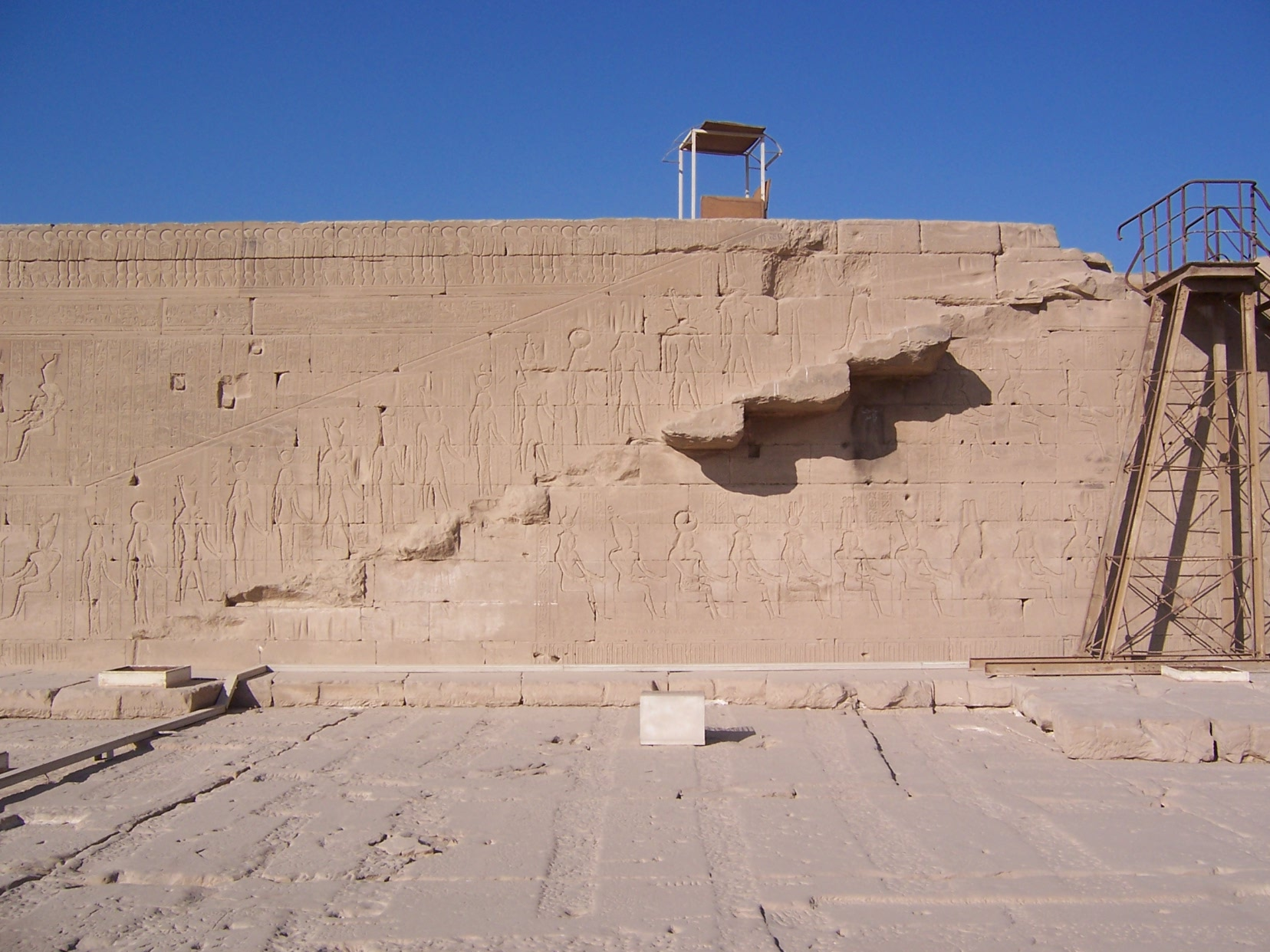
Mur extérieur du pronaos.
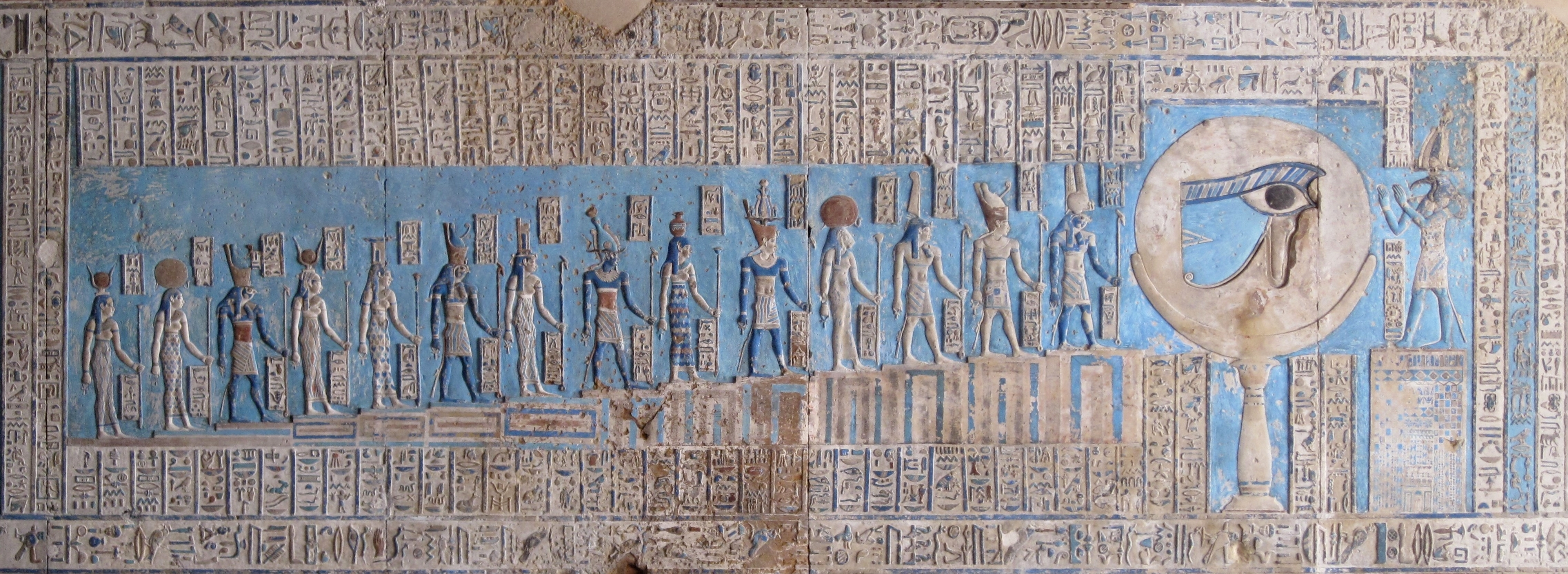
Relief peint du plafond du pronaos.

#### Quatorze reliques osiriennes

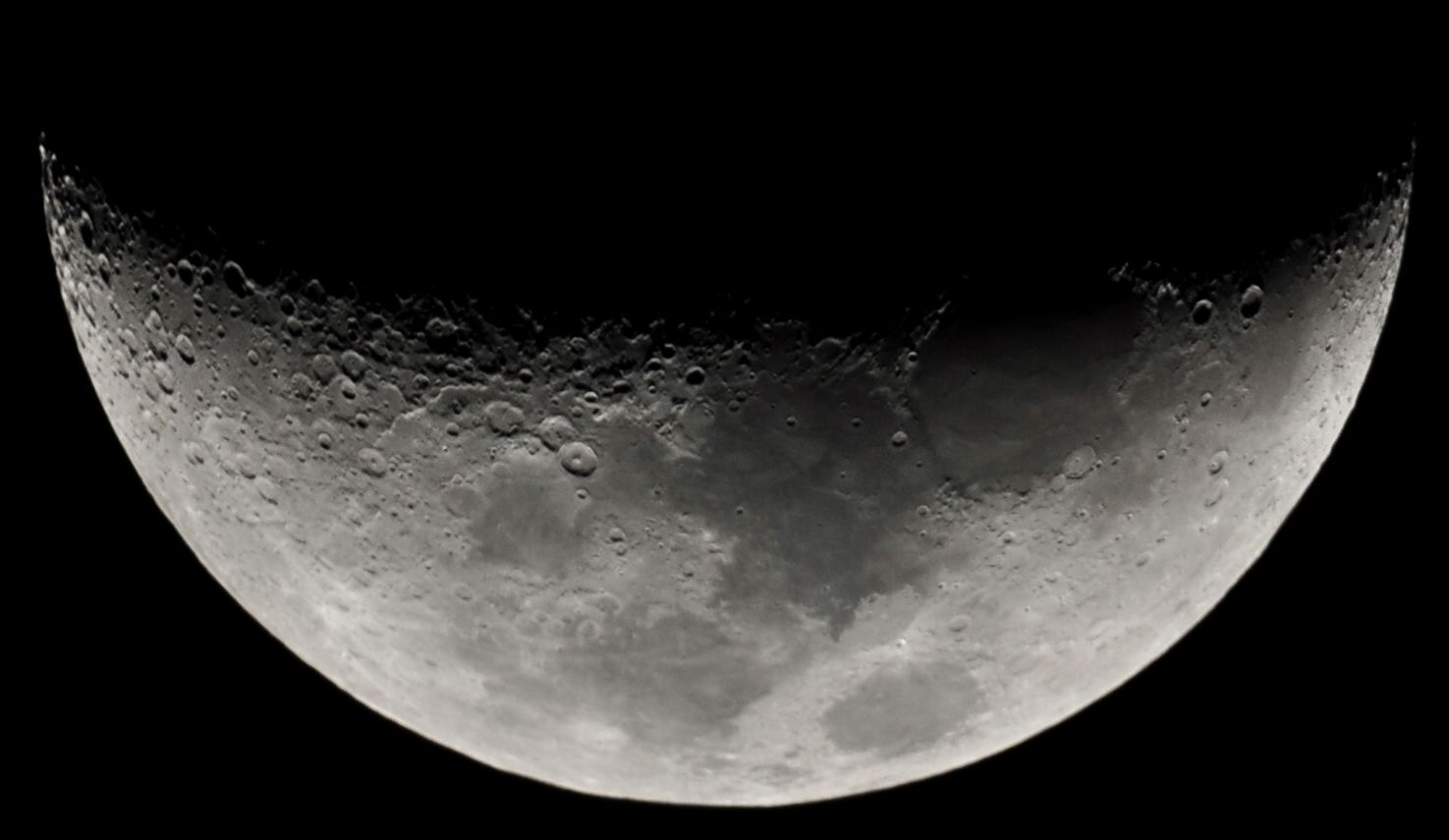
Croissant de Lune au septième jour.

Les Égyptiens nous ont laissé plusieurs listes à propos des parties du corps dépecé d'Osiris. Ces dernières présentent entre elles de nombreuses différences et incohérences, car chacune d'elles est le reflet d'une tradition théologique propre. L'un de ces courants de pensée a établi une équivalence mystique entre la reconstitution de la Lune en quatorze jours (phase ascendante) et les quatorze membres disjoints d'Osiris. Dans le récit du grec Plutarque, le démembrement du corps d'Osiris s'est déroulé dans un fort contexte lunaire :

« Mais Typhon [= Seth], une nuit qu'il chassait au clair de lune, le trouva, reconnut le corps, le coupa en quatorze morceaux et de tous côtés les dispersa »

— Plutarque, Sur Isis et Osiris, § 18. Traduction de Mario Meunier.
Plus avant (§ 8), Plutarque indique que Seth trouva le corps, par hasard, alors qu'il s'était mis en chasse d'un cochon dans les marécages du delta. Cette affirmation rejoint une source égyptienne qui veut que l'Œil d'Horus, c'est-à-dire la Lune, fut blessé par Seth transformé en cochon noir (chap. 112 de Livre des Morts). Plutarque rapporte aussi d'autres précisions quant à l'assimilation d'Osiris au cycle lunaire :

« C'est au dix-septième jour du mois d'Athyr que la mythologie égyptienne place la mort d'Osiris. Or c'est à cette époque où la pleine lune est particulièrement éclatante et complète. […] D'autre part, les uns disent qu'Osiris vécut, d'autres qu'il régna, pendant vingt-huit ans. Or ce nombre de vingt-huit correspond aux jours durant lesquels on voit la lumière de la lune, et au temps qu'elle met à parcourir le cercle de sa révolution. […] Le démembrement d'Osiris en quatorze morceaux indique, dit-on, à mots couverts, le nombre de jours pendant lesquels la lune décroit, depuis la pleine lune jusqu'à la lune nouvelle. »

— Plutarque, Sur Isis et Osiris, § 42. Traduction de Mario Meunier.

#### Reconstitution d'Osiris

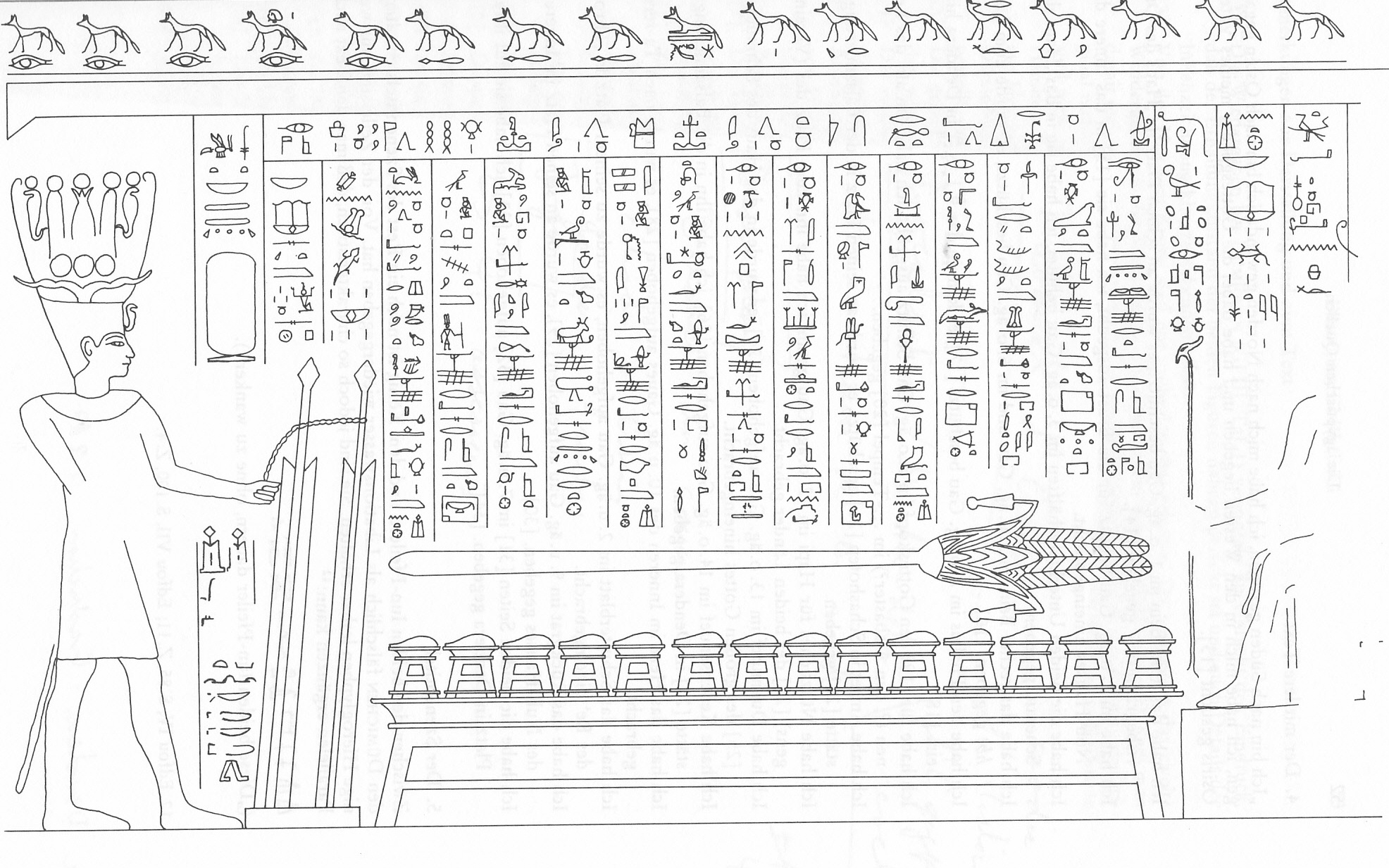
Relevé d'un relief montrant Pharaon en train d'offrir à Horus les quatorze reliques (temple de Dendérah).

Durant le mois de Khoiak, la mystique du nombre quatorze apparaît tout naturellement lors de la mise en œuvre des rituels visant à confectionner les petites effigies sacrées. Les ingrédients composant la pâte sacrée de la statuette du Sokar sont dosés grâce à quatorze récipients nommés debeh. Ces petits ustensiles, de formes diverses, correspondent aux quatorze membres disjoints d'Osiris. Ces récipients sont en or, en argent ou en bronze suivant l'importance accordée au membre qu'ils représentent. La réunion de leur contenu dans un unique vase sacré symbolise le remembrement du corps d'Osiris, à l'image d'Isis qui avait rassemblé les lambeaux dispersés par Seth. Le Livre V du Rituel des mystères de Dendérah indique que les quatorze ustensiles représentent la tête, les pieds, le bras, le cœur, la poitrine, la cuisse, l'œil, le poing, le doigt, le phallus, la colonne vertébrale, les deux oreilles, la nuque et les deux jambes. Toujours à Dendérah, un relief de l’Osiréion indique que Pharaon, en tant que prototype du prêtre, est associé à la quête des membres et à la reconstitution d'Osiris à travers l'élaboration des effigies sacrées. La scène montre une table sur laquelle sont posés quatorze coffrets contenant un substitut de relique. Le processus de recomposition est symbolisé par une figuration couchée de l'emblème de Néfertoum qui, à Memphis, accompagne toujours la procession de Sokar le matin du 26 Khoiak. Le souverain se compare à Horus-sa-Aset, le fils d'Isis, chargé de mener la quête des reliques de son père aux quatre coins du pays. Après avoir trouvé les membres, le roi indique qu'il les a portés à Dendérah afin de procéder à la reconstitution du corps au sein des chapelles de l’Osiréion :
Je vais vers le sud, je fais route vers le nord, je marche vers l'est,

je me dirige vers l'ouest pour faire la quête des reliques divines de mon père.

Je protège la jambe gauche dans le nome ombite,

je l'installe à sa place dans le Sanctuaire-où-est-enseveli-Osiris.

Je protège la cavité thoracique dans le nome apollonopolite,

je la fait entrer dans le Temple-de-l'or.

Je protège les mâchoires dans le nome latopolite,

je le donne au Sanctuaire-de-Chentayt.

Je fais la protection de la jambe droite dans les nomes lybique et tentyrite,

je la donne au Temple-de-la-momification.

Je fais la protection du phallus dans le nome diospolite,

je le fais entrer dans la chapelle osirienne dans Iounet.

Je fais la défense de la tête du dieu dans le nome thinite,

je l'installe sur le chevet en albâtre dans le Temple-de-Sokar.

Je protège Amset dans Chashotep,

je l'installe à sa place dans le sanctuaire de l'emmaillotement.

Je prends soin d'Hapy dans le nome antaéopolite,

je le conduis à la place de l'enterrement.

Je porte Douamoutef dans le nome lycopolite supérieur,

je le fais entrer dans le sanctuaire où est préparé pour l'enterrement le grand dieu.

Je porte Kebehsenouf dans le nome lycopolite inférieur,

je l'installe dans l'atelier-de-momification dans Iounet

Je porte le cœur du dieu dans le Nome athribite,

je l'apporte à Tarer.

Je soulève l'omoplate dans le nome létopolite,

je la fais entrer dans sa place dans la Place-de-Rê.

Je porte la colonne vertébrale dans le Nome busirite,

je l'installe à sa place dans le Temple-de-l'or.

Je tends les bras portant les côtes dans le nome métélite,

je fais qu'elles reposent à sa place dans Iounet.
— Sylvie Cauville, Dendara : Les chapelles osiriennes, présentation
par Pharaon des quatorze reliques osiriennes à Horus-fils-d'Isis.

#### Reverdissement de l'Égypte

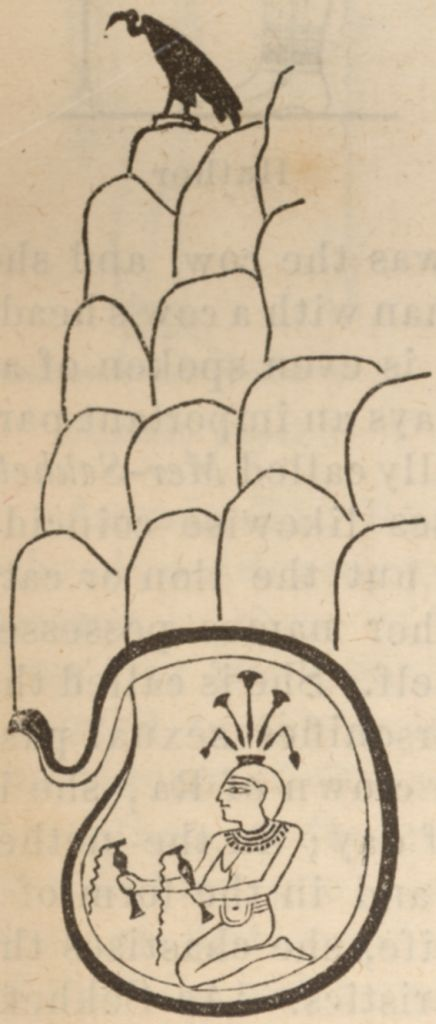
Hâpy caché dans sa grotte mystérieuse à Philæ

La symbolique du nombre quatorze se retrouve à Dendérah dans la troisième chapelle orientale de l’Osiréion où Harendotès, « Horus qui protège son père », récite quatorze hymnes sur autant de barques sacrées. Le vingt-deux Khoiak, les figurines sacrées sont maintenant fabriquées. Dans chaque ville, elles sont placées dans leur barque portative en vue de la procession nautique qui doit se tenir sur le lac sacré du temple. Les différentes barques représentent les principales villes du pays à savoir Memphis, Héliopolis, Thèbes, Abydos, Busiris, Elkab, Bouto, Coptos, Dendérah et Edfou. Les quatorze hymnes ont pour thème central les aspects multiples de la personnalité d'Osiris (Osiris lune, Osiris inondation, Osiris roi). Chaque verset débute par la formule « Redresse-toi » afin de susciter le réveil d'Osiris. Ces hymnes étaient peut-être récités par les prêtres lors de la première phase du cycle lunaire (période ascendante). Le redressement d'Osiris, c'est-à-dire sa revivification, est encouragé par une série de paroles mettant en liaison sa renaissance, l'inondation et le reverdissement des rives nilotiques ; la renaissance agraire étant le principal bienfait d'Osiris attendu par l'ensemble du peuple égyptien :
TROISIEME BARQUE : Barque de la fusion.

Redresse-toi dans la barque de la fusion,

te fondant dans Sepa, conduit parmi les Âmes d'Héliopolis.

Redresse-toi, toi dont la sortie en procession est grande d'Héliopolis à Kherâha,

qui apporte la crue, qui inonde le pays pour son ka. […]

Redresse-toi dans la caverne,

te fondant dans l'escorte de la crue pour faire pousser les plantes du pays.

Redresse-toi dans ton antre, les lieux de culte se réjouissent pour toi lorsque

tu viens en tant que crue mesurée avec un instrument de mesure

Redresse-toi en ton temps sans cesse, en ton moment chaque jour, étant en vie.

QUATRIEME BARQUE (RELIQUAIRE) : Le reliquaire-heken de la chapelle souterraine dans Busiris.

Redresse-toi dans ton pavillon de fête,

le pavillon de fête couvert de roseaux dispose tes harponneurs contre tes ennemis.

Redresse-toi dans ton pavillon de fête,

le pavillon de fête couvert de fleurs harcelant celui qui se rebelle contre toi dans ta place.

Redresse-toi dans ton pavillon de fête,

tu fais pousser les plantes, tu fais verdir le pays avec les ceps de vigne.

Redresse-toi dans ton pavillon de fête,

le pavillon de papyrus, tu fais des sanctuaires des dieux ton trône...

Redresse-toi dans ton pavillon de fête,

rajeuni en ton temps, tu fais verdir les végétaux, les plantes fraîches et les légumes.

Redresse-toi lors de ta fête,

la fête au cours de laquelle tu viens, tu fais croître toutes les fleurs à ta vue.
— Sylvie Cauville, Dendara : Les chapelles osiriennes, Extraits 
des quatorze hymnes adressés par Harendotès à son père Osiris

### Généralités
- Jan Assmann, Mort et au-delà dans l'Égypte ancienne, Monaco, Éditions du Rocher, 2003, 685 p. (ISBN 2-268-04358-4)
- Jan Assmann, L'Égypte ancienne entre mémoire et science, Paris, Hazan / Musée du Louvre, 2009, 341 p. (ISBN 978-2-7541-0395-4, écouter en ligne)
- Jan Assmann, Religio duplex : Comment les Lumières ont réinventé la religion des Égyptiens, Paris, Aubier, 2013, 409 p. (ISBN 978-2-7007-0427-3)
- Sydney H. Aufrère, « Le cosmos, le minéral, le végétal et le divin », Maison de l'Orient et de la Méditerranée, Lyon,‎ 1993 (lire en ligne)
- Sydney H. Aufrère, « L'Univers minéral dans la pensée égyptienne : essai de synthèse et perspectives », Archéo-Nil, Paris,‎ 1997, p. 113-144 (lire en ligne)
- Sydney H. Aufrère (éditeur), Encyclopédie religieuse de l'univers végétal : Croyances phytoreligieuses de l'Égypte ancienne, vol. 1, Montpellier, Université Paul Valéry, 1999, 560 p. (ISBN 2-84269-310-8)
- Sydney H. Aufrère, Thot Hermès l'Égyptien : De l'infiniment grand à l'infiniment petit, Paris, L'Harmattan, coll. « Kubaba », 2007, 369 p. (ISBN 978-2-296-04639-9)
- Laurent Bricault, Les cultes isiaques dans le monde gréco-romain, Paris, 2013, 575 p. (ISBN 978-2-251-33969-6)
- Sylvie Cauville, L'offrande aux dieux dans le temple égyptien, Paris-Leuven (Belgique), Peeters, 2011, 291 p. (ISBN 978-90-429-2568-7)
- Jean-Pierre Corteggiani, L'Égypte et ses dieux : Dictionnaire illustré, Paris, Fayard, 2007, 593 p. (ISBN 978-2-213-62739-7)
- Philippe Derchain, « Mythes et dieux lunaires en Égypte », dans Collectif, La lune, mythes et rites, Paris, Le Seuil, coll. « Sources orientales » (no 5), 1962, p. 17-68
- James George Frazer (trad. Henry Peyre), Le Rameau d'Or [« The Golden Bough, A Study in Magic and Religion »], vol. 5. Atys et Osiris, Paris, Robert Laffont, 1914 (réimpr. 2010) (ISBN 978-2-221-08847-0)
- Claire Lalouette, Contes et récits de l'Égypte ancienne, Paris, Flammarion, 1995, 238 p. (ISBN 2-08-210270-X)
- Dimitri Meeks et Christine Favard-Meeks,  La vie quotidienne des dieux égyptiens
- Frédéric Servajean, « Le cycle du ba dans le Rituel de l'Embaumement », ENiM,‎ 2009, p. 9-23 (lire en ligne)

### Rituels de Khoiak
- Paul Barguet, Le papyrus N. 3176 (S) du musée du Louvre, Le Caire, IFAO, 1962, 62 p.
- Sylvie Cauville, « Les mystères d'Osiris à Dendera : Chentayt et Merkhetes, des avatars d'Isis et Nephtys », BIFAO, Le Caire, vol. 81,‎ 1981, p. 21-40 (lire en ligne)
- Sylvie Cauville, « Les mystères d'Osiris à Dendera : Interprétation des chapelles osiriennes », BSFE, Paris, Société française d'égyptologie, no 112,‎ 1988, p. 23-36
- Sylvie Cauville (ill. Bernard Lenthéric, photogr. Alain Lecler), Le temple de Dendara : Les chapelles osiriennes, Le Caire, IFAO, 1997 (ISBN 2-7247-0199-2)vol. 1 : Textes hiéroglyphiques (Dendera X/1),
 vol. 2 : Planches et photographies (Dendera X/2)
- Sylvie Cauville, Dendara : Les chapelles osiriennes, Le Caire, IFAO, coll. « Bibliothèque d'étude », 1997 (ISBN 2-7247-0203-4)vol. 1 : Transcription et traduction (BiEtud 117),
vol. 2 : Commentaire (BiEtud 118), 
vol. 3 : Index (BiEtud 119)
- Émile Chassinat, Le mystère d'Osiris au mois de Khoiak, Le Caire, IFAO, 1966 (fascicule 1) - 1968 (fascicule 2), 834 p. [détail des éditions]
- Frédéric Colin, « Le parfumeur (pa ant) », BIFAO, Le Caire, IFAO, vol. 103,‎ 2003, p. 77-81, Document 3. Les rites funéraires d'Osiris sur le toit de Philæ, au IVe siècle de notre ère (lire en ligne)
- Philippe Derchain, Le papyrus Salt 825 (British Museum 10051) : rituel pour la conservation de la vie en Égypte, Bruxelles, Palais des Académies, 1964
- (en) Katherine J. Eaton, « The Festivals of Osiris and Sokar in the Month of Khoiak : The Evidence from Nineteenth Dynasty Royal Monuments at Abydos », Studien zur Altägyptischen Kultur, Helmut Buske Verlag, vol. 35,‎ 2006, p. 75-101 (JSTOR 25157772)
- (en) G. A. Gaballa et K. A. Kitchen, The festival of Sokar, Rome, Faculty of Ancient Oriental Studies, Pontifical Biblical Institute, 1969, 76 p.
- Jean-Claude Goyon, « Le cérémonial de glorification d'Osiris du papyrus du Louvre I. 3079 (colonnes 110 à 112) », BIFAO, Le Caire, vol. 65,‎ 1967, p. 89-156 (lire en ligne)
- Jean-Claude Goyon, « La fête de Sokaris à Edfou. À la lumière d'un texte liturgique remontant au Nouvel Empire », BIFAO, Le Caire, vol. 78,‎ 1978, p. 415-438 (lire en ligne)
- Victor Loret, « Les fêtes d'Osiris au mois de Khoiak », Recueil de travaux relatifs à la philologie et à l'archéologie égyptiennes et assyriennes, Paris, IFAO,‎ 1882, p. 43-57 (lire en ligne)
- (de) Joachim Friedrich Quack, « Die rituelle Erneuerung der Osirisfigurinen », Die Welt des Orients, Vandenhoeck & Ruprecht (GmbH & Co. KG), vol. 31,‎ 2000/2001, p. 5-18 (JSTOR 25683755)
- Florence Saragoza, « L'acéphale et le rituel osirien de Khoiak : À propos de quatre pièces découvertes au ouadi Koubbanet el-Qouroud », Égypte, Afrique et Orient, Avignon, vol. 55,‎ 2009, p. 51-66 (ISSN 1276-9223, lire en ligne)
- Jean Yoyotte, « Religion de l'Egypte ancienne. I. La cuve osirienne de Coptos », AEPHE, Paris, t. 86,‎ 1977, p. 163-172 (lire en ligne)

### Osiris
- Jan Assmann, « Re-Membering Osiris: From the Death cult to Cultural Memory », ReMembering the body, Hatje Cantz,‎ 2000, p. 44-78
- Anonyme, « La Chapelle d'Osiris Ounnefer Maître des aliments », hisoma.mom.fr,‎ 2013 (lire en ligne)
- (de) Horst Beinlich, Die Osirisreliquien : zum motiv der Körperzergliederung in der altägyptischen Religion, Wiesbaden, Harrassowitz, coll. « Ägyptologische Abhandlungen (ÄgAbh 42) », 1984, 329 p. (ISBN 9783447024983)
- Benoit Claus, « Osiris et Hapi : crue et régénération en Égypte ancienne », L'acqua nell'antico Egitto : Vita, rigenerazione, incantisimo, medicamento. Proceedings of the first International conference for young egyptologists, october 2003, Italie,‎ 2005, p. 201-210 (ISBN 9788882653071)
- Laurent Coulon, « Les reliques d'Osiris en Egypte ancienne : données générales et particularismes thébains », Les objets de la mémoire. Pour une approche comparatiste des reliques et de leur culte, Berne,‎ 2005, p. 15-46 (lire en ligne)
- Laurent Coulon, « Le tombeau d'Osiris à travers les textes magiques du Nouvel Empire », BiEtud 145 : Mélanges offerts à François Neveu, Le Caire,‎ 2008, p. 73-82 (lire en ligne)
- Laurent Coulon (éditeur), Le culte d'Osiris au Ier millénaire av. J.-C. : découvertes et travaux récents, Actes de la table ronde internationale tenue à Lyon, Maison de l'Orient et de la Méditerranée, Université Lumière-Lyon 2, les 8 et 9 juillet 2005, vol. BiEtud 153, Le Caire, 2010
- Laurent Coulon, « Osiris chez Hérodote », Hérodote et l'Egypte, Lyon, Maison de l'Orient et de la Méditerranée, t. CMO 51,‎ 2013 (lire en ligne)
- Catherine Graindorge-Héreil, Le dieu Sokar à Thèbes au Nouvel Empire, Otto Harrassowitz Verlag, coll. « Göttinger Orientforschungen: Ägypten », 1994 (ISBN 9783447034760)
- Jeannot Kettel, « Canopes, rḏw.w d'Osiris et Osiris-Canope », Hommages à Jean Leclant : Volume 3, Études isiaques (BiÉtud 106/3), IFAO,‎ 1994, p. 315-330 (ISBN 2-7247-0138-0)
- Pierre Koemoth, Osiris et les arbres : Contribution à l'étude des arbres sacrés de l'Égypte ancienne, Liège, coll. « Ægyptiaca Leodiensia (3) », 1994, 336 p.
- Marie-Christine Lavier, « Les fêtes d'Osiris à Abydos au Moyen Empire et au Nouvel Empire », Égypte, Afrique et Orient, Avignon, vol. 10,‎ 1998 (lire en ligne)
- Sandra L. Lippert, « L’étiologie de la fabrication des statuettes osiriennes au mois de Khoiak et le Rituel de l’ouverture de la bouche d’après le papyrus Jumilhac », ENIM 5, Montpellier,‎ 2012, p. 215-255 (lire en ligne)
- Laure Pantalacci, Recherches sur Osiris démembré, Université Paris IV, 1981, 466 p.

### Traductions
- Paul Barguet, Textes des Sarcophages égyptiens du Moyen Empire, Paris, Éditions du Cerf, 1986, 725 p. (ISBN 2204023329)
- Paul Barguet, Le Livre des Morts des Anciens Égyptiens, Paris, Éditions du Cerf, 1967 (ISBN 2204013544)
- (fr + grc) Diodore de Sicile (trad. Ferd. Hoefer), Bibliothèque historique, t. 1, Paris, Adolphe Delahays Libraire, 1851 (lire en ligne)
- André Fermat, Le rituel de la maison de vie : Papyrus Salt 825, Paris, MdV, 2010, 181 p. (ISBN 9782355990526)
- François-René Herbin, « Hymne à la lune croissante », BIFAO, vol. 82,‎ 1982, p. 237-282 (lire en ligne)
- Claire Lalouette, Textes sacrés et textes profanes de l'Égypte ancienne II : Mythes, contes et poésies, Paris, Gallimard, coll. « Connaissance de l'Orient », 1994, 311 p. (ISBN 2070711765)
- Plutarque (trad. Mario Meunier), Isis et Osiris, Paris, Guy Trédaniel Éditeur, 2001, 237 p. (ISBN 2857070454)
- Jacques Vandier, Le Papyrus Jumilhac, Paris, CNRS, 1961, 350 p.
- Pascal Vernus, Chants d'amour de l'Égypte antique, Paris, Imprimerie nationale Éditions, coll. « La Salamandre », 1992, 220 p. (ISBN 2110811471)